# Liste der Straßennamen von Wien/Favoriten
Liste der Straßen, Gassen und Plätze des 10. Wiener Gemeindebezirks Favoriten
| Historische Straßennamen – Literatur – Weblinks |

## A

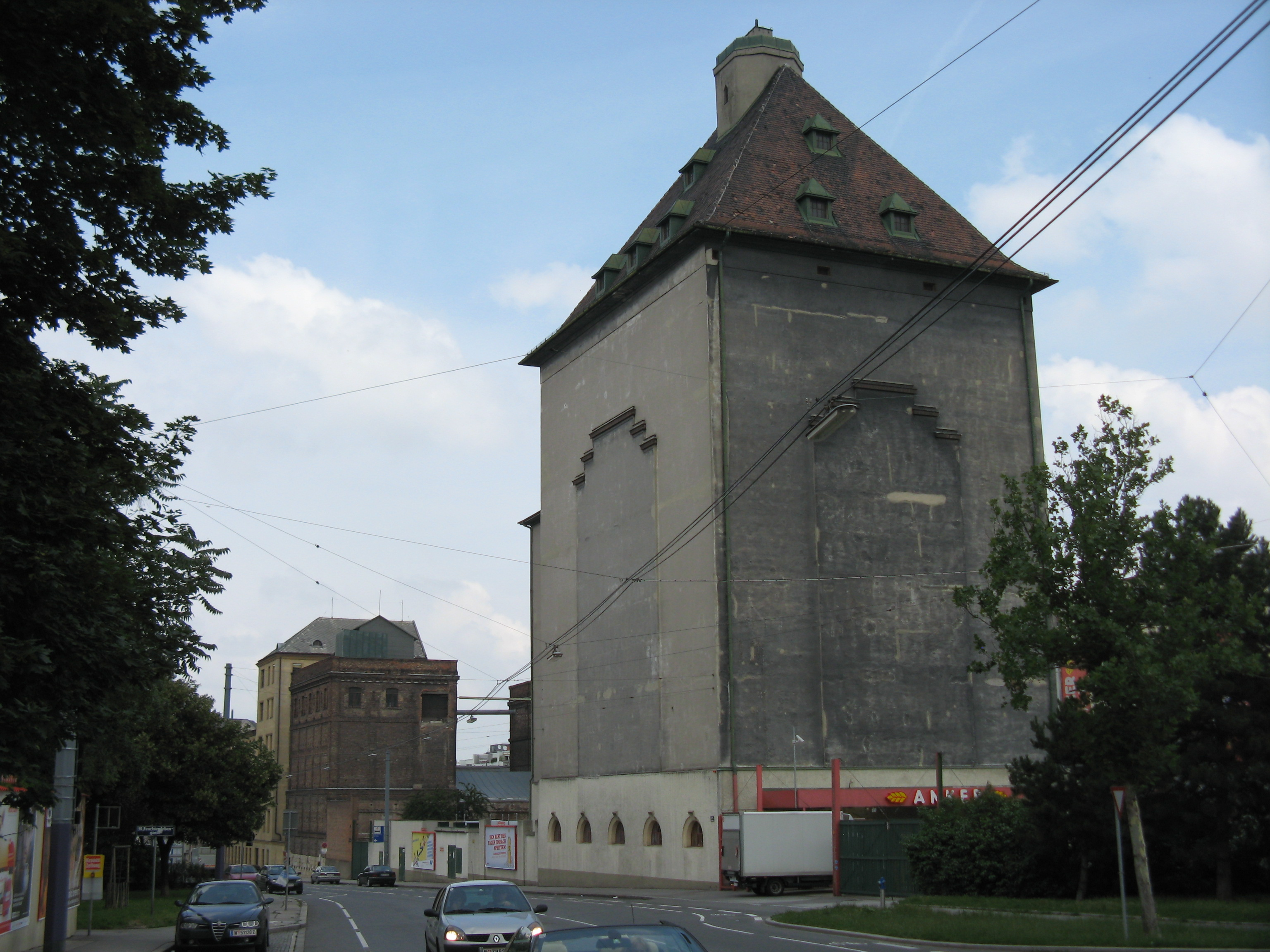
Absberggasse mit Ankerbrot-Fabrik

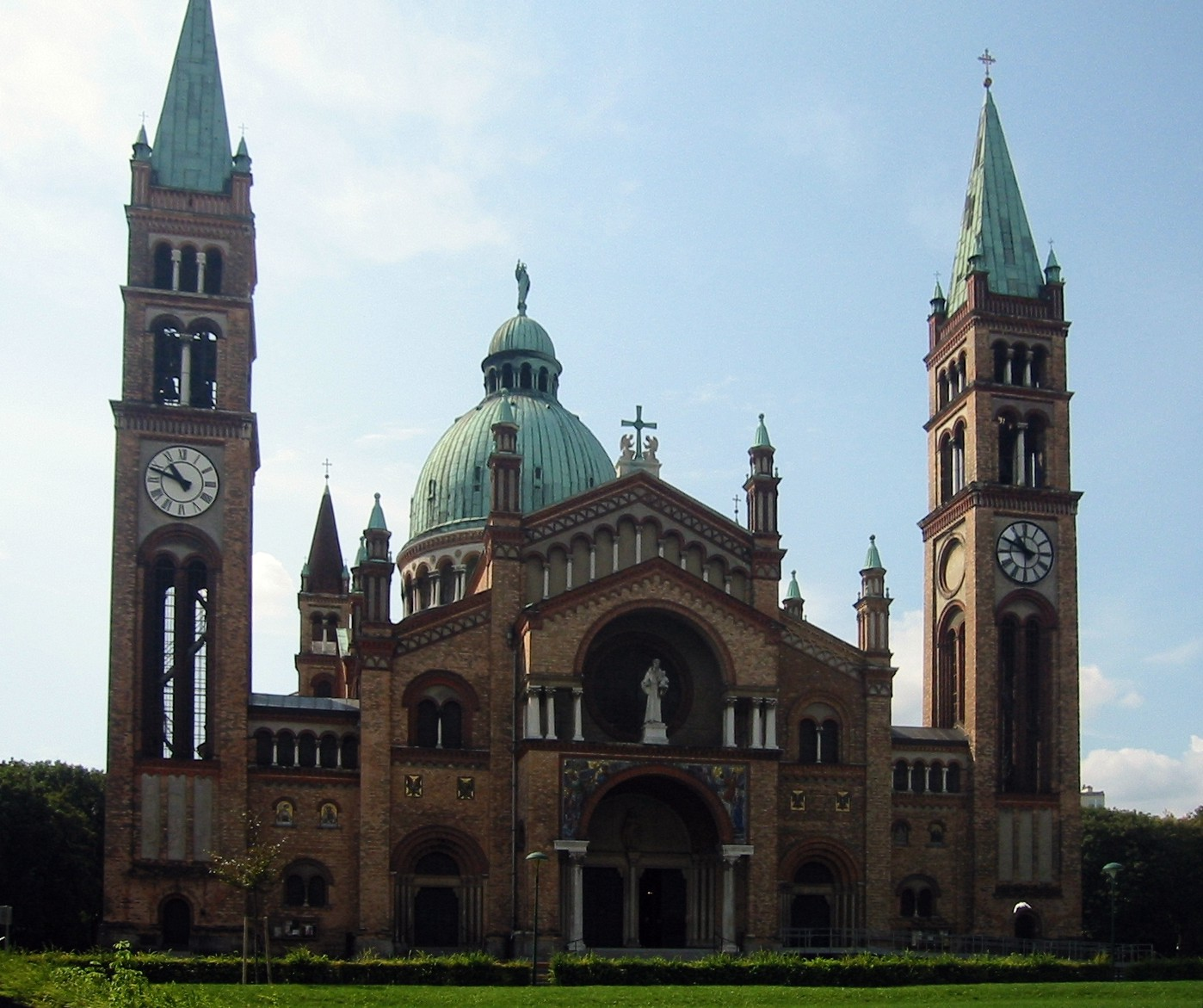
Die Antonskirche am Antonsplatz

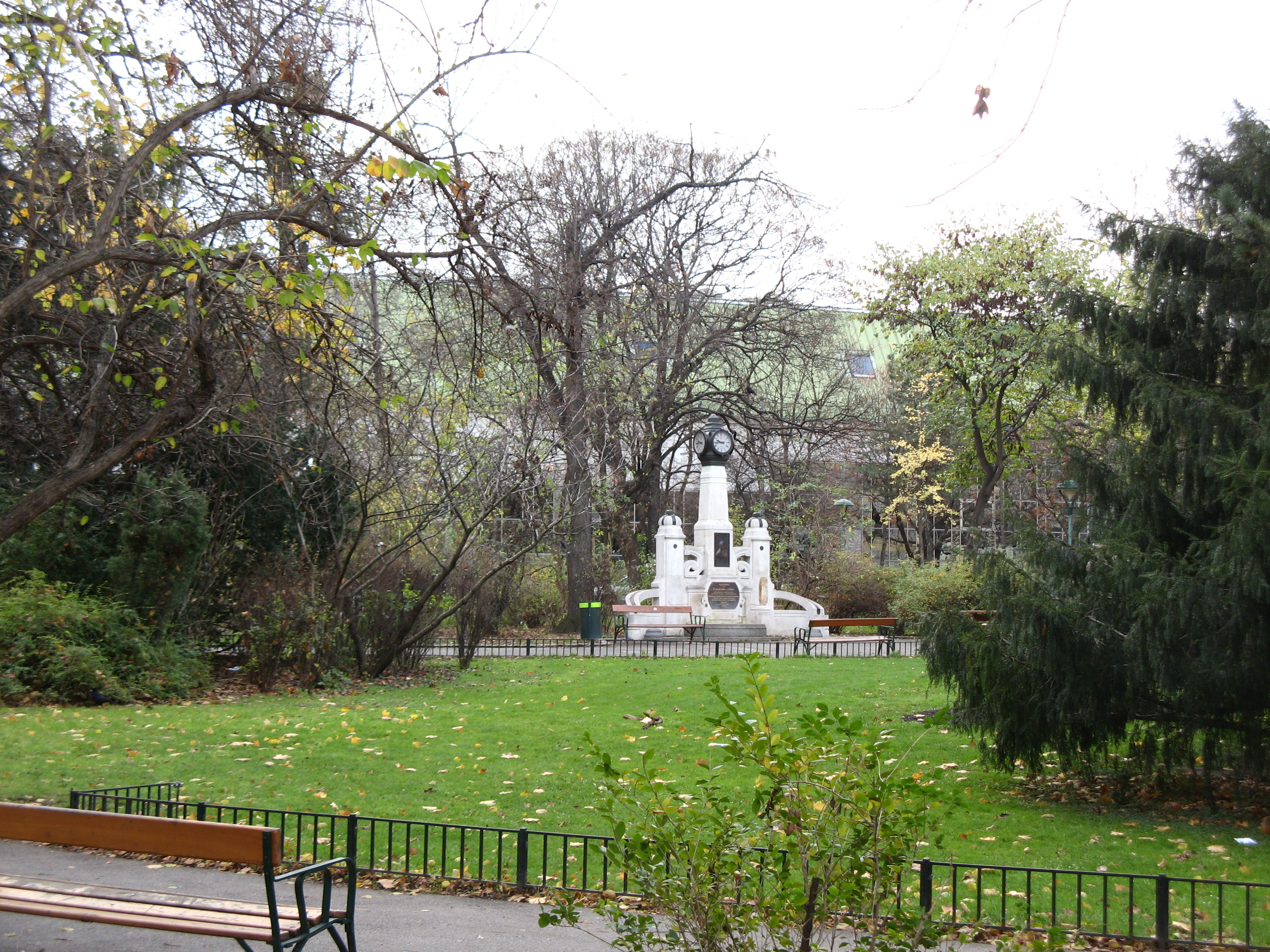
Der Arthaberpark am Arthaberplatz

- Absberggasse (Favoriten, Oberlaa), 1875 benannt nach dem bereits 1690 erwähnten Riednamen In den Absbergen, der möglicherweise von „des Abtes Berg“ abgeleitet ist und dann auf Klosterbesitz hinweisen würde. Siehe auch Kretaviertel.
- Ada-Christen-Gasse (Oberlaa, Per-Albin-Hansson-Siedlung Ost), 1968 benannt nach der Schriftstellerin Ada Christen (eigentlich Christina von Breden, 1844–1901); sie gehörte zum Schriftstellerkreis um Ludwig Anzengruber, Friedrich Hebbel und Ferdinand von Saar und beeinflusste mit ihren gesellschaftskritischen Werken die frühen Naturalisten. Zu ihren bekannteren Werken zählen der Roman Jungfer Mutter und die Gedichtsammlung Lieder einer Verlorenen.
- Adolf-Kirchl-Gasse (Inzersdorf-Stadt, Siedlung „Wienerfeld-West“), 1959 benannt nach dem Volksschullehrer, Chorleiter und Komponisten Adolf Kirchl (1858–1936), Chormeister des Wiener Schubertbunds (1891–1916) und des Niederösterreichischen Sängerbunds (1893–1919), Dirigent des Wiener Konzertvereins (1901–1907), Chormeister des Wiener Sängerbunds (ab 1923). Kirchl war als Komponist auf Chormusik spezialisiert; daneben veröffentlichte er Liederbücher für die Volks- und Hauptschule.
- Adolf-Unger-Gasse (Oberlaa), 1969 benannt nach dem Arbeiterdichter Adolf Unger (1904–1942); Lesungen aus seinen Werken in der Urania und in anderen Arbeiterbildungsstätten machten ihn bekannt. Er verfasste neben mehreren Beiträgen in Zeitungen, Zeitschriften und Sammelwerken auch mehrere Gedichtbände.
- Alaudagasse (Oberlaa, Per-Albin-Hansson-Siedlung Ost), 1968 benannt nach der römischen Legio Alaudarum, deren Veteranendorf am Wienerberg lag. Der Name Alaudae geht auf eine keltische, von den Römern übernommene Bezeichnung für die Haubenlerche zurück und wurde bereits unter Caesar verwendet. Damit wurde wohl auf die ungewöhnliche Crista (Helmzier) der Legion angespielt.
- Alfred-Adler-Straße (Favoriten), 2009 benannt nach dem Arzt und Psychotherapeuten Alfred Adler (1870–1937); er gilt als Begründer der Individualpsychologie. Adler erklärte im Gegensatz zu Sigmund Freud seelische Störungen nicht aus den Reaktionen auf verdrängte sexuelle Komplexe, sondern aus Minderwertigkeitskomplexen bzw. übersteigertem Geltungstrieb infolge missglückter Anpassung an die Gemeinschaft. Die Straße bildet die Begrenzung zwischen den Stadtteilen Quartier Belvedere und Sonnwendviertel.
- Alfred-Stix-Platz (Inzersdorf-Stadt), 1959 benannt nach dem Kunsthistoriker und Museumsdirektor Alfred Stix (1882–1957), Direktor der Albertina (ab 1923), Direktor der Gemäldegalerie des Kunsthistorischen Museums (1933–1938), Generaldirektor der staatlichen Kunstsammlungen Wiens (ab 1945).
- Alma-Rosé-Gasse (Oberlaa), 1969 benannt nach der Violinistin Alma Rosé (1906–1944); sie spielte u. a. mit dem Wiener Staatsopernorchester und dem Wiener Sinfonie-Orchester. 1932 gründete sie das Damenorchester Die Wiener Walzermädeln, ein Ensemble, das durch sein hohes musikalisches Niveau auffiel. 1943 wurde sie ins KZ Auschwitz-Birkenau deportiert und leitete dort das Mädchenorchester von Auschwitz, bevor sie 1944 im Lager starb. Gasse in der Per-Albin-Hansson-Siedlung Ost.
- Alpengasse (Favoriten), 1864 benannt nach dem Gebirgszug der Alpen. „Alpen“ ist die Pluralform des Wortes „Alp(e)“, das ursprünglich, in vorrömischer Zeit, wohl einen „(hohen) Berg“, später nur noch eine „Bergweide“ bezeichnete. In dieser Bedeutung ist das Wort Alb(e)/Alp(e) bis heute in alemannischen Dialekten lebendig. Die Gasse hieß vorher Aspanggasse.[1]
- Altdorferstraße (Inzersdorf-Stadt, Siedlung „Am Wasserturm“), 1936 benannt nach dem deutschen Maler, Kupferstecher und Baumeister Albrecht Altdorfer (um 1480–1538); er gilt als Hauptmeister der sogenannten Donauschule und neben Albrecht Dürer als Begründer der Nürnberger Kleinmeister. Von seinen Bildern sind heute besonders zwei Werke bekannt: der Sebastiansaltar von Stift St. Florian bei Linz (1509–1518) mit seinen dramatisch-manieristischen Szenebildern sowie Die Alexanderschlacht (1528–1529).
- Alte Laaer Straße (Oberlaa), 1960 benannt nach dem alten Straßenzug der Laaer Straße. Der Name der Straße bezieht sich auf die Ortschaft Laa, die heute in Oberlaa und Unterlaa geteilt ist.
- Altes Landgut (Favoriten, Inzersdorf-Stadt, Oberlaa), seit 1981 amtlicher Name des Verteilerkreises Favoriten, benannt nach dem Alten Landgut; seit 2017 auch U-Bahn-Station Altes Landgut. Diese frühere Ziegelei wurde in der Folge für kurze Zeit zu einem sehr bekannten Vergnügungsetablissement (Casino im Landgut, 1834–1844), später teils als Gasthaus (Gasthof zum Landgut, 1844–1851), teils als Fabrik genutzt, bevor die Gebäude abgerissen wurden. Das Alte Landgut befand sich allerdings relativ weit von der heutigen Verkehrsfläche Altes Landgut entfernt. Siehe auch Landgutgasse.
- Alxingergasse (Favoriten, Inzersdorf-Stadt), 1875[2] benannt nach dem österreichischen Dichter Johann Baptist von Alxinger (1755–1797); er verfasste Ritter-Epen, aber auch viele Gelegenheitsgedichte, Oden, Lieder, Sinn- und Lehrgedichte im Geist der Aufklärung, weiters mehrere Freimaurergedichte und ein Taschenbuch für Freimaurer.
- Amarantgasse (Oberlaa, „Heimkehrersiedlung“), 1957 benannt nach der Pflanzengattung Amaranthus aus der Familie der Fuchsschwanzgewächse (Amaranthaceae). Amarant zählt zu den ältesten Nutzpflanzen der Menschheit. Genutzt werden vor allem die Samen der an Hirse erinnernden Körner. Die Nahrungsmittelindustrie verwendet Amarant heute in der Baby- und Kindernahrung, als Zumischung in Brot, Gebäck und Müsli, bei Eierkuchen und Pasta, auch in Wurstwaren sowie im Fast-Food-Bereich bei Riegeln und Snacks. Die Gasse hieß davor Randgasse.
- Am Belvedere (Favoriten, Quartier Belvedere), 2011 benannt nach dem nahen Schloss und Park Belvedere. Das Schloss Belvedere ist eine von Johann Lucas von Hildebrandt (1668–1745) für Prinz Eugen von Savoyen (1663–1736) erbaute Schlossanlage im Bezirk Landstraße. Das Obere Belvedere und das Untere Belvedere bilden mit der verbindenden Gartenanlage ein barockes Ensemble. 2016 wurde die Verkehrsfläche um die Gödelgasse, deren Name neu vergeben wurde, erweitert.
- Am Campus Favoriten (Inzersdorf-Stadt), 2024 benannt nach der dort befindlichen FH Campus Wien.
- Am Hauptbahnhof (Favoriten), 2013 benannt nach dem Wiener Hauptbahnhof; dieser wurde 2009 bis 2015 errichtet und ersetzt den ehemaligen Südbahnhof. Der Platz Am Hauptbahnhof stellt den südlichen Vorplatz des Bahnhofs dar. Vor dem Abriss des Südbahnhofs befanden sich hier Gleisanlagen sowie die ehemalige Hintere Südbahn-Straße.
- Am Johannesberg (Unterlaa), 1989 benannt nach einem alten Flurnamen.
- Am Verschiebebahnhof (Oberlaa, Kaiserebersdorf), 2007 benannt nach dem Zentralverschiebebahnhof Wien-Kledering der ÖBB, der 1978–1986 erbaut wurde. Er ist auf eine Kapazität von 6.100 Wagen pro Tag ausgelegt, die Gleislänge beträgt 120 Kilometer. Die Straße führt von Nord nach Süd, großteils durch unverbautes Gebiet, am westlichsten Gleis des Bahnhofs entlang und endet in Kledering.
- Ampferergasse (Oberlaa), 1956 benannt nach dem Geologen Otto Ampferer (1875–1947), ab 1901 Mitarbeiter in der Wiener k.k. Geologischen Reichsanstalt, 1935–1937 deren Direktor. Um die komplexen Vorgänge der Gebirgsbildung zu erklären, entwickelte er seine Unterströmungstheorie mit der damals neuen Vorstellung einer teilweise plastischen Erdkruste. Damit wurde er – noch vor Alfred Wegener – zum Wegbereiter der modernen Sicht des Mobilismus. Die Gasse hieß zuvor Beethovengasse.
- An der Hölle (Oberlaa), 1944 benannt nach einem alten Flurnamen, der sich jedoch von Höhle ableitet. Der Weg hieß vorher Schlesingerstraße.
- An der Kuhtrift (Oberlaa), 1987 benannt nach einem historischen Flurnamen. Die Trift ist ein Begriff aus der Landwirtschaft und beschreibt einen Weg, der zum Viehaustreiben genutzt wird, das heißt vom Stall bis zur Weide.
- An der Ostbahn (Simmering), 1920 benannt nach der parallel verlaufenden Strecke der Ostbahn, die von Georg Simon von Sina erbaut und in diesem Bereich 1846 eröffnet wurde; siehe die Sinagasse im 22. Bezirk Donaustadt.
- Anders-Zorn-Weg (Inzersdorf-Stadt), 1951 benannt nach dem schwedischen Maler, Grafiker und Bildhauer Anders Zorn (1860–1920); er malte hauptsächlich Porträts, Landschaftsbilder und Akte. Er beschäftigte sich auch mit der Bildhauerei und schuf zahlreiche Skulpturen. Anders Zorn war nie in Wien; um 1951 wurden jedoch zahlreiche Straßen in der Per-Albin-Hansson-Siedlung (West) zum Dank für schwedische Hilfe nach dem Zweiten Weltkrieg nach schwedischen Persönlichkeiten benannt.
- Angeligasse (Favoriten, Inzersdorf-Stadt), 1894 benannt nach dem Maler Heinrich von Angeli (1840–1925); er hatte große Erfolge als Historienmaler, vor allem aber als Porträtmaler. Mit steigendem Ruhm wurde er einer der bedeutendsten Porträtisten des Adels und an den Höfen Europas.
- Anningerweg (Inzersdorf-Stadt, Kleingartenanlage „Reifental“), 1971 benannt nach dem 675 m hohen Berg Anninger am Alpenostrand, den man von hier aus sehen kann.
- Anny-Angel-Katan-Weg (Oberlaa), 2016 benannt nach der Psychoanalytikerin Anny Angel-Katan (geboren als Annie Rosenberg, 1898–1992). Sie spezialisierte sich auf die Kinderanalyse und beteiligte sich an Lehrveranstaltungen des Wiener Psychoanalytischen Instituts. 1936 emigrierte sie und arbeitete von 1937 bis 1946 als Lehranalytikerin am Psychoanalytischen Institut in Den Haag. 1946 wanderte sie in die USA aus und wurde Mitglied der Cleveland Psychoanalytic Society.
- Anton-Balzer-Weg (Inzersdorf-Stadt), 1995 benannt nach dem Gastwirt Anton Balzer (1811–1891); nach Gründung des 10. Bezirks vertrat er 1875–1881 gemeinsam mit Martin Trost und Ferdinand Tüscher den Bezirk im Wiener Gemeinderat;[3] siehe auch Troststraße. Balzer war auch Präsident des I. Vereins der Wiener Gastwirte Harmonie.
- Antonie-Alt-Gasse (Favoriten, Sonnwendviertel), 2010 benannt nach der Politikerin Antonie Alt (1884–1963), Bezirksrätin in Favoriten (1918–1932, SPÖ), Wiener Gemeinderätin (1932–1934, 1945–1953); sie war führend in der sozialdemokratischen Frauenbewegung tätig und erwarb sich große Verdienste beim Wiederaufbau Wiens.[4] Der Antonie-Alt-Hof (Favoritenstraße 49–53) ist wegen des Baus des Hauptbahnhofs abgerissen worden.
- Antonsplatz (Favoriten), 1897 benannt nach dem portugiesisch-italienischen Franziskaner, Theologen und Prediger Antonius von Padua (1195–1231), dem die dort befindliche Antonskirche geweiht ist. Die Kirche wurde 1896–1902 nach Plänen von Franz von Neumann durch den Hofbaumeister Josef Schmalzhofer erbaut.
- Arnold-Holm-Gasse (Oberlaa), 1969 benannt nach Emil Arnold-Holm († um 1938), dem Pseudonym eines österreichischen Lyrikers aus den 1930er Jahren, dessen Identität nicht geklärt ist. Es wird angenommen, dass es sich bei Arnold-Holm um einen jüdischen Autor gehandelt hat, der vielleicht 1911 in der Bukowina geboren wurde. Einer Quelle zufolge soll er 1938 ermordet worden sein.
- Arsenalstraße (Favoriten), 1878 benannt nach dem Arsenal, das sich östlich neben der Straße erstreckt. Es wurde mit insgesamt 31 „Objekten“ (Gebäuden) aus Anlass der Revolution 1848 von 1849 bis 1856 erbaut. Die bedeutendste profane Baugruppe des Romantischen Historismus in Wien wurde in italienisch-mittelalterlichen beziehungsweise byzantinisch-islamischen Formen ausgeführt. Westlich direkt neben der Straße, die seit 1938 auf volle Länge die Grenze zwischen den Bezirken 3 und 10 bildet, verläuft die Ostbahn.
- Arthaberplatz (Favoriten), 1890 benannt nach dem Textilfabrikanten, Kunstsammler und Mäzen Rudolf von Arthaber (1795–1867); 1833 erwarb er den Tullner Hof in Döbling und richtete dort seine berühmte Gemäldegalerie ein. Es war dies die damals größte Sammlung zeitgenössischer Kunst in Wien. Aufgrund seiner politisch liberalen Einstellung war er ein Befürworter der Märzrevolution 1848 und leitete diese mit ein. Der angrenzende Arthaberpark ist ebenfalls nach ihm benannt.
- Artholdgasse (Favoriten, Sonnwendviertel), 2011 benannt nach dem Lehrer und Politiker Josef Arthold (1934–2002), Lehrer an verschiedenen kaufmännischen Berufsschulen (1953–1968) und Direktor einer Berufsschule für Großhandel (ab 1968). Er war Landesobmann der ÖAAB-Berufsschullehrer (1964–1972), Bezirksobmann der ÖVP Favoriten (ab 1973), Mitglied des Wiener Gemeinderats (1971–1986) und Abgeordneter zum Nationalrat (1986–1994).
- August-Forel-Gasse (Inzersdorf-Stadt), 1932 benannt nach dem Schweizer Psychiater, Hirnforscher, Entomologen, Philosophen und Sozialreformer August Forel (1848–1931); er gilt als Vater der Schweizer Psychiatrie und als einer der wichtigsten Vertreter der Abstinenzbewegung in der Schweiz. Seine Doktorarbeit über Neuroanatomie schrieb er 1871–1872 bei Theodor Meynert in Wien.
- August-Kronberger-Gasse (Oberlaa), benannt (Datum unbekannt) nach August Kronberger (1863–1935), Gastwirt, Mühlenbesitzer und Gemeinderat in Oberlaa.
- August-Kronberger-Weg (Oberlaa), 1995 benannt nach August Kronberger (1863–1935); siehe August-Kronberger-Gasse.
- August-Sigl-Straße (Inzersdorf-Stadt), 1989 benannt nach dem Privatbeamten und Politiker August Sigl (1868–1936), erster sozialdemokratischer Bezirksvorsteher von Favoriten (1919–1934). In seiner Amtszeit entstanden zahlreiche für den Bezirk wichtige Bauten, vor allem 43 Gemeindebauten mit insgesamt 9.500 neuen Wohnungen und das Amalienbad. Sein 1934 vom Ständestaat eingesetzter Nachfolger war Johann Krist; siehe Kristgasse.

## B

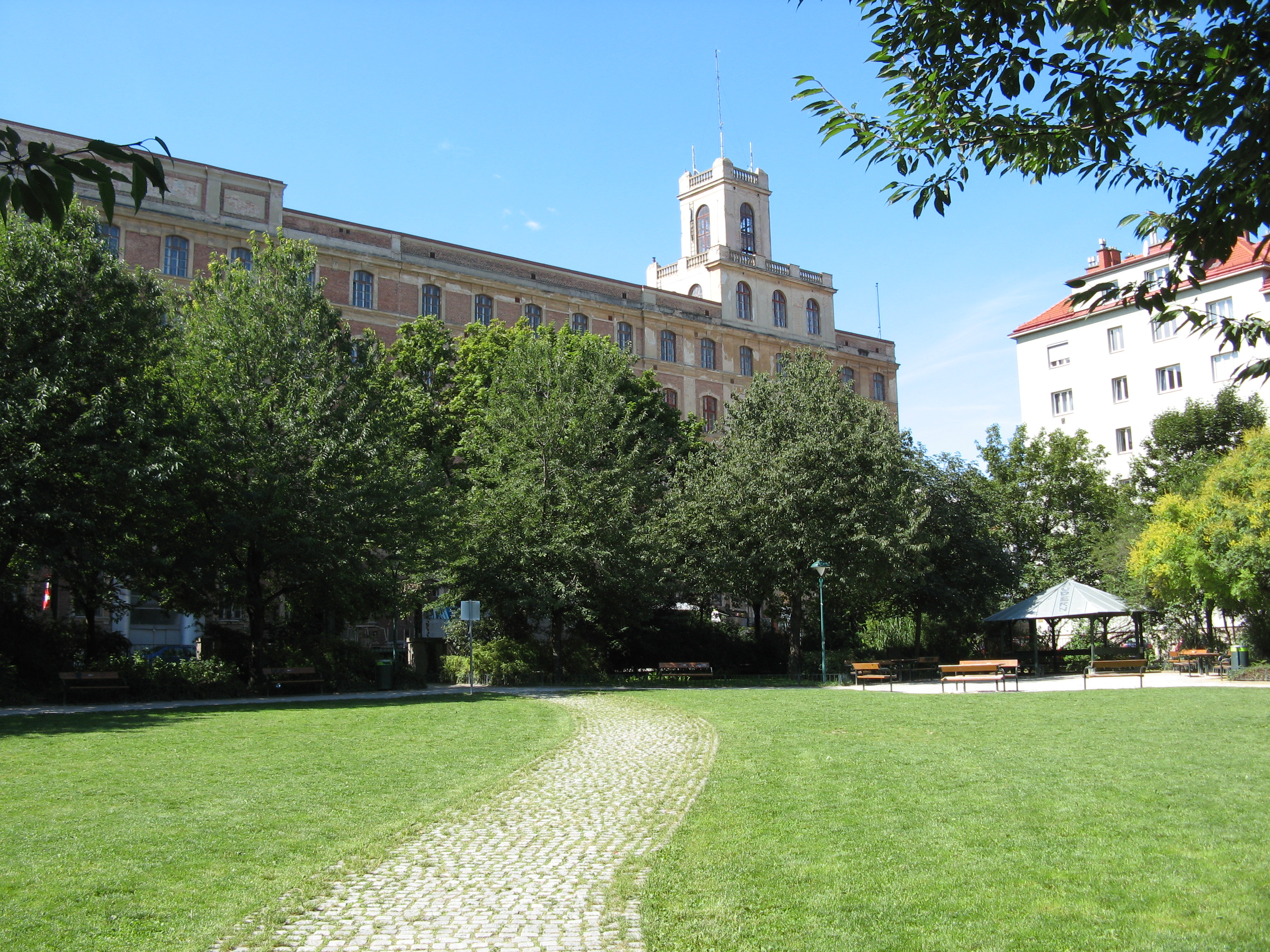
Belgradplatz mit ehemaliger Schokoladefabrik Heller

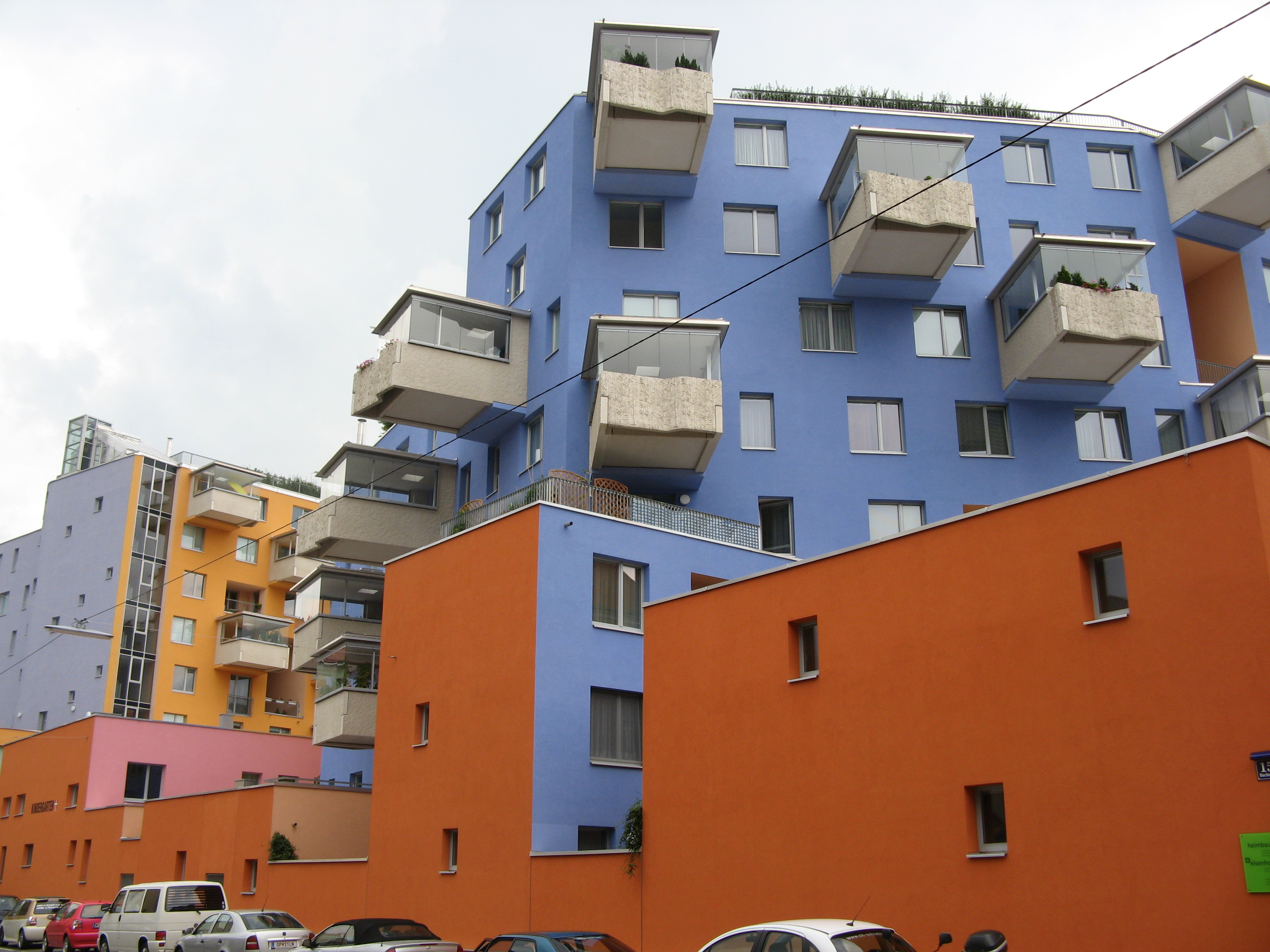
Terrassenhaus (2004–2008), Buchengasse 155–157

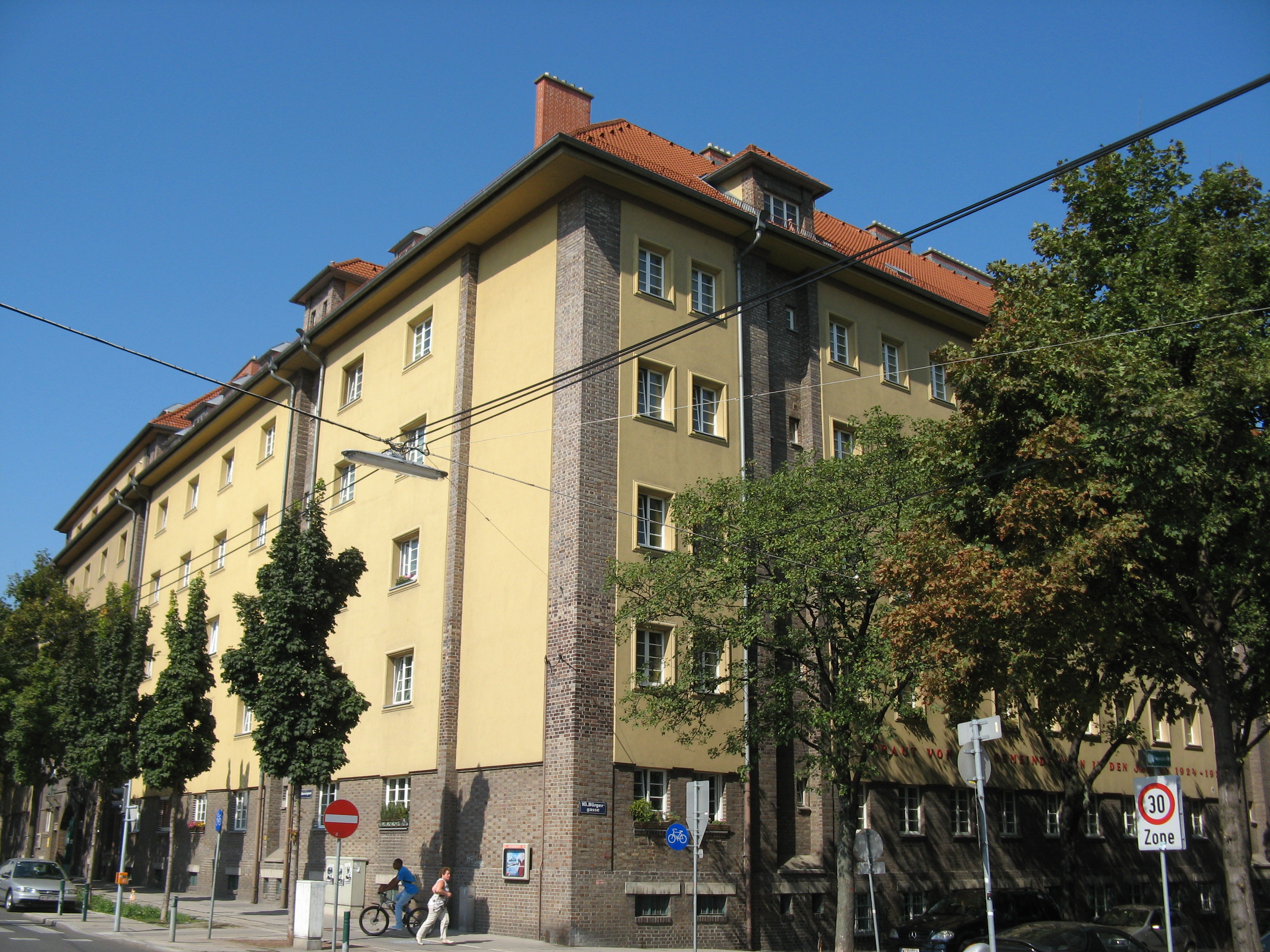
Gemeindebau Ecke Bürgergasse / Kennergasse

- Bahnlände (Oberlaa), benannt (Datum unbekannt) nach ihrem Verlauf entlang der Donauländebahn. Um für eine Erzzufuhr vom Erzberg zu den Hochöfen der Innerberger Hauptgewerkschaft in Klein Schwechat zu sorgen und auch zum Anschluss diverser Industriebetriebe (insbesondere der Brauerei Dreher), wurde von der Kaiserin-Elisabeth-Bahn ausgehend 1872 die Donauländebahn zwischen Hetzendorf und Kaiserebersdorf beziehungsweise Albern eröffnet. Siehe auch Untere Bahnlände.
- Baron-Karl-Gasse (Inzersdorf-Stadt), 1995 benannt nach dem Wiener Original Baron Karl (eigentlich Karl Baron, 1882–1948); in seinem Heimatbezirk Favoriten genoss er großes Ansehen, obwohl er eigentlich ein „Sandler“, also ein obdachloser Stadtstreicher war.
- Battiggasse (Simmering), 1920 benannt nach dem Brückenbautechniker Anton Battig (1832–1896), Oberingenieur der Staatseisenbahngesellschaft. Er projektierte in Wien die Staatseisenbahnbrücke über den Donaukanal (1870), die heute nicht mehr bestehende Tegetthoffbrücke über den Wienfluss (1870–1872) und die Bogenbrücke der Verbindungsbahn über den Donaukanal (1884).
- Bechergasse (Inzersdorf-Stadt), 1971 benannt nach dem Advokaten und Musikkritiker Alfred Julius Becher (1803–1848); er war ein Anführer der Wiener Oktoberrevolution von 1848. Dem demokratischen Zentralkomitee angehörig, wurde er Hauptredakteur des revolutionären Blattes Der Radikale. Deshalb wurde er nach Niederschlagung des Aufstandes verhaftet, zum Tod verurteilt und vor dem Neutor in Wien erschossen.
- Beichlgasse (Oberlaa, Inzersdorf), 1988 benannt nach dem Geologen Karl Beichl (1874–1937); während und nach dem Ersten Weltkrieg betätigte er sich in mehreren Ländern als Wünschelrutengänger. In seinen letzten Lebensjahren beschäftigte er sich mit Erdstrahlen. 1934 gelang es ihm, diese Strahlen auf photographischen Platten aufzunehmen und damit den Beweis über deren Existenz zu erbringen. Weiters erstellte Beichl eine Karte der Thermalquellen im Raum Wien.
- Belgradplatz (Inzersdorf-Stadt), 1900 benannt zur Erinnerung an die zweimalige Eroberung Belgrads durch österreichische Truppen, 1717 im Zuge des Venezianisch-Österreichischen Türkenkriegs durch Prinz Eugen sowie 1789 im Rahmen des Russisch-Österreichischen Türkenkriegs durch Feldmarschall Laudon. Siehe auch die Prinz-Eugen-Straße im 4. Bezirk Wieden sowie die Laudongasse im 8. Bezirk Josefstadt und die Loudonstraße im 14. Bezirk Penzing.
- Benischkegasse (Oberlaa), 1975 benannt nach Karl Benischke (1867–1954), der den Ausbau des ehemaligen Filmteichgeländes zu einem Erholungsgebiet (heute Kurpark Oberlaa) anregte.
- Bergtaidingweg (Oberlaa, Per-Albin-Hansson-Siedlung Ost), 1968 benannt nach dem sogenannten Bergtaiding, das bereits 1499 urkundlich erwähnt wurde und eine Gerichtsversammlung für Angelegenheiten des Weinbaus war.
- Berlepschgasse (Oberlaa), 1958 benannt nach dem Offizier und Flugpionier Franz Freiherr von Berlepsch (1875–1914), Mitarbeiter der Militär-Aeronautischen Anstalt (ab 1905). 1907 wurde er gemeinsam mit Franz Mannsbarth Ballonführer und 1911 der erste österreichische Lenkballonführer.[5] Siehe auch die Mannsbarthgasse im 22. Bezirk Donaustadt. Die Gasse hieß davor Plankengasse.
- Bernadottegasse (Inzersdorf-Stadt, Oberlaa, Per-Albin-Hansson-Siedlung West), 1951 benannt nach dem schwedischen Offizier und Philanthropen Graf Folke Bernadotte (1895–1948); er war von 1943 bis 1948 Vizepräsident bzw. Präsident des Schwedischen Roten Kreuzes, das Österreich nach Ende des Zweiten Weltkrieges besonders unterstützte.
- Bernhardtstalgasse (Favoriten, Inzersdorf-Stadt), 1898 benannt nach der ehemaligen Ortschaft Bernhardsthal, die sich einst in der Nähe von Inzersdorf befand und nach ihrer Zerstörung im Zuge der Zweiten Wiener Türkenbelagerung (1683) verödete.
- Berthold-Viertel-Gasse (Inzersdorf-Stadt, Siedlung „Wienerfeld West“), 1959 benannt nach dem Schriftsteller, Dramaturgen, Essayisten, Übersetzer sowie Film- und Theaterregisseur Berthold Viertel (1885–1953); er war 1918–23 Regisseur in Dresden und Berlin, gründete 1923 das expressionistische Theater Die Truppe in Berlin, war 1925–1928 bei Theater und Film in Deutschland tätig und 1928–1947 in den USA und in Großbritannien. 1948 war er Regisseur in Zürich sowie 1949–1953 in Wien, Berlin, Zürich und bei den Salzburger Festspielen.
- Biererlgasse (Oberlaa), 1956 benannt nach dem historischen Riednamen Biererl. Die Gasse hieß zuvor Neugasse.
- Birnbaumgasse (Inzersdorf-Stadt, Siedlung „Wienerfeld West“), 1959 benannt nach dem Maler, Karikaturisten, Schriftsteller und Dichter Uriel Birnbaum (1894–1956); in den 1920er Jahren war er unter anderem Illustrator für die Kinderzeitschrift Der Regenbogen, für die er auch einige Bildgeschichten schuf. Ab 1939 lebte er im niederländischen Exil. Dort arbeitete er am legitimistischen Roman Habsburgische Utopie.
- Bischofgasse (Oberlaa), benannt (Datum unbekannt) nach einem ehemaligen Bischofshof, der 1585–1850 hier bestand; siehe auch Bischofplatz.
- Bischofplatz (Oberlaa), benannt (Datum unbekannt) nach einem ehemaligen Bischofshof, der 1585–1850 hier bestand; siehe auch Bischofgasse.
- Bitterlichstraße (Oberlaa, Simmering, Siedlung „Süd-Ost“), 1929 benannt nach dem Maler und Bildhauer Eduard Bitterlich (1833–1872) und seinem Sohn, dem Bildhauer Hans Bitterlich (1860–1949). Eduard Bitterlich war Schüler und Mitarbeiter von Carl Rahl (siehe die Rahlgasse im 6. Bezirk Mariahilf) und arbeitete hauptsächlich als Historienmaler; bekannt wurde er vor allem durch die Ausschmückung der Staatsoper und der Bauten von Theophil von Hansen sowie mehrerer Wiener Privatpalais. Hans Bitterlich war Professor an der Akademie der bildenden Künste; zu seinen bekanntesten Werken zählen das Gutenberg-Denkmal am Lugeck (1900) und das Denkmal für Kaiserin Elisabeth im Volksgarten (1904–1907). Ein Teil der Straße hieß bis 1957 Am Ziegelofen.
- Blaschkagasse (Oberlaa), 2002 benannt nach dem Unternehmer Walter Blaschka (1919–1989), Funktionär der ÖVP Favoriten (ab 1949), Bezirksrat in Favoriten (1954–1961), Wiener Gemeinderat (1961–1973).
- Bleichsteinerstraße (Oberlaa, Simmering), 1957 benannt nach dem Ethnologen Robert Bleichsteiner (1891–1954), Direktor des Museums für Völkerkunde (ab 1945); er beschäftigte sich als Wissenschaftler mit der Völkerkunde Zentralasiens, Sibiriens und des Kaukasus wie auch mit den Sprachen dieses Raums. Der Schwerpunkt seiner Arbeit war Georgien und die georgische Sprache.
- Bleigasse (Inzersdorf-Stadt, Siedlung „Wienerfeld West“), 1959 benannt nach dem Schriftsteller, Übersetzer und Literaturkritiker Franz Blei (1871–1942); er erwarb sich Verdienste als Entdecker und Förderer großer Autoren wie Franz Kafka, Robert Musil, und Hermann Broch. Als Schriftsteller trat er vor allem durch Essayistik hervor; am bekanntesten sind seine satirischen Schriftstellerporträts.
- Bloch-Bauer-Promenade (Favoriten, Sonnwendviertel), 2016 benannt nach der Unternehmergattin Adele Bloch-Bauer (1881–1925) und ihrem Mann, dem Zuckerfabrikanten Ferdinand Bloch-Bauer (1864–1945). Adele stand häufig Modell für Gustav Klimt, Ferdinand unterstützte den Maler finanziell. Berühmt wurde vor allem das Bild Adele Bloch-Bauer I, auch „Goldene Adele“ genannt; es gilt als eines der bedeutendsten Werke Klimts wie auch des österreichischen Jugendstils (Wiener Secession) und wurde 2006 für den Rekordpreis von 135 Millionen Dollar (106,7 Mio. Euro) verkauft. Siehe auch den Emilie-Flöge-Weg in Favoriten und die Klimtgasse in Meidling.
- Braheplatz (Inzersdorf-Stadt), 1955 benannt nach dem dänischen Astronomen Tycho Brahe (1546–1601); er war vor allem Beobachter. Sein Beobachtungsschatz, festgelegt unter anderem in den Rudolphinischen Tafeln und später herausgegeben von Johannes Kepler, war Grundlage nicht nur für Keplers Theorien, sondern auch für Isaac Newton, der seine Theorie der Gravitation fast ein Jahrhundert später auf diese Beobachtungswerte stützte. Brahe lebte einige Jahre in Wien. (Platznummerierung; alle Nummern an der gleichen Fahrbahnseite)
- Brantinggasse (Oberlaa, Per-Albin-Hansson-Siedlung West), 1951 benannt nach dem schwedischen Politiker Hjalmar Branting (1860–1925), Vorsitzender der sozialdemokratischen Arbeiterpartei Schwedens (1907–1925), Finanzminister (1917–1918), Ministerpräsident (1920–1925). Nach dem Ersten Weltkrieg organisierte Branting Hilfe für die notleidende Bevölkerung Österreichs. 1921 bekam er gemeinsam mit dem Norweger Christian Lous Lange den Friedensnobelpreis.
- Braunspergengasse (Inzersdorf-Stadt), 1897 benannt nach dem historischen Riednamen Braunspergen.
- Brigitte-Neumeister-Platz (Oberlaa), 2016 benannt nach der Schauspielerin und Autorin Brigitte Neumeister (1944–2013); sie war von 1968 bis 1989 Ensemblemitglied am Theater in der Josefstadt und ab 1989 am Volkstheater. Neben ihrer Arbeit am Theater spielte sie in Fernsehfilmen, wie z. B. in der TV-Serie Kaisermühlen Blues. Ihre künstlerische Vielfalt erstreckte sich auch auf Soloprogramme für Literatur, kabarettistische Leseprogramme und gesangliche Darbietungen.
- Brunnenweg (Oberlaa, Kleingartenanlage „Wilhelmshöhe“), nicht amtliche Bezeichnung, wahrscheinlich nach dem Bauwerk Brunnen. Das Wort kommt von althochdeutsch brunne, das ebenfalls eine Entnahmestelle für Wasser bezeichnete.
- Brunnweg (Inzersdorf-Stadt), 1922 benannt nach einem ehemals hier befindlichen Brunnenhaus. Siehe auch Brunnenweg.
- Buchengasse (Favoriten, Inzersdorf-Stadt), 1872 benannt, möglicherweise nach der Baumart der Buchen, die allerdings hier auf dem Laaer Berg nicht heimisch ist; vielleicht sind auch Hainbuchen gemeint. Das Wort „Buche“ kommt über mittelhochdeutsch buoche und althochdeutsch buohha aus dem indogermanischen *bhā[u]g-s.
- Bullgasse (Inzersdorf-Stadt, Siedlung „Wienerfeld Ost“), 1955 benannt nach dem norwegischen Violinisten Ole Bull (1810–1880); er war in vielen Ländern Europas und in den USA als Geiger erfolgreich, und komponierte Stücke für Violine. Durch seine soziale Einstellung gilt er als eine der großen nationalen und kosmopolitischen Persönlichkeiten Norwegens.
- Burgenlandgasse (Oberlaa, Siedlung „Süd-Ost“), 1924 benannt zur Erinnerung an die Einverleibung des Burgenlandes als Bundesland am 11. November 1921, das zuvor als Deutsch-Westungarn zu Ungarn gehört hatte. Bis 1966 gab es auch in Inzersdorf eine Burgenlandstraße (heute Johann-Gottek-Gasse) und 1932–1955 gab es in Mauer ebenfalls eine Burgenlandstraße (heute Kalmanstraße).
- Bürgergasse (Favoriten), 1864 benannt nach dem deutschen Schriftsteller Gottfried August Bürger (1747–1794); er wird als Dichter der Periode von Sturm und Drang zugerechnet. Bekannt wurde er durch seine Balladen, vor allem aber durch sein Buch Feldzüge und Abenteuer des Freiherrn von Münchhausen (1786–1789), das die Lügenerzählungen des historischen Hieronymus Carl Friedrich von Münchhausen literarisch aufbereitet. Weiters hat Bürger die deutsche Sprache um drei Wörter bereichert, nämlich „querfeldein“, „sattelfest“ und „Lausejunge“.[1][6]

## C

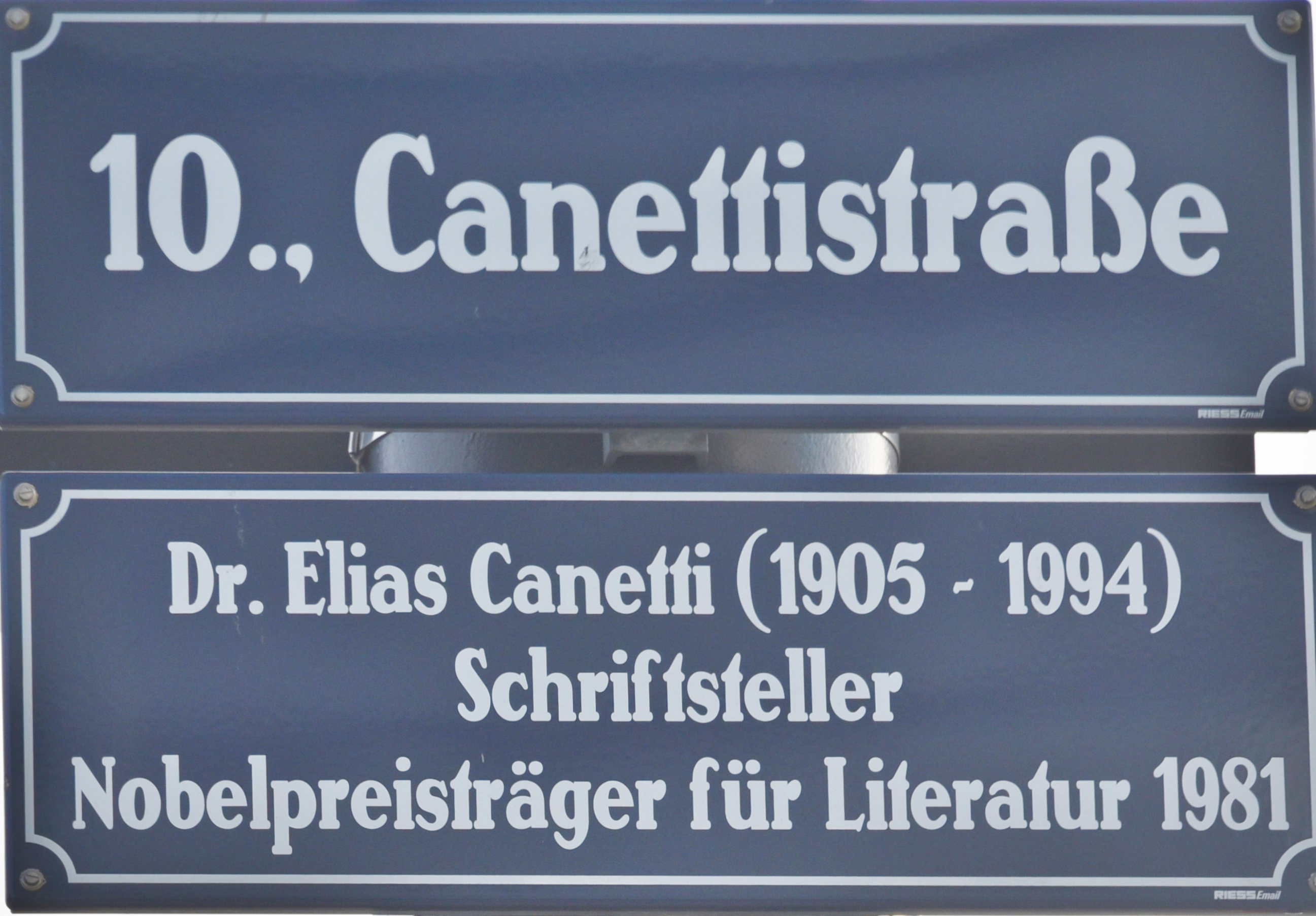
Straßenschild Canettistraße mit Erläuterung

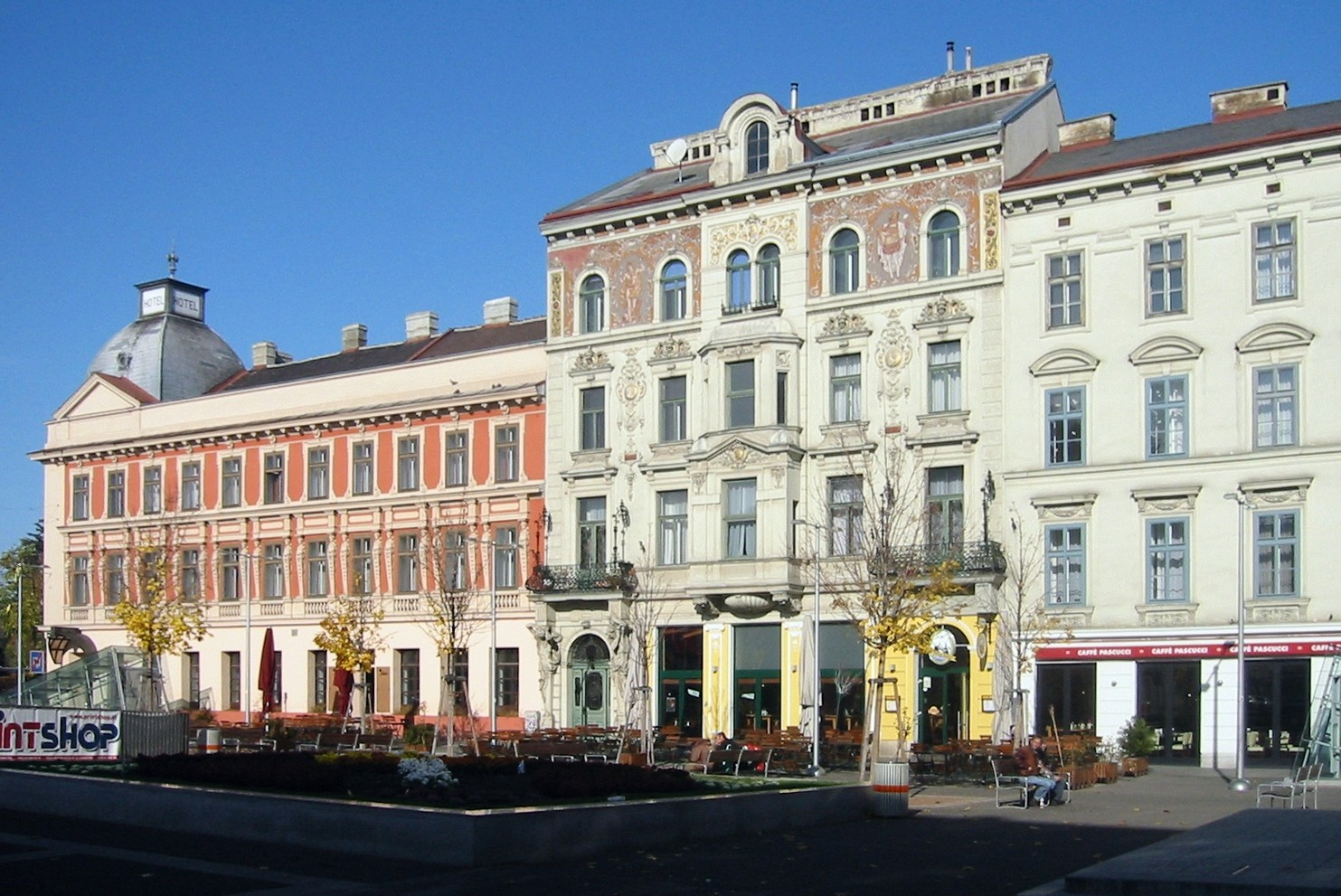
Columbusplatz

- Canettistraße (Favoriten, Quartier Belvedere), 2010 benannt nach dem Schriftsteller und Aphoristiker Elias Canetti (1905–1994); er verfasste drei Dramen, einen Roman, Essays und Reiseberichte, Tagebücher, Charakterminiaturen und Abertausende von Aufzeichnungen, welche heute von vielen Kritikern als der „bleibende“ Teil seines Gesamtwerkes erachtet werden. 1981 erhielt er den Nobelpreis für Literatur.
- Carl-Appel-Straße (Inzersdorf-Stadt), 2003 benannt nach dem Architekten Carl Appel (1911–1997); er zählt zu den Architekten, die im Ständestaat, im NS-Regime und in der Zweiten Republik erfolgreich tätig waren. Nach dem Zweiten Weltkrieg prägte er gemeinsam mit Georg Lippert den Zweiten Ringstraßenstil der Wiederaufbauperiode. Im Historikerbericht Straßennamen Wiens seit 1860 als „Politische Erinnerungsorte“ aus dem Jahr 2013 ist die Straße Gruppe C (demokratiepolitisch relevante biographische Lücken) zugeordnet[7]
- Carl-Prohaska-Platz (Inzersdorf-Stadt, Siedlung „Wienerfeld West“), 1959 benannt nach dem Komponisten, Musikpädagogen und Dirigenten Carl Prohaska (1869–1927), Professor am Wiener Konservatorium (ab 1908); er schrieb eine Oper sowie zahlreiche Choräle und orchestrale Werke.
- Cenzi-Flerovsky-Gasse (Favoriten), 2024 benannt nach der Radrennsportlerin Cenzi Flendrovsky (1872–1900); sie gehörte zu den ersten Frauen in Österreich, die an Radrennen teilnahmen. 1896 trat sie dem Wiener Radfahr-Club "Velocitas" bei und errang im Laufe ihrer kurzen Karriere mindestens 15 Preise. Sie verstarb im Alter von 28 Jahren an den Spätfolgen eines Sturzes.
- Ceralegasse (Inzersdorf-Stadt, Siedlung „Wienerfeld West“), 1959 benannt nach der Tänzerin Luigia Cerale (eigentlich Cerallo, 1859–1937); in Italien geboren kam sie 1878 nach Wien und wurde Primaballerina an der k.k. Hofoper. In der Folge unternahm sie zahlreiche Tourneen, vor allem nach London und in die USA.[8]
- Chiarigasse (Favoriten), 1932 benannt nach dem Mediziner Ottokar von Chiari (1853–1918), Professor an der Universität Wien; er war Spezialist für Kehlkopferkrankungen (Laryngologe), entwickelte die wichtigsten Operationsmethoden auf diesem Fachgebiet und setzte den Neubau der Laryngologischen Klinik in Wien durch,[9] deren Direktor er ab 1900 war.
- Clemens-Holzmeister-Straße (Inzersdorf-Stadt), 2003 benannt nach dem Architekten Clemens Holzmeister (1886–1983), Professor an der Akademie der bildenden Künste (1924–1938 und 1954–1957); er gilt als bedeutender Schöpfer von Monumental- und Sakralarchitektur und schuf auch Denkmäler und Bühnenbilder. In Wien erbaute er zahlreiche Kirchen sowie die Feuerhalle Simmering (1921–1922).
- Collmanngasse (Oberlaa), 1974 benannt nach dem Maschinenbau-Ingenieur Alfred Collmann (1851–1937); er erfand 1876 die erste zwangsläufige Steuerung für Kolbendampfmaschinen, die unter dem Namen Collmann-Steuerung bekannt wurde, und 1891 von ihm modifiziert wurde. Auf der Pariser Weltausstellung 1900 gewann er den Grand Prix.
- Columbusgasse (Favoriten), 1864 benannt nach dem Entdecker Christoph Kolumbus (eigentlich Cristoforo Colombo bzw. Cristóbal Colón, 1451–1506), genuesischer Seefahrer in spanischen Diensten. Im Bestreben, auf dem westlichen Seeweg von Europa nach Indien zu gelangen, erreichte er 1492 dem amerikanischen Kontinent vorgelagerte Inseln (Westindische Inseln). Dies führte für Europa zur Wiederentdeckung Amerikas und zur Conquista. Der Columbushof am Columbusplatz, dem nördlichen Ausgangspunkt der Gasse, ist ebenfalls nach ihm benannt. Ein Teil der Gasse hieß bis 1894 Canongasse.[1]
- Columbusplatz (Favoriten), 1864 benannt nach dem Seefahrer und Entdecker Christoph Kolumbus; siehe Columbusgasse.[1]
- Computerstraße (Inzersdorf-Stadt), 1979 vorausschauend benannt nach der 1980 dort etablierten Computerfirma Philips Data Systems, die ab 1991 als Digital Equipment Data Systems und seit 1994 als Data Systems Austria firmiert und seit 2010 der JET ERP Betriebsgesellschaft gehört. Das Unternehmen hat 32 Mitarbeiter.[10]
- Czeikestraße (Oberlaa), 2016 benannt nach dem Historiker Felix Czeike (1926–2006); er war Mitarbeiter im Wiener Stadt- und Landesarchiv und von 1976 bis 1989 dessen Leiter. Er verfasste zahlreiche Bücher und Schriften; sein Hauptwerk ist das 1992–2004 erschienene, sechsbändige Historische Lexikon Wien mit rund 3.700 Seiten und 30.000 Stichworten, das als Standardwerk für die Geschichte Wiens gilt. Verkehrsfläche in der projektieren Wohnanlage Viola Park von der Abzweigung der Theodor-Sickel-Gasse von der Laaer-Berg-Straße westwärts zum Horrplatz.

## D

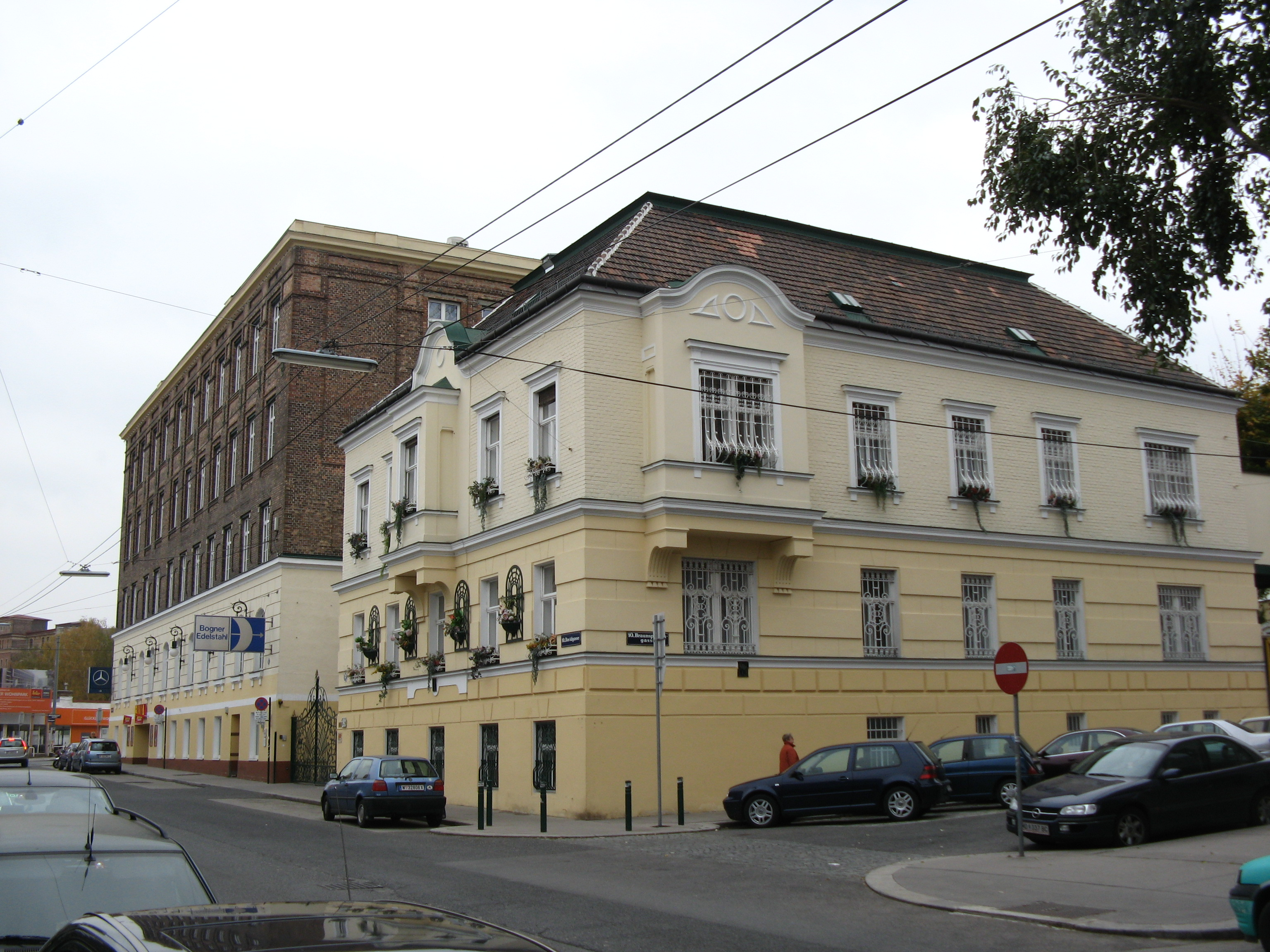
Gründerzeithaus in der Davidgasse

- Dampfgasse (Favoriten), 1862 benannt der Dampfmaschine; in der Mitte des 19. Jahrhunderts entstanden hier zahlreiche Fabriken, die die damals neuen Dampfmaschinen verwendeten. Siehe auch die Wattgasse im 16. Bezirk Ottakring und 17. Bezirk Hernals.
- Daumegasse (Favoriten), 1982 benannt nach dem Mediziner Friedrich Daume (1926–1977), Obmann der Sektion Spitalsärzte der Wiener Ärztekammer (ab 1954), Präsident der Wiener Ärztekammer (1962–1977), Präsident der Österreichischen Ärztekammer (1968–1974), 1974–1977 deren Vizepräsident.
- Davidgasse (Favoriten, Inzersdorf-Stadt), 1875 benannt nach dem Beamten Johann David (1795–1869), magistratischer Rechnungsrat. Er ließ 1862 seinen Grundbesitz in der Ried Obergeiselberg parzellieren und stellte der Gemeinde unentgeltlich den Grund zur Verfügung, der für die Errichtung der Laxenburger Straße und des Simmeringer Wegs erforderlich war. Ein Teil der Gasse hieß bis 1894 Rittingergasse.
- Dieselgasse (Inzersdorf-Stadt), 1930 benannt nach dem deutschen Ingenieur Rudolf Diesel (1858–1913); er entwickelte ab 1893 in der Maschinenfabrik Augsburg (heute: MAN) den Dieselmotor. Diesel arbeitete vorübergehend in der Leobersdorfer Maschinenfabrik in Österreich, um seinen Motor auch hier einzuführen; fünf Jahre später wurden in Leobersdorf die ersten Dieselmotoren Österreichs gebaut.
- Doerenkampgasse (Oberlaa), 1977 benannt nach dem deutschen Unternehmer Hubert Wilhelm Doerenkamp (1882–1972), Generalvertreter für die Adam-Opel-Werke, Eigentümer der Firma Klosterfrau.
- Domaniggasse (Inzersdorf-Stadt), 1976 benannt nach dem Schriftsteller und Numismatiker Carl Domanig (1851–1913), Kustos-Adjunkt und später Direktor des k.k. Münz- und Antikenkabinetts des Kunsthistorischen Museums. Er wurde auch als Tiroler Heimatdichter bekannt, vor allem mit seinen Stücken Der Tyroler Freiheitskampf, Die liebe Not und Der Gutsverkauf, in dem er den Verfall der christlichen und moralischen Ordnung im Dorf anprangerte. Die Benennung bezieht auch seinen Sohn Gottfried Domanig (1895–1964) mit ein; er war Direktor der Internationalen Schlafwagengesellschaft. Die Rosa-Luxemburg-Gasse im 16. Bezirk Ottakring hieß 1934–1947 ebenfalls Domaniggasse.
- Donabaumgasse (Simmering), 1957 benannt nach dem Historiker und Bibliothekar Josef Donabaum (1861–1936), ab 1908 Vizedirektor der Hofbibliothek, 1917–1922 deren Direktor. Er leitete nach 1918 die Überführung der Bestände der Hofbibliothek in den Staatsbesitz der Republik Deutschösterreich, während er gleichzeitig erfolgreich darum kämpfte, die Ansprüche der Nachfolgestaaten der Monarchie abzuwehren und damit die Einheit der wertvollen Handschriftensammlung zu wahren.
- Dr.-Eberle-Gasse (Inzersdorf-Stadt), 1971 benannt nach dem Kinderarzt und Politiker Konrad Eberle (1903–1961), Primararzt im Preyerschen Kinderspital (ab 1935), Obmann der Vereinigung österreichischer Ärzte (ab 1952), Präsident der Wiener Ärztekammer (ab 1954), Präsident der Österreichischen Ärztekammer (ab 1957), Wiener Gemeinderat (1949–1961, ÖVP), Vorsitzender des Gemeinderatsausschusses für Gesundheitswesen (1949–1954). Im Historikerbericht Straßennamen Wiens seit 1860 als „Politische Erinnerungsorte“ aus dem Jahr 2013 ist die Straße Gruppe A (intensiver Diskussionsbedarf) zugeordnet[7]

## E

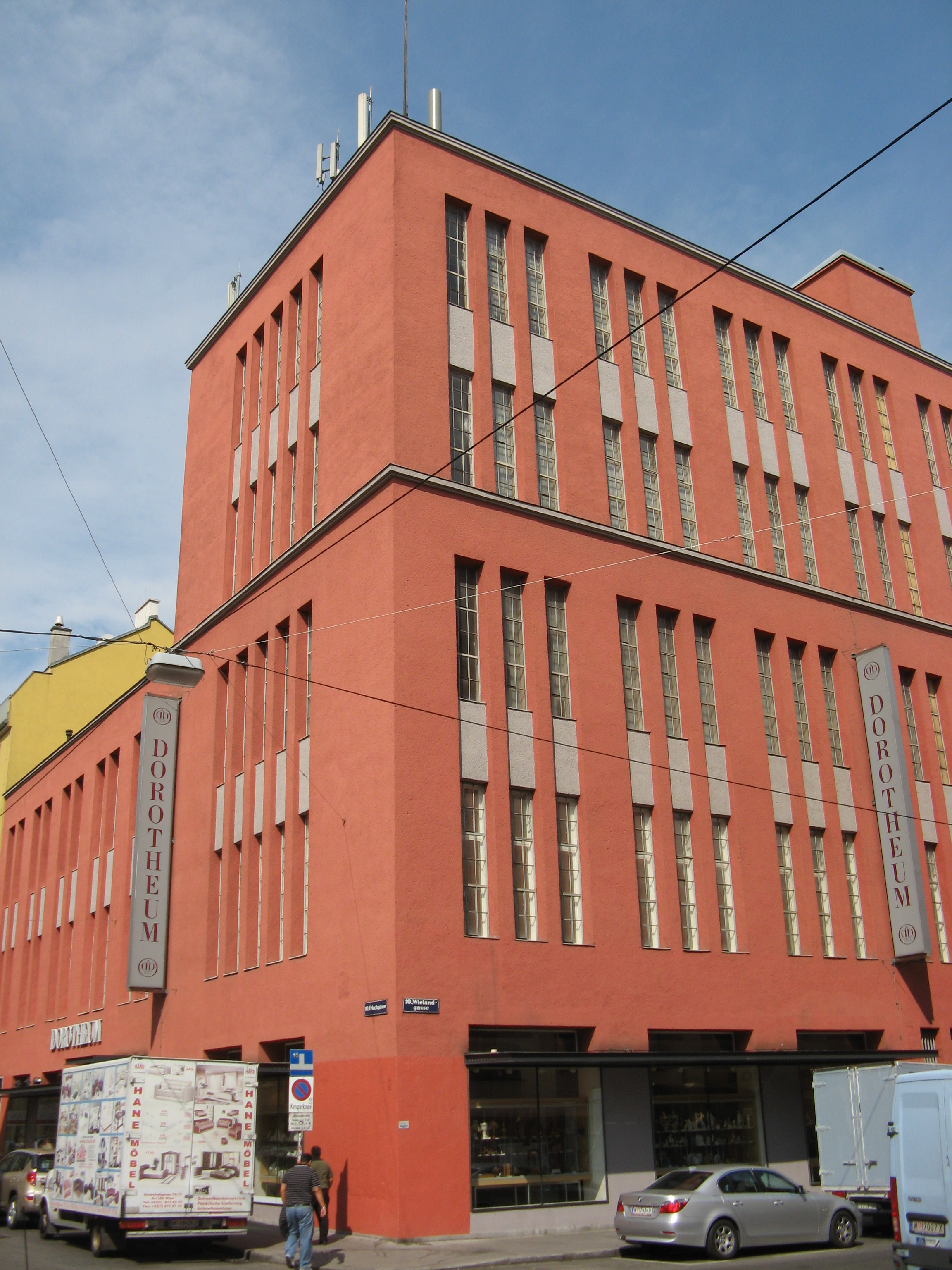
Dorotheum, Erlachgasse 90 (links) / Wielandgasse (rechts)

- Eckertgasse (Favoriten), 1875[2] benannt nach dem deutschen Dirigenten, Theaterleiter und Komponisten Karl Anton Eckert (1820–1879); er trat 1833 mit 13 Jahren als Dirigent seines Oratoriums „Ruth“ mit der Berliner Sing-Akademie an die Öffentlichkeit. Nach Engagements in Europa und den USA kam er 1853 nach Wien und wurde Dirigent am Theater am Kärntnertor, 1858–1860 dessen Direktor. Unter seiner Leitung bildeten die Erstaufführungen von Wagners Lohengrin (1858) und Tannhäuser (1859) die herausragenden Ereignisse.
- Eckhelgasse (Oberlaa), 1972 benannt nach dem Numismatiker Joseph Hilarius Eckhel (1737–1798), Kurator der antiken Münzen im kaiserlichen Münzkabinett, ab 1776 dessen Direktor. Er gilt als der Begründer der Numismatik als Wissenschaft. Mit seinem Hauptwerk Doctrina numorum veterum (1792–1798, 8 Bde.) entwickelte er ein System, welches das dilettierende Sammeln von Münzen auf eine fundierte wissenschaftliche Basis stellte.
- Economogasse (Oberlaa), 1932 benannt nach dem Mediziner und Flieger Constantin von Economo (1876–1931), Psychiater und Neurologe aus griechischer Familie; bekannt wurde er vor allem durch seine Entdeckung der Encephalitis lethargica und seinen Atlas der Zytoarchitektonik des menschlichen Gehirns. Economo war leidenschaftlicher Pilot. Von 1910 bis 1927 war er Präsident des Österreichischen Aero Clubs, nach 1920 Vorsitzender des Luftfahrtausschusses im Bundesministerium für Handel und Verkehr.
- Eddagasse (Inzersdorf-Stadt, Siedlung „Wienerfeld Ost“), 1955 benannt nach der isländischen Liedersammlung Edda (13. Jahrhundert). Als Edda werden zwei verschiedene auf Altisländisch verfasste literarische Werke bezeichnet, die Snorra-Edda und die Lieder-Edda. Beide Werke behandeln nordische Götter- und Heldensagen.
- Eibesbrunnergasse (Inzersdorf-Stadt), 1900 benannt nach Michael Eybesbrunner (Lebensdaten unbekannt, 1371 erwähnt) und Ulrich Eybesbrunner (Lebensdaten unbekannt, 1442 erwähnt). Beide waren Grundbesitzer in Meidling; unter anderem besaßen sie die Flur Eglsee; siehe die Eglseegasse im 12. Bezirk Meidling.
- Eisenmengergasse (Inzersdorf-Stadt, Siedlung „Wienerfeld West“), 1959 benannt nach dem Maler August Eisenmenger (1830–1907), Historien- und Porträtmaler in der Epoche der Wiener Ringstraße. Zu den bedeutendsten seiner monumentalen Werke zählen die Deckengemälde im Goldenen Saal des Wiener Musikvereins, die Plafondmalereien im großen Saal des Wiener Grand Hotels und in der Stiegenhalle eines Palais des Architekten Carl Tietz am Schottenring.
- Eisenstadtplatz (Favoriten), 1914 und wieder 1961 benannt nach Eisenstadt, seit 1925 Hauptstadt des Burgenlandes; siehe auch Burgenlandgasse.
- Elisabeth-Schilder-Gasse (Favoriten, Neues Landgut), 2022 benannt nach der Wiener Juristin Elisabeth Schilder (1904–1983), Frauenrechtsaktivistin und leitende Beamtin im Wiener Jugendamt.
- Elisabeth-Sundt-Platz(Favoriten, Neues Landgut), 2022 benannt nach der Wiener Architektin Elisabeth Sundt (1928–2005), Pionierin der Fertigteilbauweise, unter anderem an der Planung der Per-Albin-Hansson-Siedlung Ost beteiligt.
- Ellen-Key-Gasse (Oberlaa, Inzersdorf-Stadt, Per-Albin-Hansson-Siedlung West), 1951 benannt nach der schwedischen Reformpädagogin und Schriftstellerin Ellen Key (1849–1926), Lehrerin in Stockholm (1878–1898). Sie verfasste zahlreiche Bücher. 1896 erschien ihre Schrift Mißbrauchte Frauenkraft; in dieser Abhandlung äußerte sie die Auffassung, der natürliche Platz einer Frau sei das Haus und ihre einzige Berufung diejenige zur Mutterschaft. Bei Frauenrechtlerinnen stieß sie deswegen vorwiegend auf Ablehnung.
- Emil-Fucik-Gasse (Favoriten, Oberlaa), 2004 benannt nach dem Politiker Emil Fucik (1912–1989), Bezirkssekretär der SPÖ (ab 1947), Abgeordneter zum Wiener Gemeinderat (1953–1966), Bezirksvorsteher von Favoriten (1966–1977). Die Wohnhausanlage Emil-Fucik-Hof in der Gudrunstraße ist ebenfalls nach ihm benannt.
- Emil-Hertzka-Platz (Inzersdorf-Stadt Siedlung „Wienerfeld West“), 1959 benannt nach dem Musikverleger Emil Hertzka (1869–1932), ab 1901 Angestellter im Musikverlag Universal Edition AG, 1907–1932 dessen Direktor. Unter seiner Leitung wurde die Universal Edition zu einem der wichtigsten Verlage für zeitgenössische europäische Musik und prägte die Firma bis in die heutige Zeit.
- Emilie-Flöge-Weg (Favoriten, Sonnwendviertel), 2016 benannt nach der Designerin und Unternehmerin Emilie Flöge (1874–1952); die Modeschöpferin führte ab 1904 mit ihren Schwestern Helene und Pauline den Wiener Haute-Couture-Salon „Schwestern Flöge“. Sie war die Lebensgefährtin des Malers Gustav Klimt, der sie mehrmals porträtierte. Wahrscheinlich ist sie auch in Klimts Bild Der Kuss gemeinsam mit ihm abgebildet. Siehe auch die Bloch-Bauer-Promenade in Favoriten und die Klimtgasse in Meidling.
- Emil-Ottenthal-Gasse (Oberlaa, Siedlung „Südost“), 1932 benannt nach dem Historiker und Diplomatiker Emil von Ottenthal (1855–1931), Professor an der Universität Wien (1904–1926), Direktor des Österreichischen Instituts für Geschichtsforschung (1903–1926), Leiter der III. Diplomata-Abteilung der Monumenta Germaniae Historica (1904–1926), Leiter der Kommission für Neuere Geschichte Österreichs (1904–1931).
- Endlichergasse (Oberlaa), 1932 benannt nach dem Botaniker, Numismatiker und Sinologen Stephan Ladislaus Endlicher (1804–1849); er schrieb zahlreiche wichtige Bücher über Botanik, aber auch über die Geografie und Sprache Chinas. Ab 1840 war er Professor für Botanik an der Universität Wien, 1839–1849 auch Direktor des botanischen Gartens der Universität. Sein Nachfolger als Direktor war Eduard Fenzl; siehe die Fenzlgasse im 14. Bezirk Penzing und 15. Bezirk Rudolfsheim-Fünfhaus.
- Enge Lucken (Inzersdorf-Stadt), 1969 benannt nach einem historisch bezeugten Mundartausdruck für eine Bodenvertiefung in dieser Gegend.
- Erich-Sokol-Gasse (Oberlaa). 2016 benannt nach dem Illustrator und Karikaturisten Erich Sokol (1933–2003); erste Bekanntheit erlangte er als politischer Karikaturist der Arbeiter-Zeitung. 1967 wechselte er als Chefgrafiker zum ORF; 1987 wurde er Artdirector und gestaltete das Erscheinungsbild des ORF neu. Daneben schuf Sokol unzählige Karikaturen für Tageszeitungen und andere Medien und erwarb sich dabei Weltruf.
- Erika-Krenn-Promenade(Favoriten, Neues Landgut), 2022 benannt nach der Politikerin Erika Krenn (1925–2018), Wiener Gemeinderätin (1970–1984), ab 1983 dessen Dritte Präsidentin und Nationalrätin (1984). Darüber hinaus war sie Vorsitzende des Frauenkomitees der SPÖ Wien-Favoriten und Mitglied des Wiener und des Bundes-Frauenkomitees der SPÖ.
- Erlachgasse (Favoriten), 1864 benannt nach dem Architekten Johann Bernhard Fischer von Erlach (1656–1723), einem der beiden herausragenden Architekten des Barocks in Wien. Er schuf hier u. a. das Stadtpalais des Prinzen Eugen (1697), das Palais Schönborn-Batthyány (1699–1706), die Böhmische Hofkanzlei (1709–1714), das Palais Trautson (1712), die Karlskirche (1713), die Hofstallungen (1713, heute MuseumsQuartier) sowie die Hofbibliothek und die Winterreitschule (1729) in der Hofburg.[1] Siehe auch Kretaviertel.
- Erlachplatz (Favoriten), benannt 1875 nach dem Architekten Johann Bernhard Fischer von Erlach; siehe Erlachgasse. Der Platz hieß vorher Marktplatz.
- Ernst-Ludwig-Gasse (Inzersdorf-Stadt), 1932 benannt nach dem Chemiker Ernst Ludwig (1842–1915), Professor für Chemie an der Wiener Handelsakademie (1869–1874), Professor an der Universität Wien (1872–1912), 1892–1893 deren Rektor. Er befasste sich mit Mineralchemie, Heilquellen- und Mineralwässeranalysen, Lebensmittelchemie und forensischer Chemie. 1896 arbeitete er am österreichischen Lebensmittelgesetz mit.
- Eschenallee (Inzersdorf-Stadt), 1929 benannt nach der Baumgattung Esche aus der Familie der Ölbaumgewächse (Oleaceae).
- Eschenkogelgasse (Inzersdorf-Stadt), 1965 benannt nach dem 649 m hohen Eschenkogel in der Gegend des Anningers, auf dem sich die 1898 vom Touristenverein „Die Naturfreunde“ erbaute Jubiläumswarte befindet.
- Ettenreichgasse (Favoriten, Inzersdorf-Stadt), 1875 benannt nach dem Fleischhauer Josef Ettenreich, der 1853 das Attentat auf Kaiser Franz Joseph vereitelte, indem er den Attentäter János Libényi niederschlug. Zum Dank erhielt er den Franz-Joseph-Orden und wurde zum Ritter von Ettenreich nobilitiert.
- Eugenie-Fink-Gasse (Oberlaa, Per-Albin-Hansson-Siedlung Ost), 1969 benannt nach der Lyrikerin Eugenie Fink (1891–1942); die wenig bekannte Autorin schrieb den Gedichtband Musik der Stille (1934).
- Eva-Zilcher-Gasse (Favoriten, Sonnwendviertel), 2016 benannt nach der deutschen Schauspielerin Eva Zilcher (1920–1994); sie kam 1944 nach Wien und spielte an mehreren Wiener Theatern. Ab 1960 wirkte sie am Wiener Burgtheater und wurde in der Folge als Kammerschauspielerin ausgezeichnet. Eva Zilcher ruht auf dem Wiener Zentralfriedhof in einem Ehrengrab gemeinsam mit ihrer Gefährtin Dorothea Neff.

## F

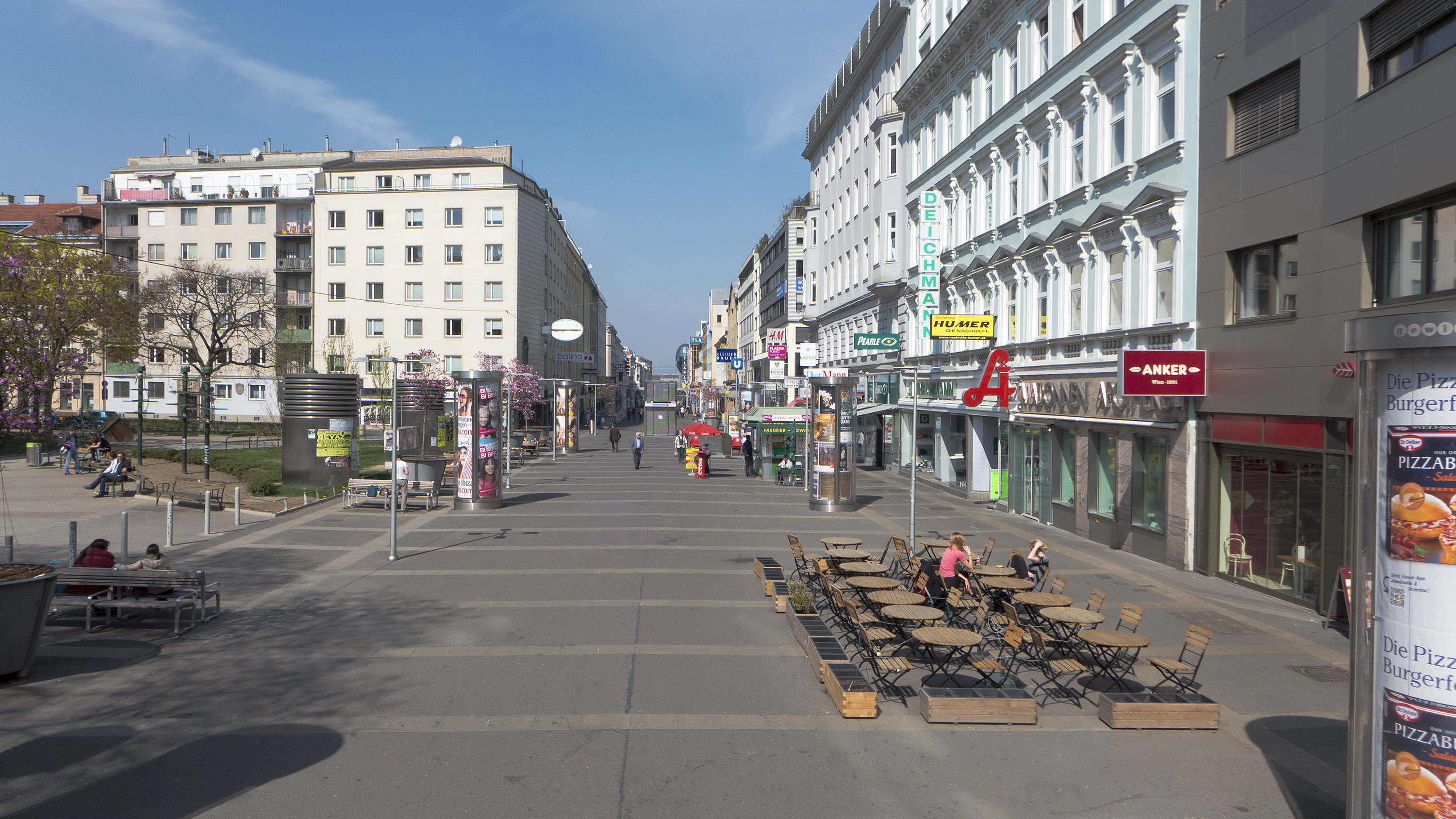
Fußgängerzone Favoritenstraße beim Keplerplatz

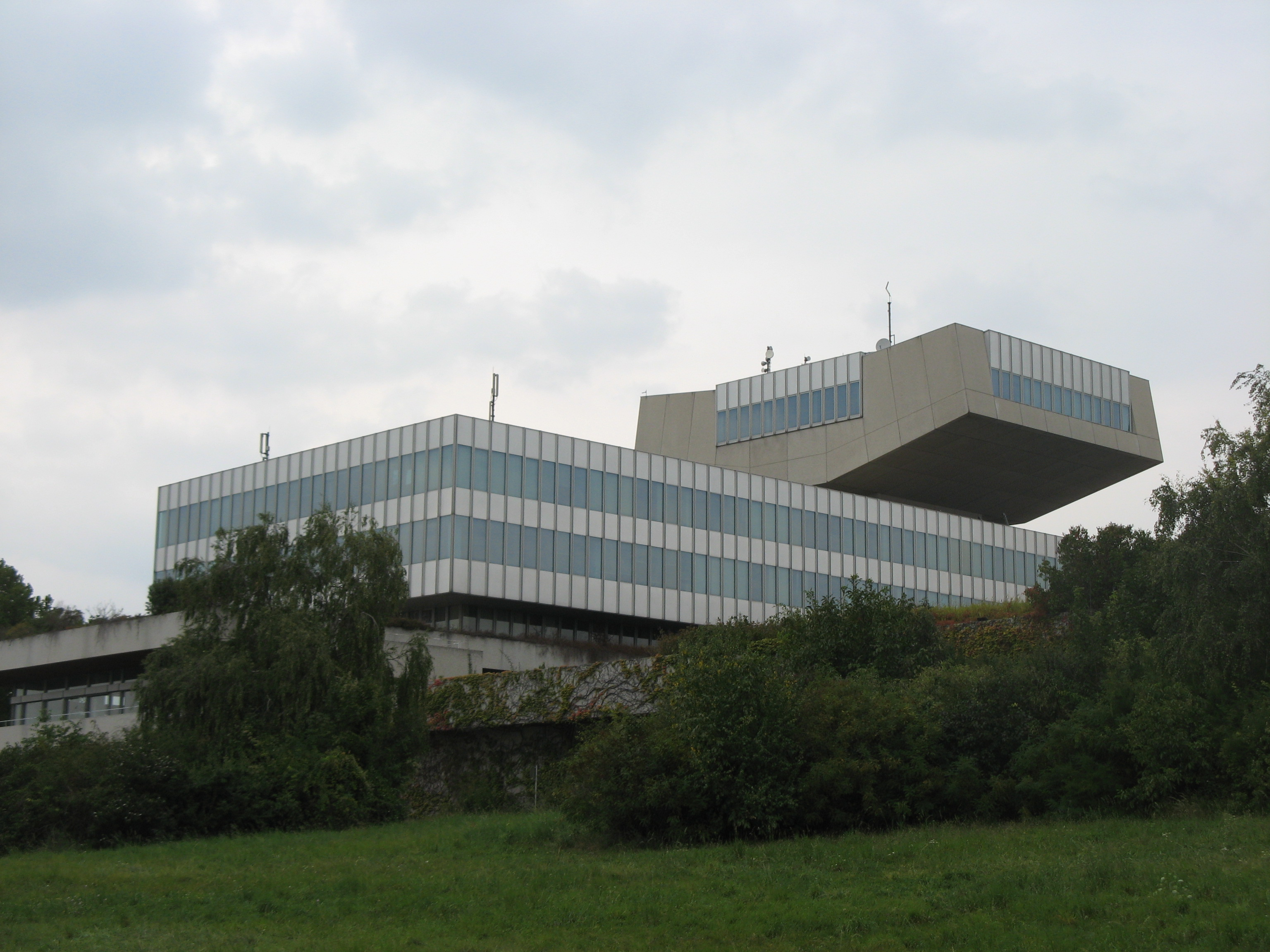
Ehem. Verwaltungsgebäude der Austrian Airlines, Fontanastraße, 2012 / 2013 abgerissen

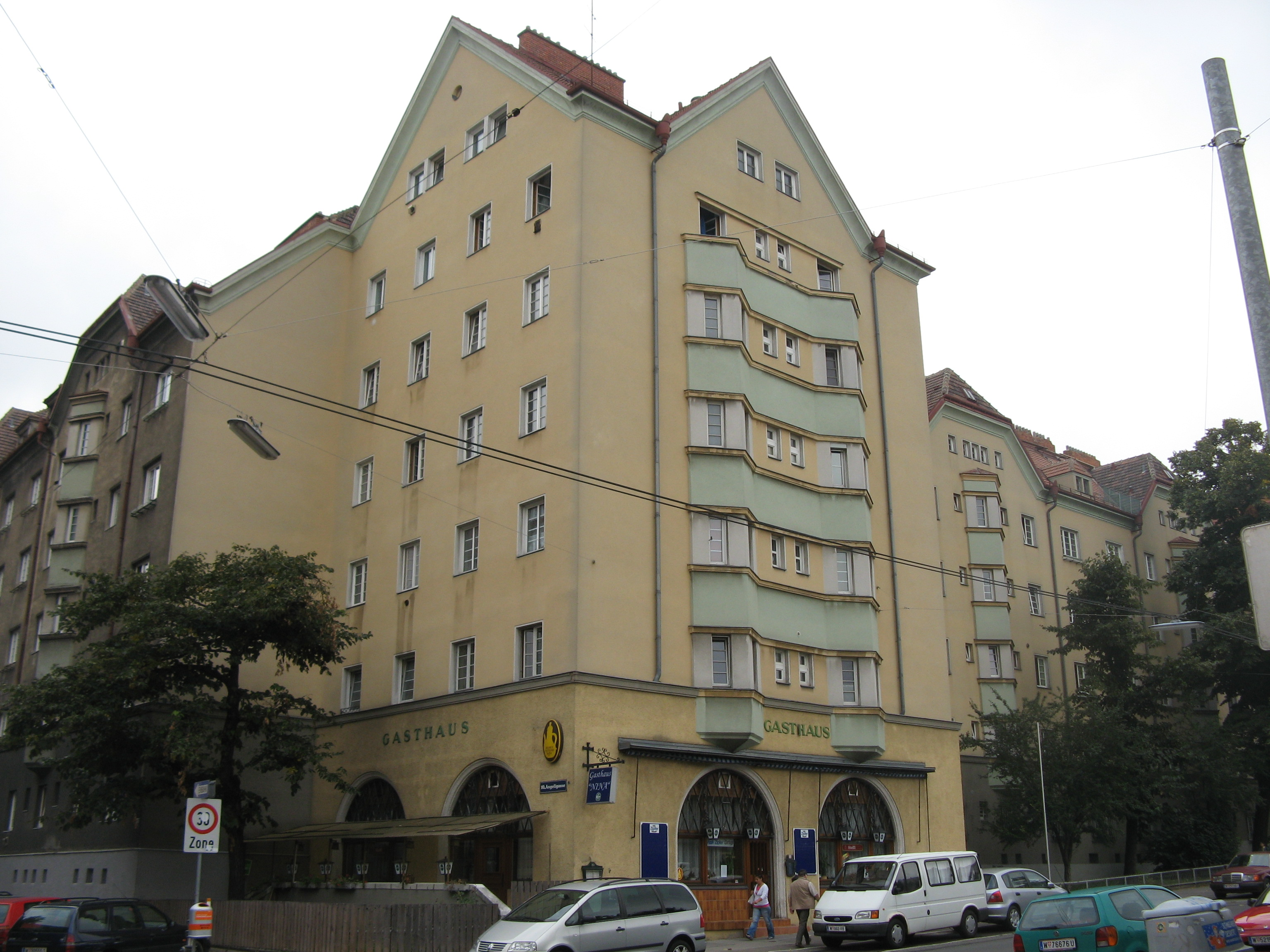
Gemeindebau (1925) am Friesenplatz

- Fatinitzaweg (Rothneusiedl), 1953 benannt nach der Operette Fatinitza; die Musik schrieb Franz von Suppè, das Libretto Richard Genée mit Camillo Walzel; siehe auch die Suppégasse und die Genéegasse im 13. Bezirk Hietzing. Die Uraufführung der Operette erfolgte 1876 im Raimundtheater.
- Favoritenstraße (Favoriten, Oberlaa, Inzersdorf-Stadt), benannt (Datum unbekannt) nach dem kaiserlichen Lustschloss Favorita (heute: Theresianum), von dem auch der 10. Bezirk seinen Namen bezieht. Der Verkehrsweg war seit alters her südliche Ausfallstraße der Stadt Richtung Ödenburg und Ungarn. Beim kaiserlichen Lustschloß wurde die Straße früher Kaiserallee bzw. Kaiserweg genannt, 1830 scheint der Name Favoriten Linien Straße auf, später zu Favoritenstraße verkürzt. Im 10. Bezirk hieß die Fortsetzung des Straßenzugs Himberger Straße. 1903 wurde sie bis zur Donauländebahn, die hier bis 1938 die Stadtgrenze bildete, in die Favoritenstraße einbezogen. Im 1938 eingemeindeten, 1954 zum 10. Bezirk gelangten Stadtgebiet südlich der Bahn blieb der Name Himberger Straße erhalten.
- Favoritner Gewerbering (Favoriten), 1987 benannt; der Verkehrsweg ist ein ringförmiger Zusammenschluss von vier Straßen, an denen zahlreiche Gewerbebetriebe angesiedelt sind. Die Bauwerke in diesem Gebiet wurden früher nach der Zufahrt, der Schleiergasse: Schleierbaracken genannt.
- Felix-Grafe-Gasse (Oberlaa, Per-Albin-Hansson-Siedlung Ost), 1968 benannt nach dem Lyriker und Übersetzer Felix Grafe (eigentlich Felix Löwy, 1888–1942); seine ersten Gedichte erschienen 1908 in der Zeitschrift Die Fackel von Karl Kraus. Neben eigenen Dichtungen schuf er Übersetzungen und Nachdichtungen aus dem Englischen und Französischen. Aufgrund eines antifaschistischen Gedichts, das er für die kommunistische Zeitschrift Hammer und Sichel verfasst hatte, wurde er 1942 wegen Wehrkraftzersetzung hingerichtet.
- Ferdinand-Löwe-Straße (Favoriten), 1936 benannt nach dem Dirigenten Ferdinand Löwe (1865–1925); er gründete 1900 das Wiener Concertvereinsorchester (seit 1933: Wiener Symphoniker), dem er danach als Chefdirigent vorstand. Daneben war er als Lehrer am Konservatorium der Gesellschaft der Musikfreunde in Wien beschäftigt, dirigierte 1905–1919 die Arbeiterkonzerte und leitete 1918–1922 die Wiener Musikakademie. Löwe war Schüler von Anton Bruckner und erwarb sich besondere Verdienste um die Aufführungen von dessen Sinfonien. Die Straße hieß 1938–1947 Lachnerstraße.
- Fernkorngasse (Favoriten, Inzersdorf-Stadt), 1880 benannt nach dem Bildhauer und Bildgießer Anton Dominik von Fernkorn (1813–1878); er gilt als einer der wichtigsten Meister des frühen Historismus. Seine bekanntesten Werke sind patriotische Standbilder in Österreich, vor allem die Reiterstatuen von Erzherzog Karl und Prinz Eugen auf dem Heldenplatz sowie der Löwe von Aspern. Ein Teil der Gasse in Inzersdorf-Stadt hieß bis 1898 Ghegagasse.
- Feßlergasse (Oberlaa), 1958 benannt nach dem Bildhauer Johann Baptist Feßler (1803–1875); er schuf u. a. Porträtbüsten von 102 Heerführern (Gedenkstätte Heldenberg) und Komponisten, den dekorativen Schmuck für das Stadtpalais Liechtenstein und die Votivkirche sowie das Starhemberg-Denkmal auf der Elisabethbrücke (heute am Rathausplatz).
- Feuchterslebengasse (Favoriten), 1889 benannt nach dem Popularphilosophen, Arzt, Lyriker und Essayisten Ernst von Feuchtersleben (1806–1849); er veröffentlichte Gedichte sowie zahlreiche literarische, ästhetische und kritische Aufsätze für Journale und Almanache. 1844 wurde er Professor der Psychiatrie an der Universität Wien. Seine Vorlesungen über medizinische Psychologie brachte er 1845 unter dem Titel Lehrbuch der ärztlichen Seelenkunde heraus, ein Grundwerk der medizinischen Psychologie und Psychiatrie.
- Filmteichstraße (Oberlaa), 1972 benannt nach dem ehemaligen Filmteich auf dem Laaer Berg. Er erhielt seinen Namen, weil dort nach dem Ersten Weltkrieg von der Sascha Filmindustrie monumentale Stummfilme mit bis zu 14.000 Statisten gedreht wurden, u. a. Sodom und Gomorrha (1922) und Die Sklavenkönigin (1924), beide unter der Regie von Michael Curtiz; siehe auch Kolowratgasse. Der Filmteich wurde Teil des Geländes der Wiener Internationalen Gartenschau 1974 und danach des Kurparks Oberlaa und scheint im elektronischen Stadtplan der Stadtverwaltung bis heute auf.
- Fingergasse (Inzersdorf-Stadt, Per-Albin-Hansson-Siedlung Nord), 1965 benannt nach dem Physiker und Mathematiker Josef Finger (1841–1925); er war ab 1876 Professor für analytische Mechanik an der Universität Wien, ab 1878 Professor an der Technischen Hochschule Wien, 1890–1891 deren Rektor. Finger gilt als ein Pionier der Kontinuumsmechanik, einem Teilgebiet des Maschinenbaus und der Physik, das vom Verformungsverhalten verschiedener Substanzen handelt.
- Fischhofgasse (Oberlaa), 1979 benannt nach dem Arzt und Politiker Adolf Fischhof (1816–1893); seine Rede über Pressefreiheit im Hof des Niederösterreichischen Landhauses in Wien gilt als Anstoß der Wiener Märzrevolution 1848. Nach Niederschlagung des Aufstands verbrachte er neun Monate im Gefängnis, widmete sich dann wieder seiner ärztlichen Praxis, verfasste aber immer wieder politische Schriften.
- Florian-Geyer-Gasse (Oberlaa), 1932 benannt nach dem deutschen Ritter und Diplomaten Florian Geyer (um 1490–1525); er diente verschiedenen deutschen Adeligen als Truppenführer und Verhandler. 1525 unterstützte er die Bauern im Deutschen Bauernkrieg, was seine Popularität begründete. Nach der Niederlage der Bauern bei Königshofen konnte Geyer fliehen, fiel aber eine Woche später einem Raubmord zum Opfer.
- Fontanastraße (Oberlaa), 1978 benannt nach dem Schriftsteller, Theaterkritiker und Journalisten Oskar Maurus Fontana (1889–1969), Chefredakteur des Wiener Kuriers (1945–1946), Theaterkritiker der Presse (1951–1958), Präsident des Österreichischen Schriftstellerverbandes (1959–1964). Er gab expressionistische Anthologien (Die Aussaat, 1915) heraus und verfasste expressionistische Stücke (Die Milchbrüder, 1913) sowie Zeitromane. Die Fontanastraße wurde 2014 / 2015 östlich der Laaer-Berg-Straße von der Baustelle der Verlängerung der U-Bahn-Linie U1 zur Therme Wien in Oberlaa unterbrochen.
- Franz-Danimann-Gasse (Favoriten), 2024 benannt nach dem Widerstandskämpfer Franz Danimann (1919–2013). Danimann war in mehreren sozialdemokratischen und kommunistischen Vereinigungen aktiv, ehe er 1939 von der Gestapo festgenommen und ein Jahr später zu vier Jahren Haft verurteilt wurde. 1942 wurde Danimann ins KZ Auschwitz überstellt, wo er sich der Kampfgruppe Auschwitz anschloss. Die Evakuierung des Lagers überlebte er durch Verstecken, nach der Befreiung des Lagers durch die Rote Armee beteiligte er sich an der Sicherung von Beweismaterial. Bis ins hohe Alter engagierte er sich für die Aufklärung über NS-Verbrechen.
- Franz-Jachym-Platz (Oberlaa), 1992 benannt nach Erzbischof-Koadjutor Franz Jachym (1910–1984), Titularerzbischof von Maronea und Koadjutor von Kardinal Innitzer (ab 1950) und Kardinal König in der Erzdiözese Wien, Sekretär der österreichischen Bischofskonferenz (1952–1956), Generalvikar der Erzdiözese Wien (1969–1980), Dompropst von St. Stephan (1972–1983).
- Franz-Koci-Straße (Oberlaa, Per-Albin-Hansson-Siedlung Ost), 1968 benannt nach dem Politiker Franz Koci (1899–1966), Mitglied der Revolutionären Sozialisten (ab 1934), Abgeordneter zum Wiener Gemeinderat (1945–1964, SPÖ), Stadtrat für Wohnungs-, Siedlungs- und Kleingartenwesen (1951–1954), Stadtrat für öffentliche Einrichtungen (1954–1964).
- Franz-Mika-Weg (Oberlaa, „Grundäckersiedlung“), 1997 benannt nach dem volkstümlichen Sänger und Komponisten Franz Mika (1879–1960); ursprünglich Straßensänger, machte er nach dem Ersten Weltkrieg das Wienerlied zu seinem Beruf. Er druckte seine selbstverfassten Lieder im Eigenverlag und verkaufte sie in billig hergestellten Einzelblättern. Mika sang vor allem in Wirtshäusern und auf den kleinen Bühnen der Arbeiterbezirke und nahm sogar etliche Schallplatten auf.[11]
- Franzosenweg (Oberlaa), benannt (Datum unbekannt) zur Erinnerung an die Besetzung Wiens durch die Truppen Napoleons 1809 im Rahmen des Fünften Koalitionskriegs.
- Franz-Schreker-Gasse (Inzersdorf-Stadt, Siedlung „Wienerfeld West“), 1959 benannt nach dem Komponisten Franz Schreker (eigentlich Schrecker, 1878–1934). In den 1920er Jahren galt er als einer der größten Opernkomponisten nach Wagner; seine Opern erreichten zeitweise höhere Aufführungszahlen als diejenigen von Richard Strauss. Wie dieser war Schreker ein Spätromantiker; zugleich weist seine musikalische Sprache expressionistische Elemente auf. Die Schrekergasse im 16. Bezirk Ottakring ist ebenfalls nach ihm benannt.
- Franz-Schuh-Gasse (Inzersdorf-Stadt), 1906 benannt nach dem Mediziner Franz Schuh (1804–1865), Primarwundarzt, Chirurg und Universitätsprofessor am Wiener Allgemeinen Krankenhaus. Er unternahm die erste Punktion des Herzbeutels und führte die Äthernarkose in Österreich ein.
- Friedhofstraße (Oberlaa), benannt (Datum unbekannt) nach ihrem Verlauf vor dem Friedhof Oberlaa, der bereits seit 1267 nachweisbar ist. Er umfasst heute rund 4.700 Grabstellen.
- Friedrich-Adler-Weg (Inzersdorf-Stadt), 1989 benannt nach dem Politiker Friedrich Adler (1879–1960), Parteisekretär der SDAP (1911–1914); als Führer der „Linken“ bekämpfte er die Kriegspolitik seiner Partei. Er erschoss 1916 den k.k. Ministerpräsidenten Karl Stürgkh, wurde zum Tod verurteilt, aber zu Kerkerstrafe begnadigt und 1918 amnestiert. 1918–1923 war er Vorsitzender der Wiener Arbeiterräte und 1923–1940 Generalsekretär der Sozialistischen Arbeiterinternationale. Nach seinem Vater Victor Adler ist in Favoriten der Viktor-Adler-Platz benannt. Im Historikerbericht Straßennamen Wiens seit 1860 als „Politische Erinnerungsorte“ aus dem Jahr 2013 ist die Straße aufgrund der zweifelhaften Legitimation und Wirksamkeit des Attentats auf Stürgk den Sonderfällen zugeordnet.[7]
- Friedrich-Knauer-Gasse (Favoriten), 1930 benannt nach dem Zoologen Friedrich Knauer (1850–1926), Direktor des Vivariums im Wiener Prater (ab 1887); siehe auch die Vivariumstraße im 2. Bezirk Leopoldstadt. Knauer setzte sich auch für die Gründung des Tiergartens am Schüttel (siehe Schüttelstraße im 2. Bezirk) ein und wurde 1893 dessen Leiter. Er verfasste zoologische Fachbücher für Schule und Unterricht sowie populärwissenschaftliche Bücher. Die Gasse war zuvor Teil der südlich nahegelegenen, 1899 benannten Patrubangasse, von der sie heute durch die Tyrnauer Gasse getrennt ist.
- Friedrich-Teller-Gasse (Simmering), 1955 benannt nach dem Geologen Friedrich Teller (1852–1913), Mitarbeiter der k.k. Geologischen Reichsanstalt (1877–1913), k.k. Bergrat (ab 1897), Chefgeologe (ab 1900). Sein Spezialgebiet war die Erforschung der Alpen; er erstellte zahlreiche wichtige geologische Karten der alpinen Gebiete. Daneben beschäftigte er sich auch mit der Paläontologie im Alpenraum.[12]
- Friesenplatz (Inzersdorf-Stadt), 1897 benannt nach dem deutschen Pädagogen Friedrich Friesen (1784–1814); er wirkte an der Weiterentwicklung des von Friedrich Ludwig Jahn gegründeten deutschen Turnerwesens mit, leitete in Berlin den Turnkünstlerverein, entwickelte viele neue Turnübungen und gründete in Berlin eine der ersten deutschen Schwimmanstalten. Er beteiligte sich ab 1812 aktiv an der Erhebung gegen Napoleon und kam dabei ums Leben.
- Fritz-Hahn-Gasse (Favoriten, Sonnwendviertel), 2016 benannt nach dem Politiker Friedrich Hahn (1924–2002); er war ab 1954 ÖVP-Bezirksrat im Bezirk Wien-Landstraße. Von 1959 bis 1987 war er Mitglied des Wiener Landtags und Gemeinderats, 1971–1973 Mitglied des Nationalrats und 1978–1987 Zweiter Präsident des Wiener Landtags.
- Fritz-Pregl-Gasse (Inzersdorf-Stadt), 1932 benannt nach dem Chemiker Fritz Pregl (1869–1930), Professor für angewandte medizinische Chemie in Graz (ab 1913). Durch seine Untersuchungen wurde es möglich, auch in kleinsten Probenmengen, wie sie in der Regel für klinisch-chemische Untersuchungen zur Verfügung stehen, exakte Analysen durchzuführen. Pregls Arbeiten führten zu einem nachhaltigen Fortschritt in der Stoffwechsel-, Hormon- und Enzymforschung. 1923 erhielt er dafür den Nobelpreis für Chemie.
- Frödenplatz (Inzersdorf-Stadt, Siedlung „Wienerfeld West“), 1959 benannt nach dem Schauspieler Adolf Fröden (eigentlich Adolf Meyer, 1861–1932); er wirkte vor allem als Gesangskomiker und galt als einer der besten Nestroy-Darsteller seiner Zeit. Er spielte am Theater an der Wien (1890), am Raimundtheater (1893–1897) und am Kaiser-Jubiläums-Stadttheater (1897–1902). Daneben verfasste er Bühnen-Couplets sowie Feuilletons für diverse Zeitungen.[13]
- Fröhlich-Sandner-Straße → Gertrude …
- Fürstenhoferstraße (Inzersdorf-Stadt), 1989 benannt nach dem Politiker Karl Fürstenhofer (1899–1965), Mitglied des Republikanischen Schutzbundes und der Revolutionären Sozialisten. Nach dem Zweiten Weltkrieg war er am Aufbau der SPÖ-Parteiorganisation in Favoriten beteiligt; 1946–1964 gehörte er dem Wiener Gemeinderat an. Daneben war er langjähriger Präsident des Zentralverbandes der Kleingärtner, Siedler und Kleintierzüchter Österreichs. In Favoriten sind auch der Karl-Fürstenhofer-Hof und der Kleingartenverein Karl Fürstenhofer nach ihm benannt.

## G

Gudrunstraße

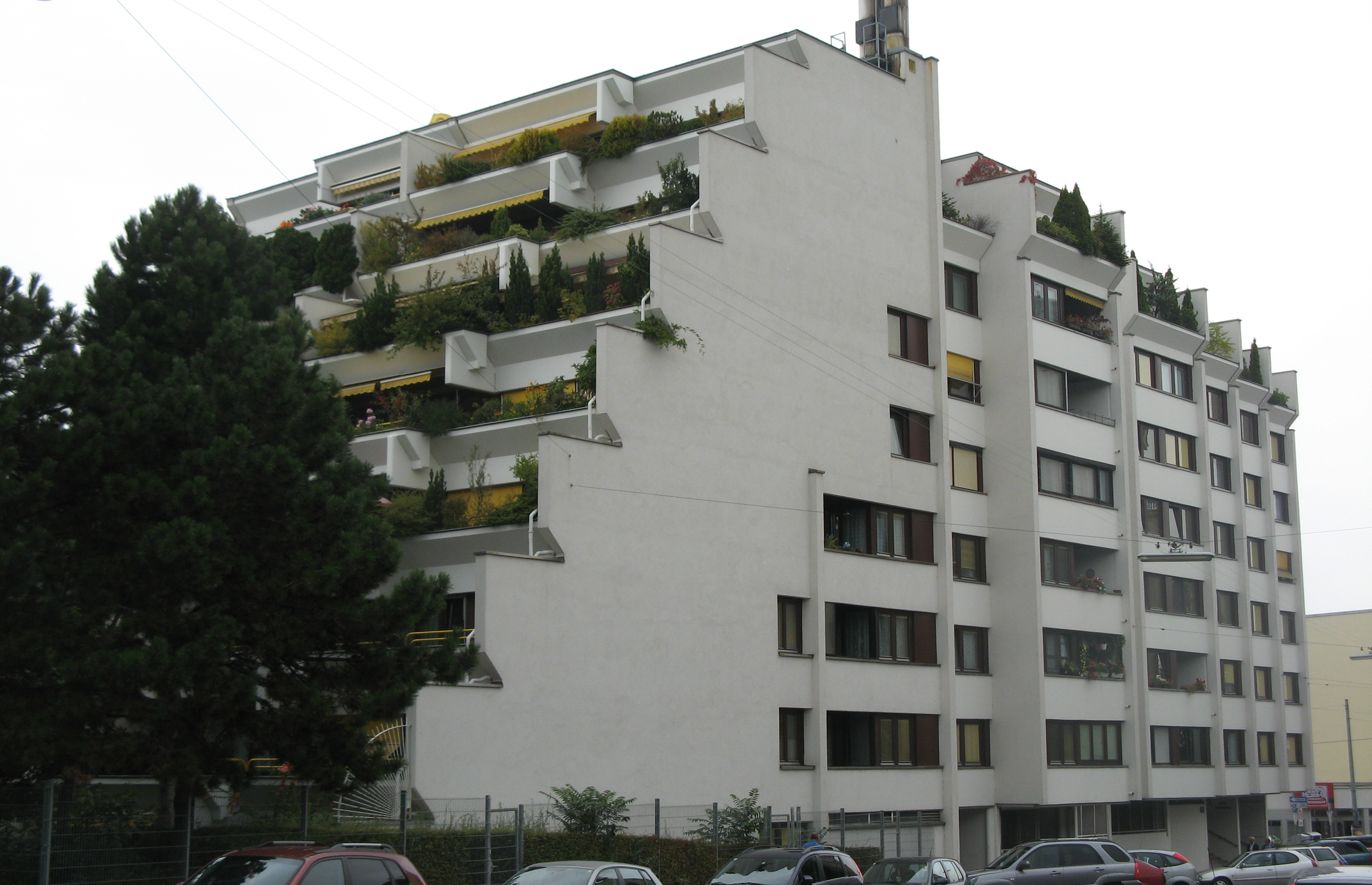
Wohnhausanlage (1971–1973) von Harry Glück, Gussriegelstraße

- Gaißmayrgasse (Inzersdorf-Stadt, Siedlung „Am Wasserturm“), 1930 benannt nach dem Tiroler Bauernführer Michael Gaismair (um 1490–1532); im Rahmen des Deutschen Bauernkriegs stellte er sich 1525 an die Spitze des Aufstands in Südtirol. Er arbeitete eine Tiroler Landesordnung aus, in der eine vollkommene politische Umgestaltung und die Errichtung einer Republik gefordert wurden. Nach der Niederschlagung des Aufstands wurde er 1532 ermordet. Gaismair war der einzige Bauernführer, der strategisch politische Ziele verfolgte.
- Gartengasse (Oberlaa), benannt (Datum unbekannt) nach Obstgärten, die sich in der Nähe des ehemaligen Grafenhofes befanden.
- Gartenschaugasse (Oberlaa), 1975 benannt zur Erinnerung an die Wiener Internationale Gartenschau 1974, deren Ausstellungsfläche anschließend in den Kur- und Erholungspark Oberlaa umgewandelt wurde. Die Gasse befindet sich westlich unmittelbar neben dem Park.
- Gasparoneweg (Rothneusiedl), 1965 benannt nach der Operette Gasparone von Karl Millöcker, die 1884 am Theater an der Wien uraufgeführt wurde; siehe auch die Millöckergasse im 6. Bezirk Mariahilf.
- Geißfußgasse (Oberlaa, „Heimkehrersiedlung“), 1957 benannt nach der Pflanze Geißfuß aus der Familie der Doldenblütler (Apiaceae). Der botanische Gattungsname Aegopodium leitet sich von griechisch αἴγειος = aigeos (für „von Ziegen“) und griechisch πούς-ποδός = pous-podos (für Fuß) ab und bezieht sich auf die Gestalt der Blätter, die an einen Ziegenfuß erinnern. Die Pflanze wurde in der Volksmedizin zur Linderung der Schmerzen bei Rheumatismus und Gicht (Podagra) verwendet.
- Gellertgasse (Favoriten), 1872[14] benannt nach dem deutschen Dichter und Moralphilosophen Christian Fürchtegott Gellert (1715–1769); seine Werke – besonders seine Fabeln – zählten in der Übergangszeit zwischen Aufklärung, Empfindsamkeit und Sturm und Drang zu den meistgelesenen in Deutschland. Durch seine breite Wirkung trug er zur Bildung eines allgemeinen Lesepublikums bei und ebnete so den Weg für die Dichter der folgenden Generationen.
- Gellertplatz (Favoriten), 1875 benannt nach dem deutschen Dichter Christian Fürchtegott Gellert; siehe Gellertgasse. Der Platz ist die Kreuzung der in West-Ost-Richtung verlaufenden Quellenstraße (mit der Straßenbahnlinie 6) mit der Gellertgasse.
- Georg-Prentl-Gasse (Unterlaa), benannt (Datum unbekannt) nach Georg Prentl (1828–1886), Bürgermeister von Unterlaa (1884–1886).
- Georg-Wiesmayer-Gasse (Unterlaa), benannt (Datum unbekannt) nach Georg Wiesmayer (1852–1936), Großgrundbesitzer, Bürgermeister von Oberlaa (1886–1900).
- Georg-Wilhelm-Pabst-Gasse (Inzersdorf-Stadt), 1968 benannt nach dem Filmregisseur Georg Wilhelm Pabst (1885–1967); sein erster großer Erfolg war der Film Die freudlose Gasse 1925 mit Greta Garbo und Asta Nielsen. Mit diesem sozialkritischen, oft zensierten Film begann für ihn eine äußerst produktive Zeit mit zahlreichen künstlerisch wertvollen und kommerziell erfolgreichen Filmen. Seine letzten Stummfilme Die Büchse der Pandora und Tagebuch einer Verlorenen dürften heute seine bekanntesten Werke sein. Die Gasse war vorher Teil der Holbeingasse bzw. der Migerkagasse.
- Gerhard-Bronner-Straße (Favoriten, Quartier Belvedere), 2009 benannt nach dem Komponisten, Autor, Musiker und Kabarettisten Gerhard Bronner (1922–2007). Er entwickelte 1950–1961 Kabarettprogramme (Blattl vorm Mund, Glasl vorm Aug, Dachl überm Kopf, Hackl im Kreuz). In den 1950er Jahren war er Theaterleiter (unter anderem im Theater am Kärntnertor) und gründete 1967 das Cabaret Fledermaus, dessen Leiter er 1979–1988 war.
- Gertrude-Fröhlich-Sandner-Straße (Favoriten, Quartier Belvedere), 2010 benannt nach der Politikerin Gertrude Fröhlich-Sandner (1926–2008), Stadträtin für Kultur, Schulverwaltung und Sport (1965–1979), Vizebürgermeisterin (ab 1969), Stadträtin für Bildung, Jugend und Familie (1979–1984), Bundesministerin für Familie, Jugend und Konsumentenschutz (1984–1987).
- Gimniggasse (Inzersdorf-Stadt, Siedlung „Wienerfeld West“), 1959 benannt nach dem deutschen Schauspieler Oskar Gimnig (eigentlich Oskar Treusch von Buttlar-Brandenfels, 1857–1920); er kam 1885 nach Wien, wo er zunächst am Carltheater spielte und ab 1892 Mitglied des k.k. Hofburgtheaters war. Gimnig spielte vor allem humoristische Rollen.
- Gödelgasse (Inzersdorf-Stadt), 2016 benannt nach dem Mathematiker Kurt Gödel (1906–1978); er leistete maßgebliche Beiträge zur Prädikatenlogik, zu den Beziehungen der intuitionistischen Logik (sowohl zur klassischen Logik als auch zur Modallogik) sowie zur Relativitätstheorie in der Physik. Auch seine philosophischen Erörterungen zu den Grundlagen der Mathematik fanden weite Beachtung. Nach Gödel sind auch die Gödelnummer und der Asteroid 3366 Gödel benannt. Der Name wurde bereits 2009 für eine Gasse im Quartier Belvedere parallel zum Wiedner Gürtel vergeben, diese wurde 2016 Teil der Straße Am Belvedere.
- Gombrichgasse (Favoriten, Quartier Belvedere), 2009 benannt nach dem Kunsthistoriker Ernst Gombrich (1909–2001); er galt als einer der weltweit angesehensten Experten seines Fachs. Er hat Grundfragen der Kunstwissenschaft neu durchdacht und auch Brücken zu Nachbardisziplinen von der experimentellen Psychologie bis zur Humanismusforschung und der Geschichte der Rhetorik geschlagen. Gombrichs Story of Art (1950) wurde seine bekannteste kunsthistorische Publikation.
- Göteborggasse (Oberlaa, Per-Albin-Hansson-Siedlung West), 1951 benannt nach der schwedischen Stadt Göteborg; sie ist mit rund 880.000 Einwohnern nach Stockholm die zweitgrößte Stadt Schwedens. Siehe auch Lundgasse, Malmögasse, Stockholmer Platz und Upsalagasse.
- Götzgasse (Favoriten), 1862 benannt nach dem Unternehmer Stephan Götz (1772–1844), Bandfabrikant, Mitglied des Äußeren Rates; er war in der Bevölkerung wegen seiner Tätigkeit als Armenverwalter beliebt.
- Graffgasse (Inzersdorf-Stadt), 1913 benannt nach dem Offizier Johann von Graff (1741–1807); er bewährte sich im Siebenjährigen Krieg, danach 1788 im Russisch-Österreichischen Türkenkrieg und 1794–1795 im Ersten Koalitionskrieg gegen Frankreich. Er wurde bis zum Generalmajor befördert und erhielt 1801 das Ritterkreuz zum Militär-Maria-Theresia-Orden.
- Grenzackerstraße (Favoriten, Inzersdorf-Stadt), 1971 benannt nach dem historischen Flurnamen Grenzacker; hier führte bis 1874 ein Weg, der die Grenze zwischen Wieden und Inzersdorf bildete. Der damals noch nicht mit der westlichen Fortsetzung, der Raxstraße, verbundene Weg hieß bis 1894 Grenzgasse und 1894–1971 Grenzackergasse.
- Grenzstraße (Oberlaa), nicht amtliche Bezeichnung für eine Straße an der einstigen Grenze zwischen den Gemeindebezirken Favoriten und Simmering; heute ist sie die Grenze zwischen den Katastralgemeinden Oberlaa-Stadt und Simmering.
- Grohnergasse (Inzersdorf-Stadt), 1993 benannt nach dem volkstümlichen Komponisten und Pianisten Franz Grohner (eigentlich Franz Zamastil, 1911–1986); er komponierte Wienerlieder und erlangte vor allem durch die Lieder Einen Wiener kennst sofort wenn er „servus“ sagt und Das schönste Duett von Wien lokale Bekanntheit.[15]
- Grundäckergasse (Oberlaa), 1956 benannt nach dem historischen Riednamen Grundäcker. Die Gasse hieß zuvor Dorfgasse.
- Gudrunstraße (Favoriten), 1900 benannt nach der Sagengestalt Gudrun (auch Kudrun) aus dem gleichnamigen mittelalterlichen Heldenepos. Das im bayrisch-österreichischen Raum um 1230/1240 entstandene Werk beruht zum Teil auf älteren Quellen aus dem Sagenkreis der Nordsee. Die einzelnen Teilstücke der Straße hießen davor Geißelberger Weg, Simmeringer Straße, Berthagasse und Croatengasse. Siehe auch Kretaviertel.
- Gussriegelstraße (Inzersdorf-Stadt, bis 1999 amtlich: Gußriegelstraße), 1904 benannt nach einem alten Flurnamen, der 1787 als Grußriefeln erwähnt wird.
- Gutheil-Schoder-Gasse (Inzersdorf-Stadt), 1961 benannt nach der deutschen Opernsängerin Marie Gutheil-Schoder (1874–1935); sie kam auf Initiative von Gustav Mahler 1900 nach Wien an die Hofoper, an der sie bis 1927 als gefeierte Sopranistin blieb.

## H

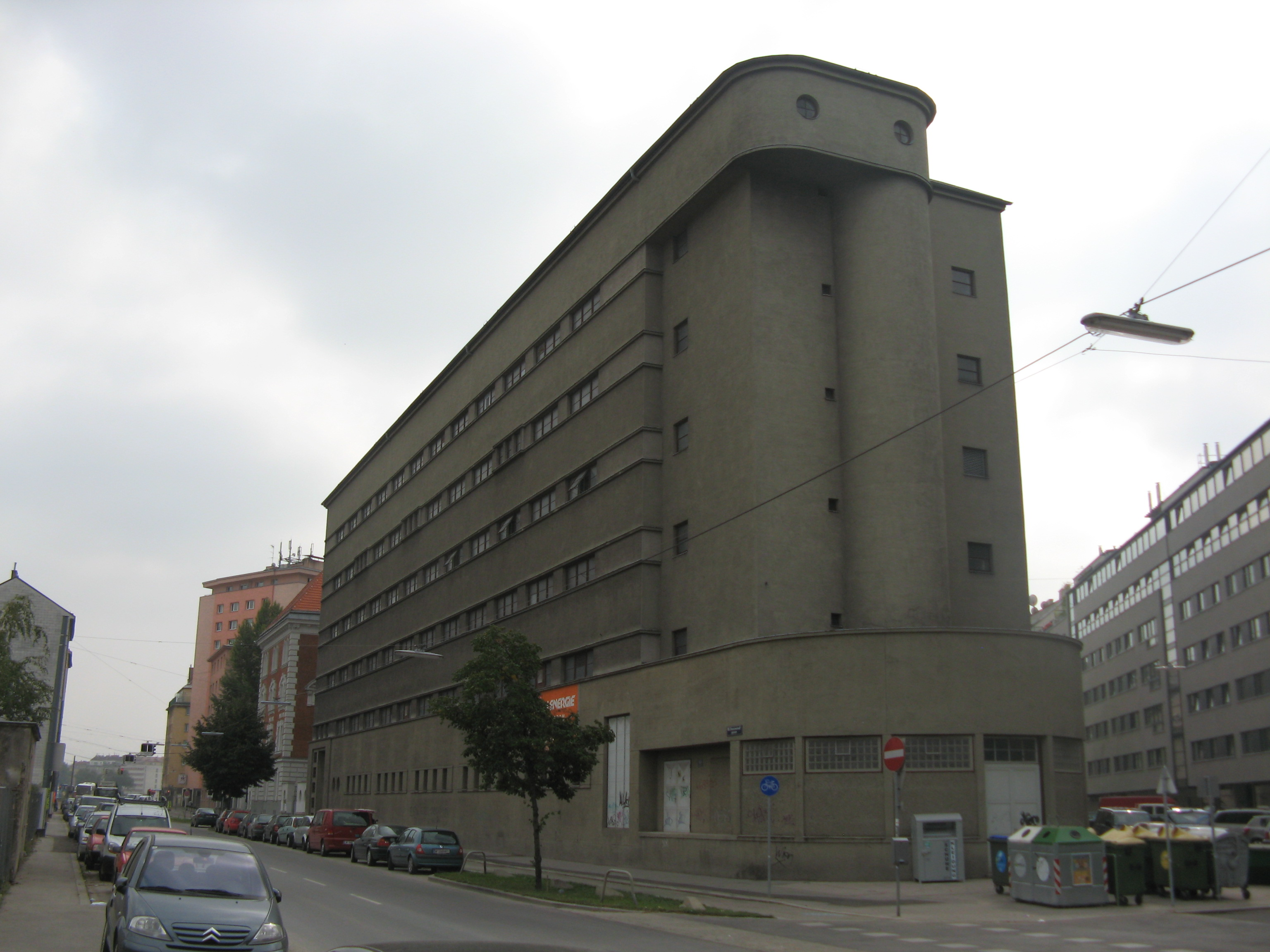
Umspannwerk Favoriten zwischen Sonnwendgasse und Humboldtgasse

- Hackergasse (Favoriten, Sonnwendviertel), 2010 benannt nach dem Psychiater und Psychoanalytiker Friedrich Hacker (1914–1989); er wurde vor allem durch seine Publikationen zum Thema Aggression und Gewalt bekannt. Aus der psychoanalytischen Tradition Sigmund Freuds kommend, machte er sich die Thesen von Konrad Lorenz zur angeborenen, triebhaften Natur der Aggression zu eigen, versuchte diese Deutungen von Verhaltensweisen aber mit behavioristischen Thesen zu verbinden.
- Hämmerlegasse (Oberlaa), 1956 benannt nach dem Unternehmer Theodor Hämmerle (1859–1930); er leitete in Wien die Firmenniederlassung des Vorarlberger Unternehmens F. M. Hämmerle, damals das größte Textilunternehmen Österreichs. Er betätigte sich als Mäzen und war Mitbegründer des Wiener Konzertvereins und dessen Orchesters. Auch die Konzerthausgesellschaft geht auf ihn zurück, deren Vorstandsmitglied er war. Die Gasse hieß vorher Feldgasse.
- Hantzenbergergasse (Inzersdorf-Stadt), 1911 benannt nach dem Priester Jakob Hantzenberger (auch Hautzenberger, 1718–1799), Benefiziat der Pfarre St. Salvator; er stiftete als Wohltäter 50.000 Gulden für Waisenhäuser.
- Hardtmuthgasse (Inzersdorf-Stadt), 1894 benannt nach dem Architekten, Erfinder und Fabrikanten Joseph Hardtmuth (1758–1816); 1789 erfand er eine neue Art von Steingut für die Geschirrerzeugung, das sogenannte Wiener Steingut. 1792 gründete er eine Bleistiftfabrik in Wien, nachdem es ihm gelungen war, aus Ton und Graphitpulver künstliche Bleistiftminen herzustellen. 25 Jahre später stellte seine Fabrik knapp 2,5 Millionen Bleistifte pro Jahr her, was damals 15 % des Weltbedarfs entsprach. Das Unternehmen existiert als Koh-i-Noor Hardtmuth bis heute. Die Gasse hieß zuvor Franz-Josefs-Gasse bzw. Rudolfsgasse.
- Harry-Glück-Platz (Inzersdorf-Stadt), 2018 benannt nach dem Architekten Harry Glück (1925–2016). Er eröffnete 1966 ein Architekturbüro in Wien und errichtete zahlreiche Büro- und Geschäftsbauten, Bank- und Verwaltungsgebäude, Hotels und Seniorenheime, Kindergärten und Schulen sowie 18.000 Wohnungen. Sein bekanntestes Werk ist der Wohnpark Alterlaa in Liesing, ein Vorzeigeprojekt der funktionierenden Satellitenstadt der 1970er Jahre. Der dort befindliche Harry-Glück-Park ist ebenfalls nach ihm benannt.
- Hasengasse (Favoriten), 1862 benannt nach dem Hasenfeld, auf dem noch um 1850 Hasenjagden abgehalten wurden; siehe auch die kreuzende Jagdgasse.
- Hasenöhrlstraße (Oberlaa), 1956 benannt nach dem Physiker Friedrich Hasenöhrl (1874–1915), Ordinarius für Theoretische Physik an der Technischen Hochschule als Nachfolger von Ludwig Boltzmann. Er galt als die große Hoffnung der Theoretischen Physik in Österreich, kam aber im Ersten Weltkrieg ums Leben. Zu seinen Schülern zählten die Physiker Erwin Schrödinger, Ludwig Flamm, Karl Ferdinand Herzfeld, Friedrich Kottler, und Paul Ehrenfest. Die Straße hieß davor Schubertstraße.
- Hauptweg (Oberlaa), nicht amtliche Bezeichnung für einen Weg in einer Kleingartenanlage am Laaer Berg.
- Hausergasse (Favoriten), 1875 benannt nach dem Baumeister Georg Hauser (Lebensdaten unbekannt, 15./16. Jahrhundert); er wurde 1516 als Nachfolger von Anton Pilgram Dombaumeister zu St. Stephan[16] und führte die letzten Arbeiten am Nordturm durch.
- Hebbelgasse (Favoriten), 1864 benannt nach dem deutschen Dramatiker und Lyriker Friedrich Hebbel (1813–1863); seine realistischen Dramen stehen zwischen Klassik und modernem psychologischen Drama; sie gestalten historische Krisen am Beispiel individueller Tragik. In Vorwegnahme Ibsens und Strindbergs propagierte er in seinen bekanntesten Dramen (Maria Magdalena, 1844; Agnes Bernauer, 1855) das Selbstbehauptungsrecht der Frau. Hebbel lebte ab 1845 in Wien und heiratete 1846 die Burgschauspielerin Christine Enghaus; siehe den Christine-Enghaus-Weg im 14. Bezirk, Penzing. Der Hebbelplatz und der Hebbelpark sind ebenfalls nach dem Dichter benannt. Die Gasse hieß zuvor Berlagasse[1]
- Hebbelplatz (Favoriten), 1913 benannt nach deutschen Dichter Friedrich Hebbel; siehe Hebbelgasse.
- Hederichgasse (Oberlaa), 1957 benannt nach der Pflanze Acker-Rettich aus der Familie der Kreuzblütengewächse (Brassicaceae), die auch Hederich genannt wird.
- Heidemarie-Lex-Nalis-Gasse (Favoriten, Neues Landgut), 2022 benannt nach der Pädagogin Heidemarie Lex-Nalis (1950–2018), Pionierin der Elementarpädagogik.
- Heimkehrergasse (Oberlaa), 1957 benannt nach der „Heimkehrersiedlung“. Ein einstiger Truppenübungsplatz am Laaer Berg wurde nach dem Zusammenbruch der Monarchie nicht mehr benötigt, das Areal wurde ab 1919 vom Militärkommando für Russland-Heimkehrer des Ersten Weltkrieges aufgeteilt. Am Anfang bestand die Verpflichtung zu Gemüseanbau und Kleintierhaltung; heute besteht die Siedlung aus kleinen Häusern mit Gärten.[17] Die Gasse hieß vorher Vereinsgasse. 1965 wurde ein Teil der Amarantgasse einbezogen, 1981 ein anderer Teil als Schönygasse abgetrennt.
- Heinrich-Zeder-Weg (Oberlaa), 2004 benannt nach dem Geistlichen Heinrich Zeder (1903–1985), Kaplan in Favoriten (ab 1931). Nach dem „Anschluss Österreichs“ geriet er in Konflikt mit den neuen Machthabern und wurde 1941 wegen seiner Kontakte zur Österreichischen Freiheitsbewegung von der Gestapo in Haft genommen. Nach 1946 wirkte er wieder in Favoriten als Kaplan in der Pfarrkirche St. Johann Evangelist; er arbeitete auch als Gefängnisgeistlicher und Rektor im Wiener Landesgericht.[18]
- Hentzigasse (Favoriten), 1899 benannt nach Generalmajor Heinrich Hentzi von Arthurm (1785–1849); im Rahmen der Napoleonischen Kriege zeichnete er sich in den Feldzügen 1805, 1809 und 1814 aus. Er war meist bei Festungsbauten tätig, 1842 wurde er Kommandant des Sappeurkorps und 1845 des Mineurkorps. 1849 fiel er bei der Verteidigung von Ofen.[19]
- Hermann-Mark-Gasse (Rothneusiedl), 2009 benannt nach dem Chemiker Hermann F. Mark (1895–1992); er forschte auf dem Gebiet der Suspensions-, Emulsions- sowie Mischpolymerisation, der Vinylpolymere und Polyamide und untersuchte die chemischen und physikalischen Eigenschaften von Hochpolymeren. Bahnbrechend waren seine Arbeiten über Polymerisationsmechanismen; er gilt als einer der wesentlichen Begründer der modernen Polymerwissenschaften.
- Hermann-Schöne-Platz (Inzersdorf-Stadt, Siedlung „Wienerfeld West“), 1959 benannt nach dem deutschen Schauspieler und Schriftsteller Hermann Schöne (1836–1902); er war am Wiener k.k. Hofburgtheater engagiert und war bekannt für die Darstellung von komischen und volkstümlichen Charakteren. Daneben schrieb er humoristische Novellen aus dem Theaterleben.
- Herndlgasse (Favoriten), 1864 benannt nach dem Gastwirt Paul Herndl (Lebensdaten unbekannt), letzter Ortsrichter von Wieden. Wieden umfasste bis 1874 auch Gebiete des heutigen Favoriten.[1]
- Herogasse (Oberlaa), 1958 benannt nach einer Figur aus Franz Grillparzers Drama Des Meeres und der Liebe Wellen, das 1831 im k.k. Hofburgtheater uraufgeführt wurde. Der Stoff entstammt der griechischen Mythologie; Hero war eine Aphroditepriesterin in Sestos an der Meerenge Hellespont. Siehe auch die Libussagasse, Medeagasse und Sapphogasse in Favoriten sowie die Grillparzerstraße im 1. Bezirk Innere Stadt.
- Herschelgasse (Inzersdorf-Stadt), 1955 benannt nach dem englischen Astronomen Wilhelm Herschel (1738–1822); er erbaute 1789 das bis dahin größte Teleskop der Welt mit einem Spiegeldurchmesser von 48 Zoll (122 cm) und erstellte einen Katalog nebliger Objekte („Herschel-Katalog“). Schlagartig berühmt wurde er, als er 1781 den Planeten Uranus entdeckte. In der Folge entdeckte Herschel auch dessen Monde Titania und Oberon (1787), das Ringsystem des Uranus (1797) sowie die Saturnmonde Mimas und Enceladus.
- Herta-Firnberg-Straße (Inzersdorf-Stadt), 2001 benannt nach der Politikerin Hertha Firnberg (1909–1994), Mitglied des Bundesrats (1959–1963, SPÖ), Abgeordnete zum Nationalrat (1963–1983), Vorsitzende der sozialistischen Frauen (1967–1981), Bundesministerin für Wissenschaft und Forschung (1970–1983). Der Firnbergplatz im 22. Bezirk Donaustadt ist seit 2010 ebenfalls nach ihr benannt.
- Herzgasse (Inzersdorf-Stadt), 1874 benannt nach dem Arzt Rudolf Herz (1813–1873), Mitglied des Bezirksausschusses von Margareten; er machte sich als Wohltäter verdient. Die Gasse hieß vorher Gerstlergasse. Margareten umfasste bis 1874 auch Gebiete des heutigen Favoriten.
- Heuberggstättenstraße (Inzersdorf-Stadt), 1955 benannt nach dem historischen Riednamen Heuberg-Gstätten. Eine „Gstätten“ bezeichnet in der österreichischen Mundart eine verwilderte Fläche.
- Hilda-Geiringer-Gasse (Inzersdorf-Stadt), 2016 benannt nach der Mathematikerin Hilda Geiringer (1893–1973); sie beschäftigte sich mit Elastizitätstheorie und Statistik. Nach ihrer Emigration in die USA lehrte sie ab 1943 am Wheaton College in Norton (Massachusetts). Nach dem Tod ihres Mannes Richard von Mises gab sie dessen gesammelte Werke heraus.
- Himberger Straße (Oberlaa, Rothneusiedl), benannt (Datum unbekannt) nach der niederösterreichischen Gemeinde Himberg, in deren Richtung die Straße verläuft. 1903 wurde der Teil vom Gürtel bis zur Donauländebahn (bis 1938 Stadtgrenze) in die bis dahin nur im 4. Bezirk verlaufende Favoritenstraße einbezogen. Im südlich der Bahn gelegenen, 1938 eingemeindeten und seit 1954 zum 10. Bezirk gehörigen Stadtgebiet blieb der historische Straßenname erhalten.
- Hintere Liesingbachstraße (Oberlaa), 1957 benannt nach dem Liesingbach. Die Liesing, ein 30 km langer Fluss, entspringt im niederösterreichischen Wienerwald, durchfließt dann die Stadt Wien, wo der Bach dem 23. Wiener Gemeindebezirk, Liesing, seinen Namen gibt, und mündet in Niederösterreich bei Schwechat in die Schwechat. Ihr Name leitet sich aus dem slawischen Lieznička ab und bedeutet Waldbach. Die Straße hieß davor Vösendorfweg bzw. Liesingbachstraße.
- Hintschiggasse (Inzersdorf-Stadt), 1993 benannt nach dem Politiker Alfred Hintschig (1919–1989), Prokurist in einer Papierfabrik, Generaldirektor der Wiener Messe AG, Mitglied des Wiener Gemeinderates (1964–1978, SPÖ), Stadtrat für allgemeine Verwaltungsangelegenheiten (1968–1969), Stadtrat für Liegenschafts- und Zivilrechtswesen (1969–1973), Mitglied des Bundesrates (1978–1987).
- Hlawkagasse (Favoriten, Sonnwendviertel), 2011 benannt nach der Politikerin Maria Hlawka (1914–2005), Mitglied des Wiener Gemeinderats für die SPÖ Favoriten (1954–1978), Vorsitzende der Wiener SPÖ-Frauenorganisation (1965–1977) und stellvertretende SPÖ-Bundesfrauenvorsitzende (1966–1978).
- Hofherrgasse (Favoriten), 1909 benannt nach dem Industriellen Matthias Hofherr (1829–1909). Er gründete 1869 eine Firma, die in Favoriten landwirtschaftliche Maschinen herstellte, und die später unter Hofherr-Schrantz firmierte. Die Firma wurde 1911 zur Hofherr-Schrantz-Clayton-Shuttleworth AG fusioniert. Dabei wurde die Produktion in Favoriten eingestellt und nach Floridsdorf verlagert; siehe die Hofherr-Schrantz-Gasse und die Shuttleworthstraße im 21. Bezirk, Floridsdorf. Die in den 1890er Jahren geplante, erst um 1900 auf dem Stadtplan aufscheinende Gasse sollte anfangs Geiselberggasse heißen (siehe Geiselbergstraße im angrenzenden Teil des 11. Bezirks) und hieß seit 1896[20] Reisingergasse (siehe dort); dieser Name wurde 1909 für die heutige Gasse dieses Namens weiter verwendet. Gasse im Kretaviertel.
- Holbeingasse (Inzersdorf-Stadt), 1898 benannt nach dem Schauspieler, Bühnendichter und Theaterdirektor Franz Ignaz von Holbein; er war zunächst als Schauspieler tätig und dann Regisseur und Theaterdirektor in Deutschland. 1841–1849 war er Direktor des k.k. Hofburgtheaters und 1848–1853 Direktor der k.k. Hofoper. Daneben schrieb eine große Anzahl an Stücken, die zwar vorübergehenden Erfolg, aber wenig literarischen Wert hatten.

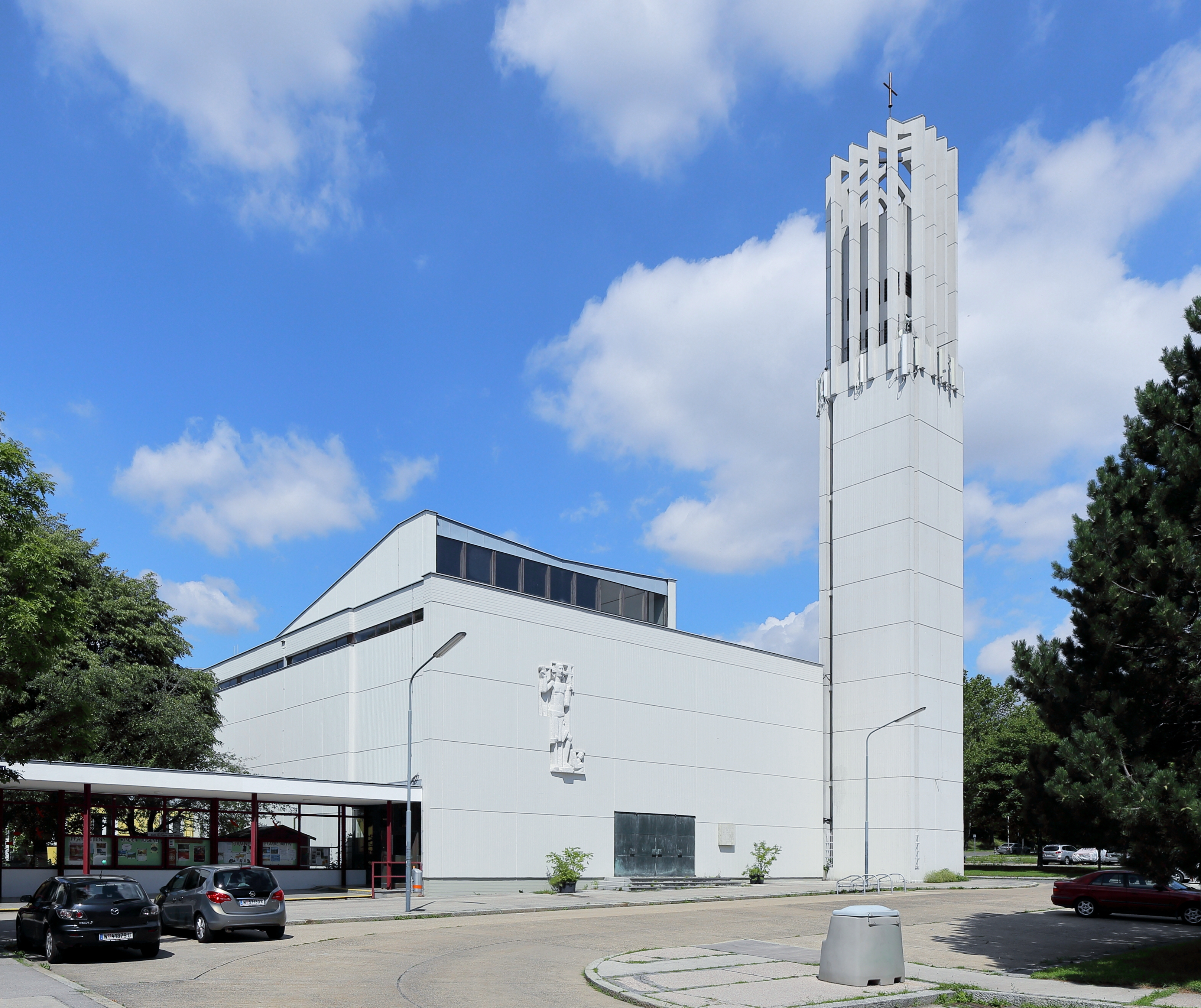
Pfarrkirche zum heiligen Franz von Sales am Holeyplatz

- Holeyplatz (Inzersdorf-Stadt, Per-Albin-Hansson-Siedlung Nord), 1965 benannt nach dem Architekten und Denkmalpfleger Karl Holey (1879–1955), Generalkonservator des Denkmalamts (1915–1932), Dombaumeister von St. Stephan (1937–1955), Professor für Baukunst an der Technischen Hochschule (1915–1951), 1937–1938 und 1946 deren Rektor. Holey leitete ab 1945 den Wiederaufbau des Stephansdomes.
- Hollitzergasse (Favoriten), 1956 benannt nach dem Maler, Karikaturisten, Sänger und Kabarettisten Carl Leopold Hollitzer (1874–1942); er schuf Porträts und Karikaturen, vor allem gezeichnet in den Cabaretts Nachtlicht und Fledermaus, wo er auch selbst auftrat, sowie Ausstattungen für Bühnen- und Filmproduktionen. Seine Uniform- und Militariasammlung – eine der größten Europas – gelangte 1934 an das Heeresgeschichtliche Museum.
- Holzknechtstraße (Oberlaa, Siedlung „Am Laaer Berg“), 1932 benannt nach dem Radiologen Guido Holzknecht (1872–1931), Professor an der Universität Wien. Er war ein Pionier der Radiologie und schrieb 1901 und 1905 zwei Lehrbücher über Röntgendiagnostik, die als epochal bezeichnet wurden. Er erkannte als einer der ersten die schädigenden Wirkungen der Röntgenstrahlung und erdachte Schutzmaßnahmen, starb aber dennoch an schweren Strahlenschäden.
- Horrplatz (Favoriten), 2011 benannt nach dem Gewerkschafter und Politiker Franz Horr (1913–1974). Der gelernte Tischler arbeitete ab 1946 im ÖGB und war ab 1964 Präsident der AK Niederösterreich. Von 1953 bis zu seinem Tod war er Abgeordneter zum Nationalrat und ab 1972 auch Präsident des Wiener Fußballverbandes. Das 1982 eröffnete Franz-Horr-Stadion am Laaerberg, die Heimstätte der Wiener Austria, trug bis Ende 2010 seinen Namen (heute „Generali Arena“).
- Hubert-Gsur-Gasse (Oberlaa), 1969 benannt nach dem Techniker Hubert Gsur (1912–1944); er schloss sich in der NS-Zeit einer kommunistischen Widerstandsgruppe an, wurde verhaftet und 1944 im Landesgericht Wien hingerichtet.
- Hugo-Meisl-Weg (Inzersdorf-Stadt), 1989 benannt nach dem Fußballtrainer Hugo Meisl (1881–1937); er arbeitete erfolgreich als Trainer, Funktionär, internationaler Schiedsrichter, ÖFB-Generalsekretär und FIFA-Delegierter. Er betreute als Verbandskapitän die österreichische Fußballnationalmannschaft (1913–1937); in diese Periode fällt mit dem Wunderteam das Wirken der erfolgreichsten Mannschaft in der Geschichte der Nationalelf.
- Humboldtgasse (Favoriten), 1864 nach dem deutschen Naturforscher Alexander von Humboldt (1769–1859) benannt; seine Forschungsreisen führten ihn nach Lateinamerika, in die USA sowie nach Zentralasien. Wissenschaftliche Feldforschung betrieb er persönlich unter anderem in den Bereichen Physik, Chemie, Geologie, Mineralogie, Vulkanologie (Überwindung des Neptunismus), Botanik (Geobotanik), Vegetationsgeographie, Zoologie, Klimatologie (Isothermen), Ozeanographie und Astronomie, aber auch zu Fragen der Wirtschaftsgeographie, der Ethnologie und der Demographie. Die Benennung bezieht auch Alexander von Humboldts Bruder, den deutschen Gelehrten und Staatsmann Wilhelm von Humboldt (1767–1835), ein.[1]
- Humboldtplatz (Favoriten), 1864 nach dem deutschen Naturforscher Alexander von Humboldt benannt; siehe Humboldtgasse.[1]
- Huppgasse (Favoriten), 1906 benannt nach Anton Hupp (1827–1906); er vermachte sein ganzes Vermögen dem 10. Bezirk für wohltätige Zwecke. Die Gasse hieß bis 1906 Ghegagasse (siehe Ghegastraße im 3. Bezirk).

## I
- Ignaz-Pleyel-Gasse (Inzersdorf-Stadt, Siedlung „Wienerfeld West“), 1959 benannt nach dem Komponisten und Klavierfabrikanten Ignaz Josef Pleyel (1757–1831), Schüler von Joseph Haydn. Von 1795 an lebte er in Paris, wo er eine Musikalienhandlung und später daneben die noch heute unter dem Namen Pleyel, Wolff u. Komp. bestehende Klavierfabrik gründete. Pleyel hinterließ zahlreiche Kompositionen, zumeist Instrumentalwerke, die zeitweise an Beliebtheit selbst mit Haydn wetteifern konnten, jedoch noch zu Lebzeiten ihres Autors in Vergessenheit gerieten.
- Indigoweg (Rothneusiedl), 1953 benannt nach der Operette Indigo und die 40 Räuber von Johann Strauss Sohn, die 1871 im Theater an der Wien uraufgeführt wurde. Das Libretto von Maximilian Steiner basiert auf dem Märchen Ali Baba und die vierzig Räuber aus der Sammlung Tausendundeine Nacht. Mit diesem Bühnenstück begann die „klassische Zeit“ der Wiener Operette. Siehe auch die Johann-Strauß-Gasse im 4. Bezirk Wieden.
- Innovationsstraße (Inzersdorf-Stadt), 2006 benannt nach dem hier neu entstehenden Technologiestandort.
- Inzersdorfer Straße (Favoriten, Inzersdorf-Stadt), 1875 benannt nach der ehemals eigenständigen Gemeinde Inzersdorf, die zwischen den Jahren 1120 und 1125 erstmals als Imicinesdorf bzw. Ymizinisdorf urkundlich erwähnt wurde. 1938 wurde Inzersdorf zu Wien eingemeindet. Der südliche Teil mit dem alten Ortskern gehört seit 1954 zum 23. Bezirk, Liesing; der nördliche Teil, Inzersdorf-Stadt, gehört zu Favoriten. Ein Teil der Straße hieß bis 1894 Kühberggasse.

## J

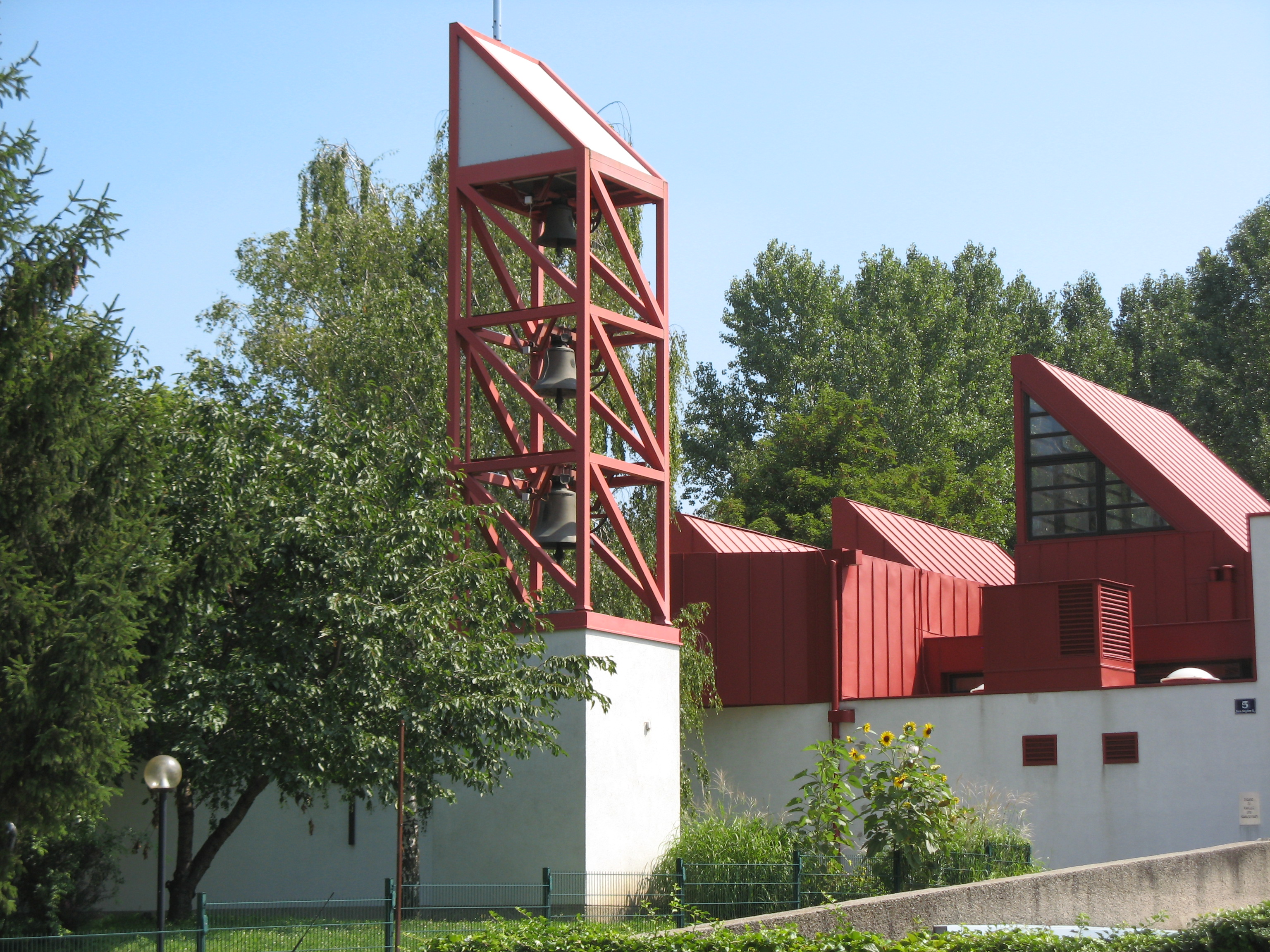
Pfarrkirche St. Paul in der Jura-Soyfer-Gasse

- Jagdgasse (Favoriten), 1862 benannt nach den bis um 1850 hier auf dem Hasenfeld abgehaltenen Hasenjagden; siehe auch die kreuzende Hasengasse.
- Jarlweg (Inzersdorf-Stadt, Siedlung „Wienerfeld West“), 1959 benannt nach dem Bildhauer Otto Jarl (1856–1915); er war der Schwiegersohn von Friedrich von Schmidt (siehe den Friedrich-Schmidt-Platz im 1. Bezirk, Innere Stadt) und war vor allem als Schöpfer von Tierplastiken anerkannt.[21] Eines seiner bekanntesten Werke war ein sitzender Löwe als Denkmal für Major Hackher, den Verteidiger des Grazer Schlossbergs gegen die französische Belagerung 1809.
- Jenny-Lind-Gasse (Inzersdorf-Stadt, Oberlaa, Per-Albin-Hansson-Siedlung West), 1951 benannt nach der schwedischen Opernsängerin Jenny Lind (1820–1887); wegen ihrer kometenhaften, kontinentübergreifenden Karriere ging sie als „die schwedische Nachtigall“ in die Musikgeschichte ein. Sie spendete große Teile ihres Vermögens; daher tragen noch heute Einrichtungen, v. a. in Großbritannien, den USA und Schweden, ihren Namen. Eine Insel vor der Küste von Neuengland ist ebenso nach ihr benannt wie eine Insel im Inuit-Territorium Nunavut im Norden von Kanada. Das erste Opernhaus San Franciscos wurde Jenny Lind Opera House benannt.
- Johann-Friedl-Gasse (Oberlaa), benannt (Datum unbekannt, vor 1874) nach Johann Friedl (1822–1892), Oberlehrer in Oberlaa.
- Johannitergasse (Favoriten), 1864[22] benannt nach der Wiener Niederlassung („Kommende“) des Johanniterordens (heute Malteserorden), der in dieser Gegend Grundbesitz hatte. In östlicher Verlängerung der nur einen Häuserblock langen Gasse besteht mit dem Namen Am Hauptbahnhof der südliche Vorplatz des 2015 fertiggestellten Wiener Hauptbahnhofs.
- Johann-Pölzer-Gasse (Oberlaa, Per-Albin-Hansson-Siedlung Ost), 1968 benannt nach dem Gewerkschafter und Politiker Johann Pölzer jun. (1903–1964), Vorsitzender der Gewerkschaft der Gemeindebediensteten (1951–1963), Abgeordneter zum Wiener Gemeinderat (1949–1953), Abgeordneter zum Nationalrat (1953–1963). Ein Studentenwohnheim in der Burghardtgasse im 20. Bezirk ist ebenfalls nach ihm benannt. Nach seinem Vater, dem Politiker Johann Pölzer sen., ist in Favoriten der Pölzerhof benannt.
- Josef-Enslein-Platz (Inzersdorf-Stadt, Siedlung „Wienerfeld Ost“), 1953 benannt nach dem Pädagogen und Politiker Josef Enslein (1870–1952); er gehörte mit Otto Glöckel und Ludo Hartmann zu den Gründern des Zentralvereins der Wiener Lehrerschaft und des Vereins Freie Schule – Kinderfreunde. Er erprobte neue Unterrichtsmethoden und leistete Pionierarbeit für die später verwirklichte Schulreform Glöckels. Enslein war Obmann der Wiener Lehrerschaft, Vizepräsident des Verbandes der städtischen Angestellten und gehörte dem Stadtschulrat für Wien an. Siehe auch den Otto-Glöckel-Weg im 22. Bezirk Donaustadt und den Ludo-Hartmann-Platz im 16. Bezirk Ottakring.
- Josef-Deutsch-Straße (Favoriten, Neues Landgut), 2022 benannt nach dem Politiker Josef Deutsch (1925–2016), Wiener Gemeinderat (1964–1977, SPÖ), Bezirksvorsteher von Favoriten (1977–1984).
- Jungbauerweg (Inzersdorf-Stadt), 1989 benannt nach dem Geistlichen Raimund Jungbauer (1876–1942); er war Pfarrer der Kirche St. Johann Evangelist auf dem Keplerplatz und erwarb sich Verdienste um deren Ausgestaltung. Jungbauer war Diözesanpräses der katholischen Männervereine, gründete den ersten katholischen Männerverein in Wien sowie das Knabenasyl St. Antonius, war Vizepräsident des Hilfswerks der Schulbrüder, Mitglied des Stadtschulrats und Mitglied der christlichsozialen Parteileitung.
- Jura-Soyfer-Gasse (Oberlaa, Per-Albin-Hansson-Siedlung Ost), 1968 benannt nach dem jüdischen Schriftsteller Jura Soyfer (1912–1939); er zählte zu den bedeutendsten politischen Schriftstellern Österreichs in den 1930er Jahren. Soyfer publizierte in der sozialdemokratischen „Arbeiter-Zeitung“ sowie in mehreren Zeitschriften und verfasste nach dem Bürgerkrieg 1934 insgesamt fünf Theaterstücke und drei erhaltene Szenen. Er gehört zu den wenigen österreichischen Autoren, die in mehr als 30 Sprachen übersetzt wurden. Soyfer starb im KZ Buchenwald.

## K

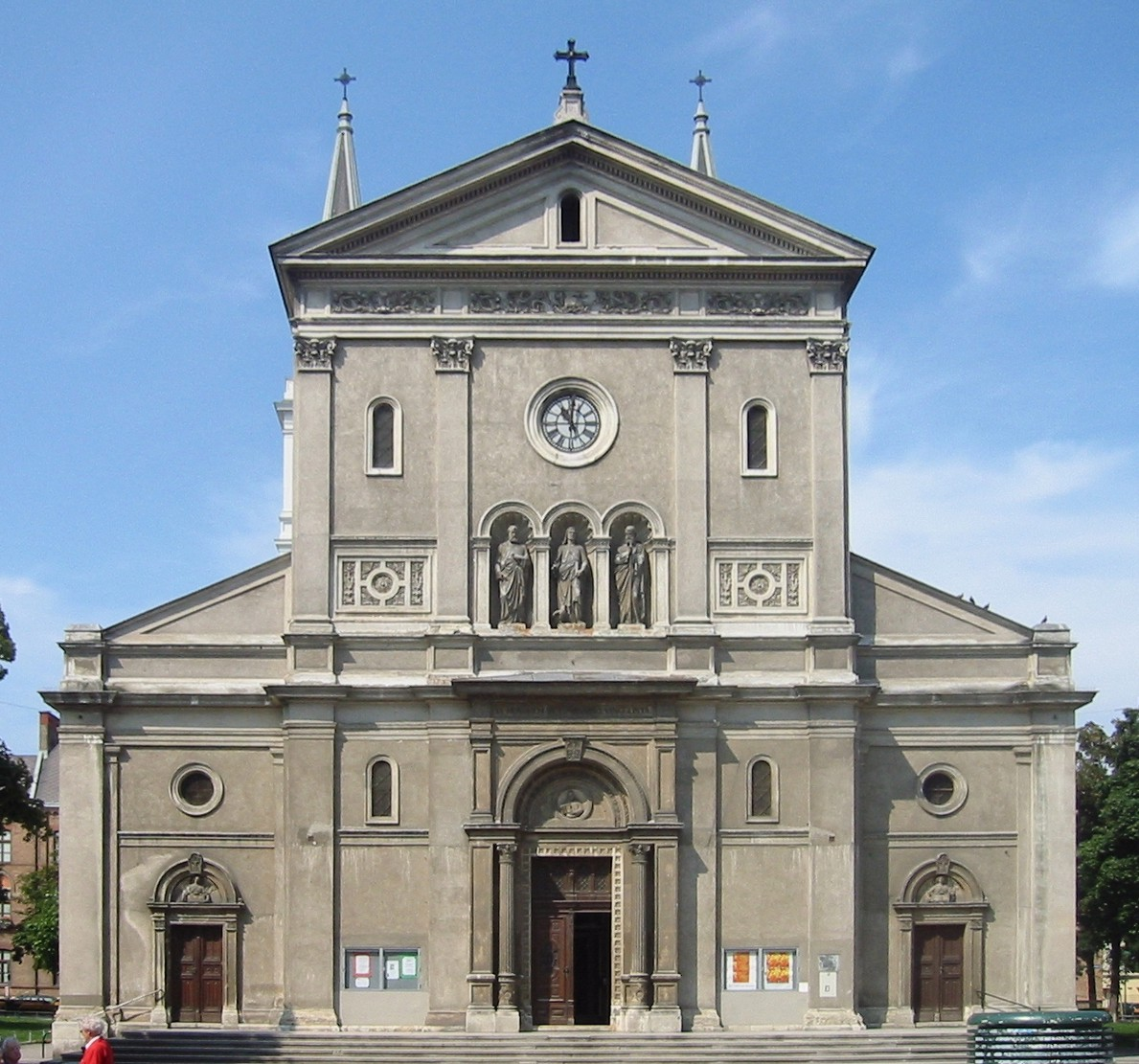
Pfarrkirche am Keplerplatz

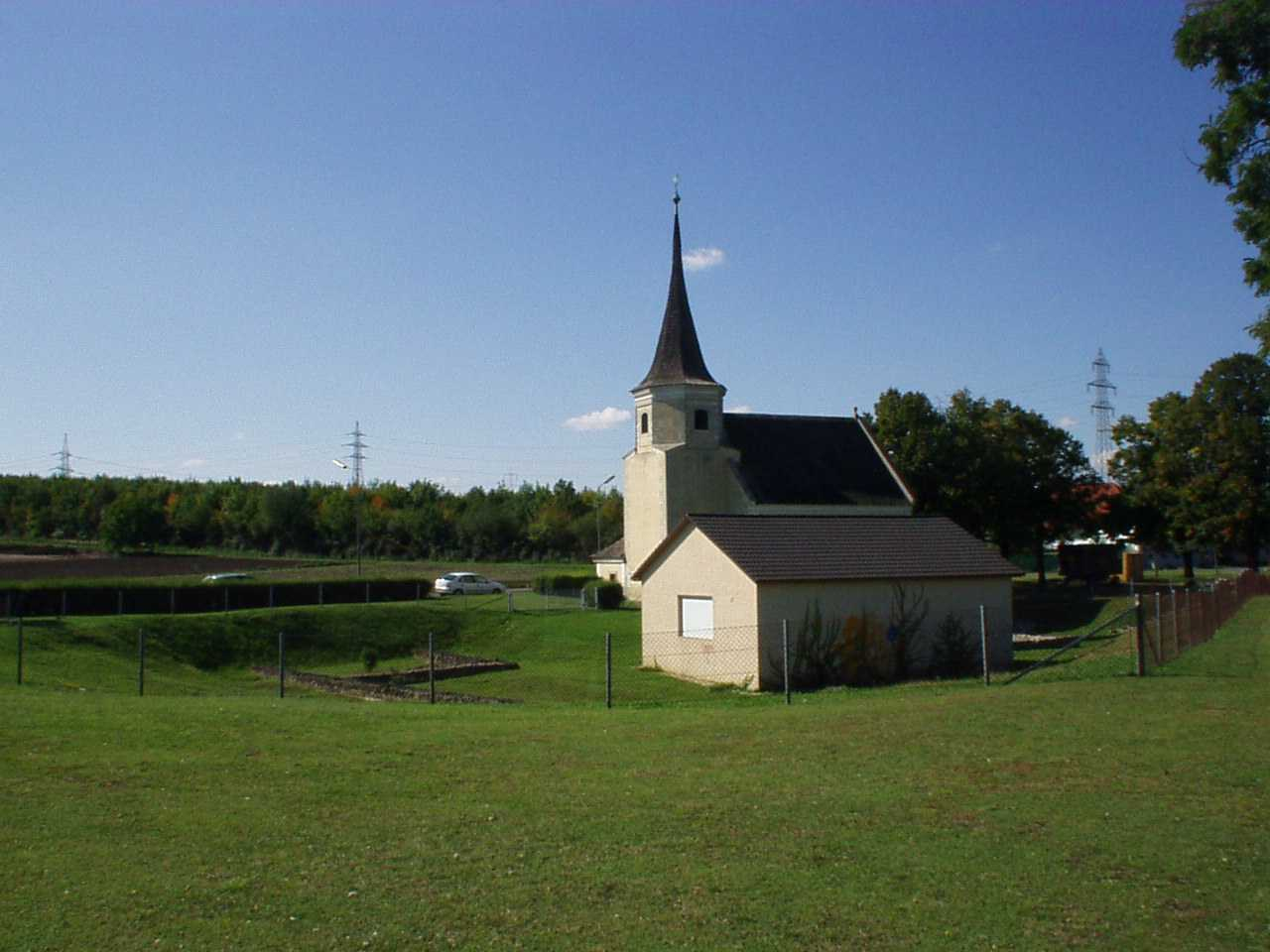
Johanneskirche in Unterlaa, Klederinger Straße

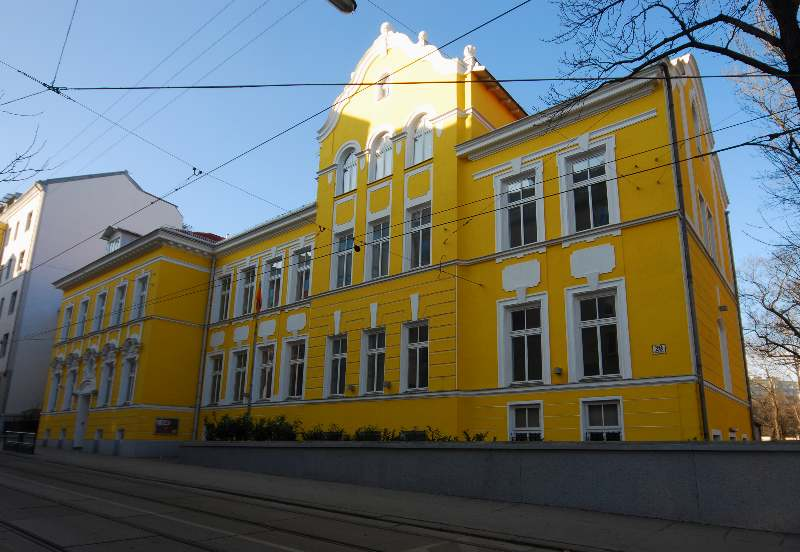
Ehem. Kaiserin Elisabeth-Wöchnerinnenheim, Knöllgasse

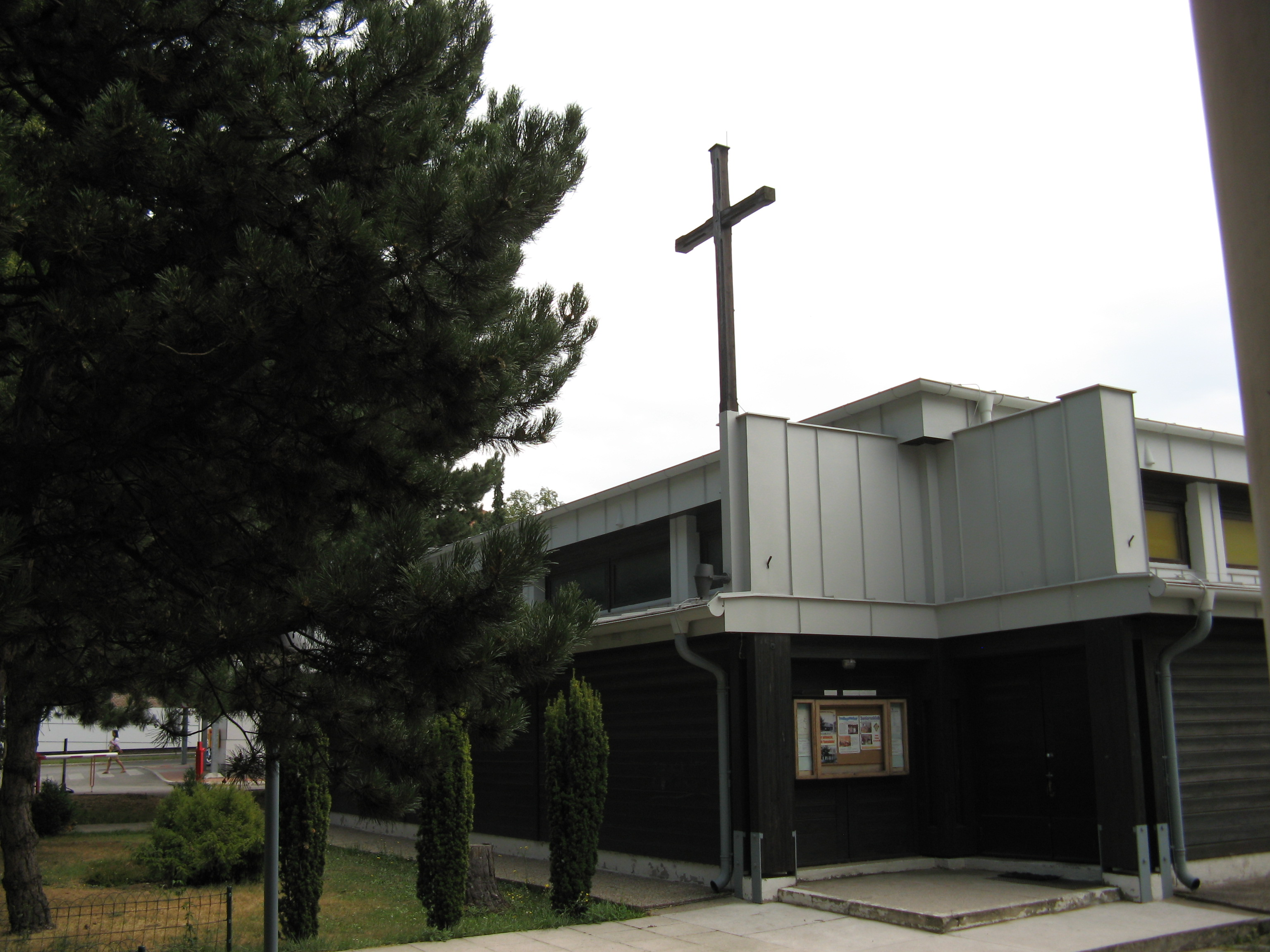
Katharina-von-Siena-Kirche, Kundratstraße

- Kaistraße (Oberlaa), benannt (Datum unbekannt) nach ihrer Lage als Promenade entlang des linken Ufers des Liesingbachs. Als Kai (im 17. Jahrhundert aus niederländisch kaai von französisch quai entlehnt) bezeichnet man einen durch Mauern befestigten Uferdamm. Siehe auch Untere Kaistraße.
- Karl-Diener-Gasse (Oberlaa), 1932 benannt nach dem Geologen, Paläontologen und Alpinisten Karl Diener (1862–1928), Professor für Geographie (ab 1886), Geologie (ab 1893) und Paläontologie (ab 1903) an der Universität Wien, 1922–1923 deren Rektor. Sein Hauptarbeitsgebiet war die Erforschung der Alpen nach stratigraphischen, faunistischen und geologischen Gesichtspunkten. Im Historikerbericht Straßennamen Wiens seit 1860 als „Politische Erinnerungsorte“ aus dem Jahr 2013 ist die Straße Gruppe C (demokratiepolitisch relevante biographische Lücken) zugeordnet[7]
- Karl-Merkatz-Gasse (Favoriten, Neues Landgut), 2023 nach dem Schauspieler Karl Merkatz (1930–2022). Er wurde vor allem durch die Darstellung des Edmund Sackbauer (Mundl) in der Fernsehserie Ein echter Wiener geht nicht unter österreichweit bekannt, auch in den Filmen der Reihe Der Bockerer spielte er die Hauptrolle. Darüber hinaus hatte er zahlreiche Theaterrollen.
- Karl-Popper-Straße (Favoriten, Quartier Belvedere), 2010 benannt nach dem Philosophen Sir Karl Popper (1902–1994); mit seinen Arbeiten zu Erkenntnistheorie und Wissenschaftstheorie, zur Sozialphilosophie und Geschichtsphilosophie sowie zur politischen Philosophie begründete er den kritischen Rationalismus.
- Karl-Schwanzer-Gasse (Inzersdorf-Stadt), 2008 benannt nach dem Architekten Karl Schwanzer (1918–1975), Professor an der Technischen Hochschule (ab 1959). Er erbaute den Österreich-Pavillon auf der Weltausstellung Brüssel 1958, der anschließend in Wien aufgestellt und als Museum moderner Kunst (20er Haus) Verwendung fand. International bekannt wurde er vor allem durch das BMW-Verwaltungsgebäude und das BMW-Museum in München.
- Karmarschgasse (Favoriten, Inzersdorf-Stadt), 1894 benannt nach dem deutschen Technologen Karl Karmarsch (1803–1879), Direktor der Höheren Gewerbeschule in Hannover, die er zur Polytechnischen Schule (1847) und Technischen Hochschule (1879) ausbaute. Karmarsch gehörte zu den Begründern der wissenschaftlichen mechanischen Technologie, der es um die Verbindung der exakten Wissenschaften mit ihrer technischen Anwendung geht. Die Gasse hieß vorher Altmüttergasse nach dem Technologen Georg Altmütter, Lehrer und Vorgesetzter von Karl Karmarsch während dessen Studienzeit in Wien.
- Karplusgasse (Favoriten), 1956 benannt nach dem Neurophysiologen und Psychiater Johann Paul Karplus (1866–1936); er beschäftigte sich hauptsächlich mit der Erforschung der Zentren des Zentralnervensystems, den sensorischen Bahnen und der Schweißsekretion. Er beschrieb das Sympathikuszentrum an der Basis des Zwischenhirns. Seine Methode der Freilegung beider Großhirnhemisphären wird zum Teil heute noch angewandt.
- Kästenbaumgasse (Oberlaa), 1956 benannt nach dem historischen Riednamen Kästenbaum. Die Gasse hieß davor Bahnstraße.
- Katharinengasse (Favoriten), benannt (Datum unbekannt, spätestens 1862) wohl nach einer Frau namens Katharina; die Identität dieser Person ist jedoch unbekannt.[1]
- Käthe-Odwody-Gasse (Oberlaa), 2004 benannt nach der Arbeiterin Käthe Odwody (1901–1943); sie war ab 1924 Hilfsarbeiterin in der Ankerbrot-Fabrik und bis 1934 dort Betriebsrätin. Während der NS-Zeit engagierte sie sich im Widerstand gegen den Nationalsozialismus und wurde 1940 Mitglied der KPÖ-Bezirksleitung für den 10. Bezirk. Sie wurde 1941 von der Gestapo verhaftet und 1943 hingerichtet.[23] Gasse im Siedlungs- und Wohngebiet Monte Laa.
- Keldorfergasse (Inzersdorf-Stadt, Siedlung „Wienerfeld-West“), 1959 benannt nach dem Chordirigenten und Komponisten Viktor Keldorfer (1873–1959); er war 1902–1921 Direktor des Wiener Männergesang-Vereins und ab 1910 auch dessen Chormeister. Beim Wiener Schubertbund war er 1922–1938 und 1945–1952 Chormeister; von 1938 bis 1945 hatte er Arbeitsverbot.
- Kempelengasse (Favoriten), umbenannt 1935 nach dem Universalgelehrten, Erfinder, Architekten, Schriftsteller und Staatsbeamten Wolfgang von Kempelen (1734–1804); europaweite Bekanntheit erlangte er durch die Konstruktion seines Schachtürken, eines Schach- oder Trickautomaten, in dem ein in dem Gerät verborgener menschlicher Schachspieler mit Hilfe einer kunstreichen Mechanik die Schachzüge einer türkisch gekleideten Puppe steuerte. Der frühere Name Thavonatgasse wurde anlässlich des Jubiläums des Allgemeinen Krankenhauses auf die frühere Krankenhausgasse im neunten Bezirk übertragen.[24] Die im Kretaviertel gelegene Kempelengasse ist Schauplatz von Hans Weinhengsts Roman Turmstraße 4.
- Kennergasse (Favoriten), 1925 benannt nach dem klassischen Archäologen Friedrich von Kenner (1834–1922), ab 1854 Mitarbeiter im k.k. Münz- und Antikenkabinett, 1883–1899 dessen Leiter. Sein Fachgebiet war die römische Numismatik und die Bodenforschung im Gebiet von Wien und Niederösterreich. Er arbeitete dabei eng mit Josef Hilarius Nowalski de Lilia zusammen; siehe die Nowalskigasse im 11. Bezirk Simmering.
- Keplergasse (Favoriten), 1862 benannt nach dem deutschen Naturphilosophen, Theologen, Mathematiker, Astronom, Astrologen und Optiker Johannes Kepler (1571–1630); er entdeckte die Gesetze der Planetenbewegung, die nach ihm Keplersche Gesetze genannt werden. In der Mathematik wurde ein numerisches Verfahren zur Berechnung von Integralen nach ihm Keplersche Fassregel benannt. Auch machte er die Optik zum Gegenstand wissenschaftlicher Untersuchung und half, die mit dem Teleskop gemachten Entdeckungen seines Zeitgenossen Galileo Galilei zu beweisen. Siehe auch Planetengase.
- Keplerplatz (Favoriten), 1871 benannt nach dem deutschen Astronomen Johannes Kepler; siehe Keplergasse. Seit 1978: U-Bahn-Station Keplerplatz.
- Kerschbaumgasse (Favoriten), 2002 benannt nach dem Polizisten Karl Kerschbaum (1953–1984); der Revierinspektor wurde in einem Favoritner Lokal bei einer Amtshandlung von einem Täter durch einen Pistolenschuss getötet.[25]
- Kiesewettergasse (Favoriten), 1887 benannt nach dem Musikwissenschaftler Raphael Georg Kiesewetter (1773–1850), Beamter in der Kriegskanzlei (ab 1794) und im Hofkriegsrat (ab 1801). Er betätigte sich als Musikhistoriker und verfasste zahlreiche wissenschaftliche Werke zur Musik Europas und des vorderen Orients.
- Kirchengasse (Oberlaa), benannt (Datum unbekannt) nach der Pfarrkirche Oberlaa, die 1744–1746 von Mathias Gerl im Barockstil erbaut wurde.
- Kirsteweg (Unterlaa), 1970 benannt nach dem Flugtechniker Leo Kirste (1892–1965); er war Flugzeugkonstrukteur bei den Firmen Breguet in London Willesden, Rumpler in Berlin Johannisthal, Phönix Flugzeugwerke in Wien und den Blériot-Werken in Paris Suresnes. 1937–1938 und ab 1945 war Kirste Professor für Luftfahrt bzw. Leichtbau an der Technischen Hochschule Wien, 1947–1948 deren Rektor.[26]
- Kittelsengasse (Inzersdorf-Stadt, Siedlung „Wienerfeld Ost“), 1955 benannt nach dem norwegischen Maler Theodor Kittelsen (1857–1914); er wurde zum einen durch seine Naturdarstellungen und zum anderen durch seine Illustrationen von Märchen und Sagen, besonders von Trollen, bekannt. Als nationaler Künstler wird er zwar in Norwegen geschätzt, hat jedoch international wenig Beachtung gefunden. So ist sein Name in kaum einem Malereilexikon verzeichnet.
- Kiurinagasse (Inzersdorf-Stadt, Siedlung „Wienerfeld West“), 1959 benannt nach der Opernsängerin Berta Kiurina (1888–1933); sie wurde von Gustav Mahler entdeckt und sang 1905–1921 und 1926–1927 an der Wiener Staatsoper. Ab 1931 war sie als Lehrerin an der Musikakademie tätig.[27]
- Klasterskygasse (Inzersdorf-Stadt), 1971 benannt nach Wilhelm Klastersky (1880–1961), ab 1920 Mitarbeiter in den Kanzleien der Bundespräsidenten Michael Hainisch und Wilhelm Miklas, 1934–1938 als Kabinettsdirektor, 1945–1953 Kabinettsdirektor der Bundespräsidenten Karl Renner und Theodor Körner. Daneben wirkte er ab 1920 im Verein für Geschichte der Stadt Wien als Vorstandsmitglied, 1951–1961 als Präsident.
- Klausenburger Straße (Favoriten), 1914 benannt nach der Stadt Klausenburg, rumänisch Cluj-Napoca, im damals ungarischen, seit 1918 rumänischen Siebenbürgen.
- Klederinger Straße (Unterlaa), 1956 benannt nach dem benachbarten niederösterreichischen Ort Kledering, der 1938–1954 zu Groß-Wien gehörte und seit 1954 Stadtteil von Schwechat ist. Die Straße hieß davor Hauptstraße
- Klemens-Dorn-Gasse (Oberlaa), 1960 benannt nach dem Lehrer Klemens Dorn (1874–1948), Volksschullehrer und Schuldirektor in Favoriten. Er betätigte sich als Heimatforscher, gründete 1936 den Verein „Favoritner Heimatmuseum“ und damit das Bezirksmuseum Favoriten und publizierte einige Schriften zur Bezirksgeschichte.
- Knöllgasse (Favoriten, Inzersdorf-Stadt), 1893 benannt nach dem Unternehmer Johann Heinrich Knöll (1806–1891), Inhaber einer Fleischselcherei und einer Seifensiederei. Er betätigte sich als Wohltäter; u. a. stellte er sein Privathaus in der Favoritenstraße 96 für die erste Volksschule auf dem Gebiet des späteren Favoriten zur Verfügung. Von 1884 bis 1887 war er Bezirksvorsteher von Favoriten als Nachfolger von Johann Heinrich Steudel; siehe die Steudelgasse.
- Köglergasse (Favoriten), 1956 benannt nach Karl Kögler (1855–1935), dem ersten Direktor der Arbeiter-Unfallversicherungsanstalt für Wien und Niederösterreich.
- Koliskogasse (Oberlaa, Siedlung „Südost“), 1929 benannt nach dem Pathologen und Gerichtsmediziner Alexander Kolisko (1857–1918), Professor für gerichtliche bzw. pathologische Medizin an der Universität Wien. Sein medizinisches Interesse galt vor allem der Pathologie des plötzlichen Todes. 1916 erhielt er den Auftrag, den Leichnam Kaiser Franz Josephs I. zu konservieren.[28]
- Kolowratgasse (Oberlaa), 1975 benannt nach dem Filmpionier und Filmproduzenten Sascha Kolowrat-Krakowsky (1886–1927); er eröffnete 1913 die Sascha Filmindustrie im 20. Bezirk und begründete damit das österreichische Filmwesen. Er entdeckte zahlreiche Schauspieler für den Film, unter anderen Willi Forst und Marlene Dietrich. Höhepunkte seiner künstlerischen Arbeit waren die Produktionen von Monumentalstreifen der Stummfilmzeit auf dem Wiener Laaer Berg; siehe die Filmteichstraße.
- Kornauthgasse (Inzersdorf-Stadt), 1972 benannt nach dem Komponisten und Dirigenten Egon Kornauth (1891–1959); er war ein Musiker in spätromantischer Tradition. Ab 1945 war er Professor für Komposition an der Salzburger Musikakademie Mozarteum und 1946–1947 deren stellvertretender Direktor. Obwohl seine Werke zu seinen Lebzeiten oft aufgeführt wurden – er war einer der häufigst gespielten Komponisten seiner Zeit –, geriet er schon bald nach seinem Tod in weitgehende Vergessenheit.
- Kossmatplatz (Simmering), 1955 benannt nach dem Geologen, Mineralogen und Geophysiker Franz Kossmat (1871–1938), Professor der Mineralogie und Geologie an der Technischen Hochschule Graz. 1920 veröffentlichte er die erste Schwerekarte von Mitteleuropa. In der Geologie von Mittel- und Westeuropa spielt Kossmats Name heute noch eine wichtige Rolle, da die Unterteilung des Variskischen Gebirges auf ihn zurückgeht.
- Kreuzgasse (Oberlaa), Benennungsdatum und Benennungsgrund unbekannt. Die Gasse verbindet Liesingbachstraße und Scheunenstraße. Eine Gasse gleichen Namens befindet sich im 17. und 18. Bezirk.
- Kristgasse (Favoriten, Kleingartenanlage „Favoriten“), nicht amtlich benannt nach dem Geschäftsmann Johann Krist (1869–1935), Inhaber einer Parfümerie, Bezirksobmann der Christlichsozialen Partei in Favoriten. Nach den Bürgerkriegsereignissen im Februar 1934 war er kurzzeitig (von der Diktatur ernannter) Bezirksvorsteher von Favoriten (1934–1935) als Nachfolger von August Sigl; siehe die August-Sigl-Straße.
- Kronawettergasse (Oberlaa), 1924 benannt nach dem Politiker Ferdinand Kronawetter (1838–1913). Im Hauptberuf Magistratsbeamter, war er mehrmals und für verschiedene Parteien Abgeordneter zum Reichsrat und 1896–1902 Abgeordneter zum Niederösterreichischen Landtag. Er engagierte sich für die Menschenrechte, trat als Antiklerikaler für die Trennung von Staat und Kirche ein und trat gegen den Antisemitismus auf. Kronawetter wurde als das „Gewissen des Abgeordnetenhauses“ bezeichnet. Der Gemeindebau Dr.-Kronawetter-Hof in der Josefstadt ist ebenfalls nach ihm benannt.
- Kudlichgasse (Favoriten), 1872[14] benannt nach dem Arzt und Politiker Hans Kudlich; er beteiligte sich aktiv an der Revolution 1848. Als jüngstes Mitglied des österreichischen Reichstages stellte er den Antrag auf Aufhebung der bäuerlichen Untertänigkeitsverhältnisse samt allen daraus entsprungenen Rechten und Pflichten wie Robot und Zehent. Der Antrag wurde beschlossen und trat in Kraft; Kudlich ging dadurch als „Bauernbefreier“ in die österreichische Geschichte ein.
- Kundratstraße (Favoriten), 1897 benannt nach dem Mediziner Johann Kundrat (1845–1893); er war ein bedeutender Pathologe der Wiener Medizinischen Schule. In der Nachfolge Rokitanskys korrelierte er morphologische Veränderungen bei Obduktionen mit den klinischen Krankheitssymptomen der Patienten. 1893 beschrieb er das Krankheitsbild der Lymphosarkomatose, die in der medizinischen Nomenklatur seinen Namen trägt. An der Kundratstraße befinden sich das Sozialmedizinische Zentrum Süd, besser bekannt als (Kaiser-)Franz-Josef-Spital, und (im 12. Bezirk) das Unfallkrankenhaus Meidling.
- Kurbadstraße (Oberlaa), 1972 benannt nach dem Kurbad Oberlaa (heute Therme Wien) beim Kurpark Oberlaa. Das schwefelhaltige Thermalwasser wurde im 18. Jahrhundert bei Brunnenarbeiten entdeckt, die Thermalquelle selbst im Jahr 1934 bei Ölbohrungen. 1969 wurde der (provisorische) Kurbetrieb aufgenommen und 1974 – in Zusammenhang mit der internationalen Gartenschau – das Kurzentrum errichtet.
- Kurt-Tichy-Gasse (Oberlaa), 2004 benannt nach dem Unternehmer Kurt Tichy (1925–1999), Speiseeiserzeuger. Er gründete 1955 den bis heute bestehenden Eissalon Tichy am Reumannplatz. 1967 erfand er seine bekannteste Kreation, die Eismarillenknödel, durch die er in Wien schlagartig bekannt wurde.

## L

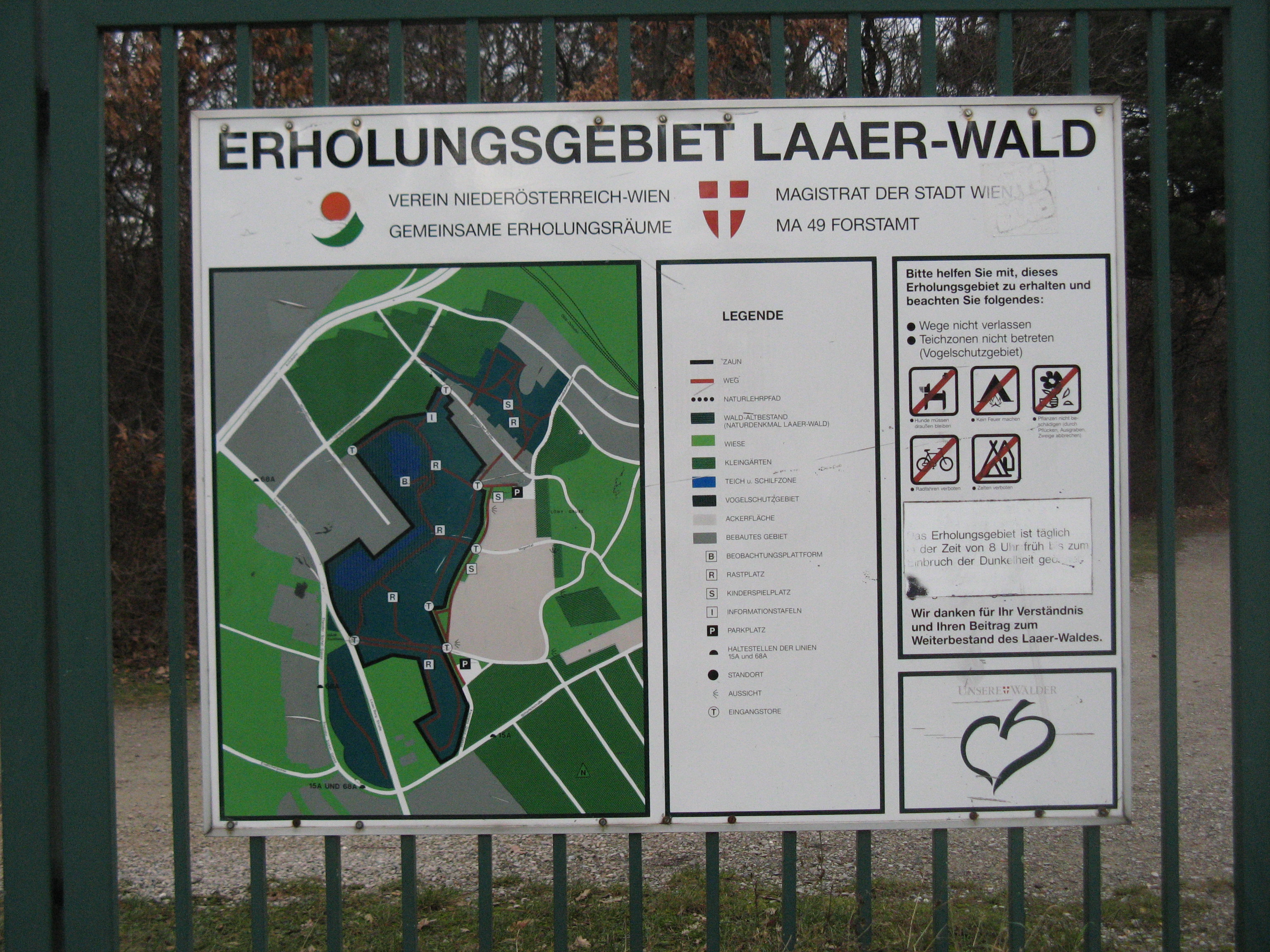
Eingang zum Erholungsgebiet Laaer Wald von der Laaer-Berg-Straße aus

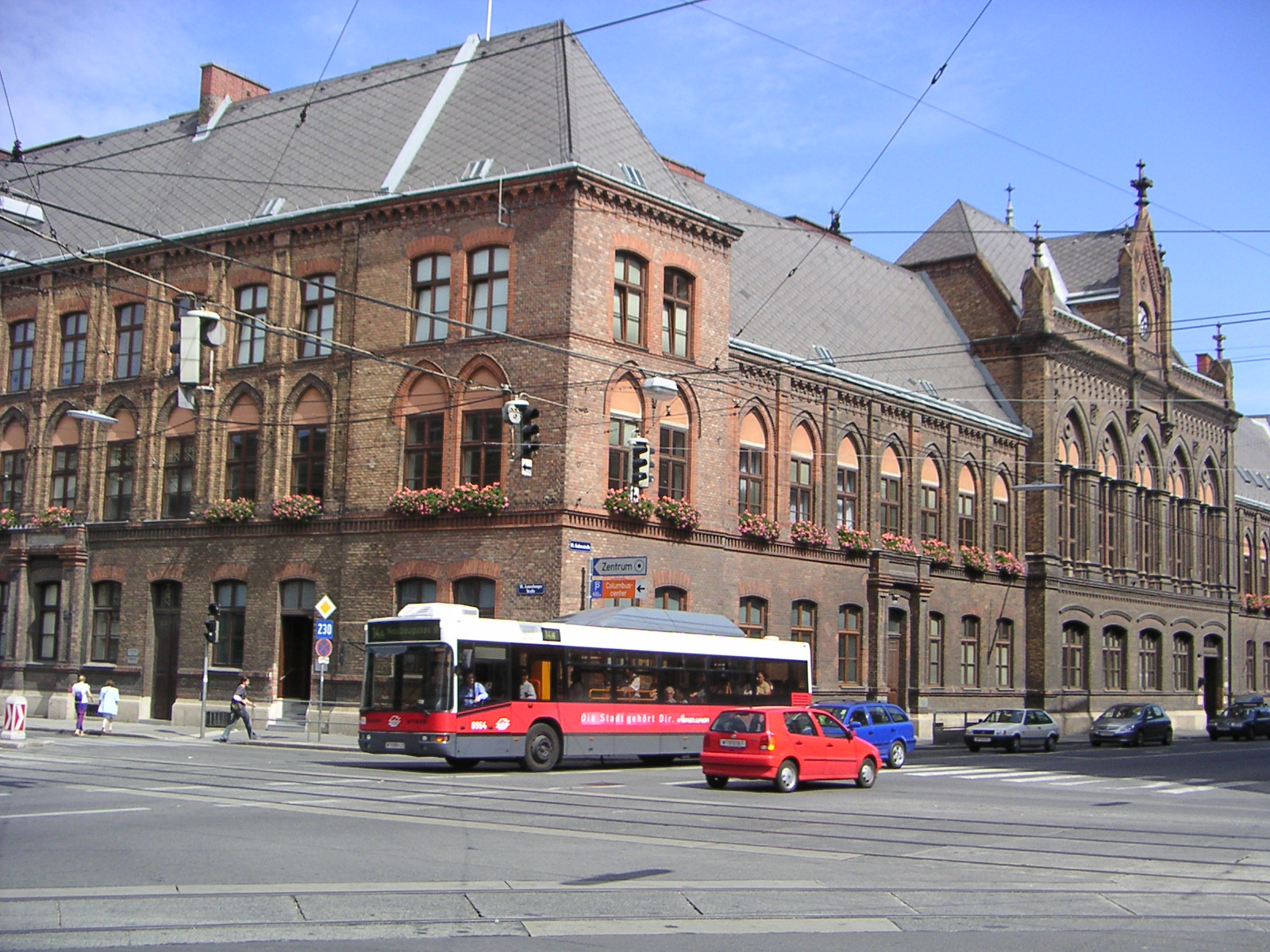
Magistratisches Bezirksamt Ecke Laxenburger Straße 43–47 (links) / Gudrunstraße 128–130 (rechts)

- Laaer-Berg-Straße (Favoriten, Oberlaa), 1956 benannt nach dem 256 m hohen Laaer Berg. Der nördliche Teil des Hügels ist durch das Landschaftsschutzgebiet Laaer Wald und das Siedlungs- und Wohngebiet Monte Laa geprägt; im Westen finden sich das Franz-Horr-Stadion und das Laaerbergbad. Auf dem Südhang nehmen die Per-Albin-Hansson-Siedlung Ost und der große Kurpark Oberlaa den meisten Raum ein. Am südlichen Fuß finden sich am Liesingbach die beiden Orte Oberlaa und Unterlaa, nach denen der Laaer Berg benannt ist und auch die Straße früher benannt war: Sie hieß aus Wiener Sicht Laaer Straße, in den Orten Wiener Straße.
- Laaer Wald (Oberlaa, Simmering), 1990 benannt nach dem Waldgebiet Laaer Wald am Laaer Berg. Die Kuppe des Laaer Berges war ursprünglich locker mit Flaumeichen-Mischwäldern bestanden, die seit dem späten 17. und dem 18. Jahrhundert zunehmend gerodet wurden, um Ziegeleien Platz zu machen. 1956–1970 wurden hier über 270.000 Bäume und Sträucher neu aufgeforstet und Wanderwege angelegt; seit 1982 steht der Laaer Wald der Bevölkerung als Erholungsgebiet zur Verfügung.
- Laaer-Wald-Straße (Simmering), 1920 benannt nach dem Laaer Wald; siehe Laaer Wald.
- Laimäckergasse (Favoriten), 1875 benannt nach dem Flurnamen Laimäcker, der auf lehmigen Ackerboden hinweist. Siehe auch Lehmgasse.
- Landgutgasse (Favoriten), 1866 benannt nach dem Alten Landgut. Diese frühere Ziegelei wurde in der Folge für kurze Zeit zu einem sehr bekannten Vergnügungsetablissement (Casino im Landgut, 1834–1844), später teils als Gasthaus (Gasthof zum Landgut, 1844–1851), teils als Fabrik genutzt, bevor die Gebäude abgerissen wurden. Es befand sich an der damaligen Himberger Straße, der heutigen Favoritenstraße, zwischen Reumannplatz und Troststraße und ist nicht mit der heutigen Verkehrsfläche Altes Landgut (= Verteilerkreis Favoriten) identisch. Siehe auch Neues Landgut.
- Langsulzgasse (Oberlaa), 1957 benannt nach dem historischen Flurnamen Lange Sulz. Die Gasse hieß davor Sportweg. Ein Teil der Gasse wurde 1981 als Wiesenthalgasse abgetrennt.
- Laplacegasse (Inzersdorf-Stadt), 1955 benannt nach dem französischen Mathematiker und Astronomen Pierre-Simon Laplace (1749–1827); sein größtes wissenschaftliches Werk liegt auf dem Gebiet der Astronomie. In seinem Hauptwerk Traité de Mécanique Céleste (Abhandlung über die Himmelsmechanik, 5 Bde., 1799–1823) gab er einen Überblick über alle seit Isaac Newton gewonnenen Erkenntnisse sowie über seine eigenen Forschungen und erwies sich als Vollender Newtons. Nach ihm sind auf dem Mond verschiedene Oberflächenstrukturen benannt worden, z. B. das Promontorium Laplace und auch ein Mondkrater.[29] Der Asteroid 4628 Laplace ist ebenfalls nach ihm benannt.[30]
- Laubenweg (Inzersdorf-Stadt, Kleingartenanlage „Weichselgarten“), nicht amtliche Bezeichnung, wohl nach der Gartenlaube, die im Kleingarten zum vorübergehenden Aufenthalt, aber nicht zum dauerhaften Wohnen errichtet ist.
- Laubeplatz (Favoriten), 1891 benannt nach dem deutschen Schriftsteller und Theaterleiter Heinrich Laube; er war im Vormärz Wortführer der literarisch-politischen Bewegung Junges Deutschland und 1848 Abgeordneter der Frankfurter Nationalversammlung. 1849–1867 war er Direktor des Wiener Burgtheaters; 1872–1874 und 1875–1880 leitete er das von ihm gegründete Wiener Stadttheater. Er veröffentlichte die erste Grillparzer-Ausgabe (1873) und verfasste eine Grillparzer-Biographie (1884).
- Laxenburger Straße (Favoriten, Inzersdorf-Stadt), 1892 benannt nach der 1703 errichteten Verbindung zwischen Wien und dem Schloss Laxenburg. Die Straße hieß 1946–1956 Tolbuchinstraße (der Name Laxenburger Straße war bis 1894 auch für die Altmannsdorfer Straße im 12. und im heutigen 23. Bezirk in Gebrauch).
- Lecherweg (Oberlaa, „Heimkehrersiedlung“), 1960 benannt nach dem Physiker Ernst Lecher (1856–1926), Professor für Physik in Innsbruck (1891–1895), Prag (1895–1909) und Wien (1909–1925). Er erfand 1889 eine Anordnung zur exakten Messung der Wellenlänge und Frequenz elektrischer Wellen, die später nach ihm benannte Lecher-Leitung. Diese Vorrichtung zur wird heute noch zur Untersuchung von stehenden Wellen in einer Übertragungsleitung verwendet.
- Leebgasse (Favoriten, Inzersdorf-Stadt), 1875[2] benannt nach dem Beamten und Bürgermeister Anton Josef Leeb (1769–1837), Magistratssekretär der Stadt Wien (ab 1793), Magistratsrat (ab 1799), Mitglied der landesfürstlichen Militär- und Zivilkommission. Von 1835 bis zu seinem Tod 1837 war Leeb Bürgermeister von Wien. In seiner Amtszeit wurde mit dem Bau der Kaiser-Ferdinands-Wasserleitung begonnen. Die Gasse hieß zuvor Richardgasse.
- Lehmgasse (Favoriten), 1864 benannt nach den lehmigen Böden am Wienerberg, die von der Römerzeit bis in die 1960er-Jahre zur Ziegelherstellung genutzt wurden. Hier befand sich 1908–1972 die südliche Endstation der Straßenbahnlinie 67. Siehe auch Laimäckergasse.[1]
- Leibnizgasse (Favoriten, Inzersdorf-Stadt), 1871 benannt nach dem deutschen Philosophen, Wissenschaftler, Mathematiker, Diplomaten, Physiker, Historiker, Politiker, Bibliothekar, Juristen und Kirchenrechtler Gottfried Wilhelm Leibniz (1646–1716); er gilt als der universale Geist in der Zeit der frühen Aufklärung und war einer der bedeutendsten Philosophen des ausgehenden 17. und beginnenden 18. Jahrhunderts. Leibniz hielt sich 1688, 1690 und 1712–1714 in Wien auf.
- Leopoldsdorfer Straße (Oberlaa), benannt (Datum unbekannt) nach der niederösterreichischen Ortschaft Leopoldsdorf, in die sie führt. Benannt ist die Gemeinde nach Leopold II. (1747–1792), Erzherzog von Österreich, Kaiser des Heiligen Römischen Reiches (1790–1792), König von Böhmen, Kroatien und Ungarn.
- Libussagasse (Oberlaa), 1958 benannt nach der Titelfigur des Dramas Libussa von Franz Grillparzer, das 1848 uraufgeführt wurde. Libussa (tschechisch Libuše) ist die mythische Stammmutter der Přemysliden-Dynastie in Böhmen und wurde in der Christianslegende (992–994) erstmals erwähnt. Siehe auch die Herogasse, Medeagasse und Sapphogasse in Favoriten sowie die Grillparzerstraße im 1. Bezirk Innere Stadt. Von 1953 an wurde an der Gasse mit Hilfe der Gewerkschaft die Siedlung der Privatangestellten errichtet.
- Liesingbachstraße (Oberlaa, Rothneusiedl), 1953 benannt nach dem Liesingbach, an dessen Ufer die Straße verläuft. Die Liesing, ein 30 km langer Fluss, entspringt im niederösterreichischen Wienerwald, durchfließt dann die Stadt Wien, wo der Bach dem 23. Wiener Gemeindebezirk, Liesing, seinen Namen gibt, und mündet in Niederösterreich bei Schwechat in die Schwechat. Ihr Name leitet sich aus dem slawischen Lieznička ab und bedeutet Waldbach. Ein Teil der Straße hieß bis 1956 Bachstraße. Siehe auch Hintere Liesingbachstraße, Kaistraße und Untere Kaistraße.
- Lindkogelgasse (Inzersdorf-Stadt), 1964 benannt nach dem 834 Meter hohen Ausflugsberg Lindkogel westlich von Baden im Gemeindegebiet von Alland. Am Gipfel liegt das Schutzhaus Eisernes Tor des Österreichischen Touristenklubs mit dem 1856 erbauten Aussichtsturm Sina-Warte.
- Lippmanngasse (Oberlaa), 1932 benannt nach dem französischen Physiker Gabriel Lippmann (1845–1921), Professor für mathematische Physik (ab 1883) und für experimentelle Physik (ab 1886) an der Sorbonne. Er entwickelte unter anderem das auf der Interferenz beruhende und nach ihm benannte Lippmannverfahren der Farbfotografie, für das er 1908 den Nobelpreis für Physik erhielt.
- Löwyweg (Oberlaa), 1996 benannt nach dem Unternehmer Jacob Löwy (1859–1942); er war 1902–1918 Inhaber zweier Ziegelwerke in Oberlaa (heute der südliche Teil des Kurparks Oberlaa) sowie 1908–1939 Besitzer eines Ziegelwerks am östlichen Abhang des Laaer Berges (seit 1957 eine „Löwy-Grube“ genannte Mülldeponie).
- Ludwig-von-Höhnel-Gasse (Oberlaa), 1958 benannt nach dem Marineoffizier, Afrikaforscher und Geographen Ludwig von Höhnel (1857–1942); er war 1886–1889 geographischer Leiter einer Afrikaexpedition, bei der 1888 der Rudolfsee und der Stefaniesee entdeckt wurden. 1899 wurde er zum Flügeladjutanten von Kaiser Franz Joseph I. ernannt und erhielt mehrere Kommandos über österreichische Schiffe. Die Gasse zweigt beim Laaerbergbad vom Verteilerkreis Favoriten auf dem Altes Landgut benannten Platz ab.
- Lundgasse (Oberlaa, Per-Albin-Hansson-Siedlung West), 1951 benannt nach der südschwedischen Stadt Lund in der historischen Provinz Schonen. Die sogenannte „Studentenstadt“ (mehr als ein Drittel der Einwohner sind Studenten) ist die elftgrößte Stadt Schwedens und, nach Malmö und Helsingborg, die drittgrößte Stadt Schonens. Siehe auch Göteborggasse, Malmögasse, Stockholmer Platz und Upsalagasse.

## M

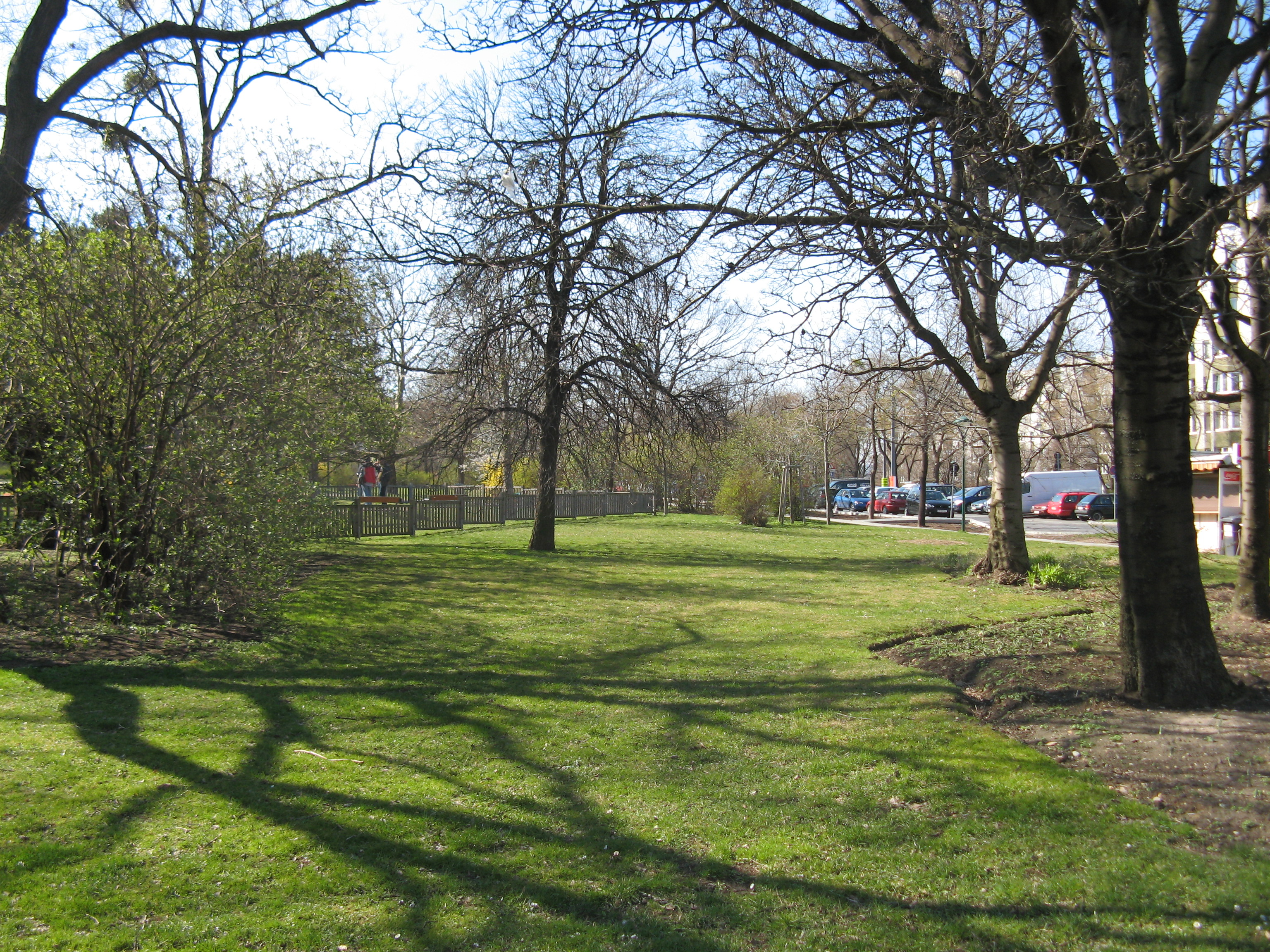
Martin-Luther-King-Park, Triester Straße / Kundratstraße

- Macholdastraße (Inzersdorf-Stadt, Siedlung „Wienerfeld Ost“), 1989 benannt nach Vinzenz Macholda (1898–1973), Präsident des Zentralverbandes der Kleingärtner, Siedler und Kleintierzüchter Österreichs. Die Straße war vorher Tel der Heuberggstättenstraße.
- Maiklgasse (Inzersdorf-Stadt, Siedlung „Wienerfeld West“), 1959 benannt nach dem Opernsänger Georg Maikl (1872–1951); er sang als lyrischer Tenor von 1904 bis zu seinem Tod 1951 an der k.k. Hofoper. Insgesamt beherrschte er 99 Rollen und war 3.062-mal auf der Wiener Bühne zu sehen; Richard Strauss bezeichnete ihn als das „pflichttreueste Mitglied des Hauses“.
- Maillygasse (Inzersdorf-Stadt, Siedlung „Wienerfeld West“), 1959 benannt nach dem Volkskundler Anton Mailly (1874–1950); im Hauptberuf Beamter im Handelsministerium, beschäftigte er sich autodidaktisch mit volkskundlichen und heimatkundlichen Themen, zu denen er zahlreiche Schriften verfasste.
- Malborghetgasse (Inzersdorf-Stadt), 1911 benannt zur Erinnerung an die Verteidigung der Festung von Malborghet im bis 1918 kärntnerischen Kanaltal (heute Italien) im Zuge des fünften Koalitionskriegs. Eine österreichische Einheit unter Hauptmann Friedrich Hensel verteidigte die Festung vier Tage lang gegen 15.000 anstürmende Franzosen unter Eugène de Beauharnais, bevor sie überrannt wurde. Von den 390 Österreichern wurden 350 getötet.[31] Durch den Zeitverlust konnte das französische Korps nicht mehr in die Schlacht bei Aspern eingreifen, was zum Sieg Erzherzog Karls beitrug.
- Malmögasse (Inzersdorf-Stadt, Per-Albin-Hansson-Siedlung West), 1951 benannt nach der schwedischen Stadt Malmö, nach Stockholm und Göteborg die drittgrößte Stadt des Landes. Siehe auch Göteborggasse, Lundgasse, Stockholmer Platz und Upsalagasse.
- Männertreugasse (Oberlaa), 1957 benannt nach der Pflanzenart Männertreu, auch Blaue Lobelie genannt, aus der Familie der Glockenblumengewächse (Campanulaceae); sie ist eine beliebte Zierpflanze für Gärten und Balkone. Die Gasse hieß davor Feldgasse.
- Mannhartgasse (Favoriten), 1862 benannt nach dem historischen Flurnamen Mannhart.
- Mannschildgasse (Oberlaa, „Heimkehrersiedlung“), 1957 in falscher Schreibweise benannt nach der Pflanzengattung Mannsschild aus der Familie der Primelgewächse (Primulaceae). Mannsschild-Arten sind in der Regel niedere Polster- oder Rasenpflanzen und eignen sich besonders gut für den Steingarten. Die Gasse hieß zuvor Simmeringer Gasse.
- Marconiweg (Oberlaa, „Heimkehrersiedlung“), 1960 benannt nach dem italienischen Physiker und Unternehmer Guglielmo Marconi (1874–1937); er gilt als Erfinder der Funktechnik. Die erste Funkverbindung gelang ihm 1896 mit einem Knallfunkensender über eine Entfernung von etwa 5 km. 1897 gründete er in London das Unternehmen Marconi's Wireless Telegraph Company Ltd. (heute Teil von Ericsson), mit der er jahrelang ein Weltmonopol für die Funktelegrafie auf See hatte. 1909 erhielt Marconi den Nobelpreis für Physik. Ebenfalls nach ihm benannt sind der Asteroid (1332) Marconia, ein Krater auf der Mondrückseite sowie die italienische Gemeinde Sasso Marconi.
- Margareta-Heinrich-Weg (Oberlaa), 2016 benannt nach der Filmregisseurin Margareta Heinrich (1951–1994); sie interessierte sich vor allem für politische und feministische Themen. Ihre Dokumentarfilme führten sie vor allem in die Dritte Welt, nach Nicaragua und Mosambik. Ihr letzter Film Totschweigen, ein Dokumentarfilm über das Massaker von Rechnitz, lief auf vielen internationalen Festivals und wurde 1995 mit dem Prix Futura Berlin ausgezeichnet.
- Maria-Kuhn-Gasse (Inzersdorf-Stadt), 2003 benannt nach der Politikerin Maria Kuhn (1925–1989), Bezirksrätin in Favoriten (1964–1978), Mitglied des Wiener Gemeinderats (1978–1987, SPÖ).
- Maria-Lassnig-Straße (Favoriten, Sonnwendviertel), 2016 benannt nach der Malerin und Medienkünstlerin Maria Lassnig (1919–2014); sie lebte in Wien, zeitweise auch in Paris und New York. Nach surrealistischen Anfängen war sie in den 1950er Jahren prägend für das neu aufkommende Informel in Österreich. Kennzeichnend für ihr umfangreiches Werk sind jedoch die Körpergefühlsbilder, mit denen sie sich im Laufe der Jahre vollkommen von stilistischen Zwängen und Vorbildern löste. Lassnig war eine der ersten, die sehr früh mit ihrer Malerei die weibliche Position in der Kunstwelt und in der Gesellschaft reflektierte.
- Marianne-Pollak-Gasse (Favoriten, Sonnwendviertel), 2011 benannt nach der Politikerin und Journalistin Marianne Pollak (1891–1963), sie arbeitete 1925–1934 als Journalistin der sozialdemokratischen Zeitschrift Das kleine Blatt und bei der Arbeiter-Zeitung. 1945–1959 war sie sozialdemokratische Nationalratsabgeordnete.
- Maria-Rekker-Gasse (Favoriten), 1996 benannt nach der Politikerin Maria Rekker (1902–1991), Bezirksrätin in Favoriten (1964–1969, ÖVP); sie kümmerte sich vor allem um die Betreuung älterer Menschen und Arbeitsloser. Der Maria-Rekker-Park ist ebenfalls nach ihr benannt.
- Marizaweg (Rothneusiedl), 2006 benannt nach der Titelfigur der Operette „Gräfin Mariza“ von Emmerich Kálmán, die 1924 am Theater an der Wien uraufgeführt wurde. Das Libretto schrieben Julius Brammer und Alfred Grünwald; siehe die Brammergasse im 13. Bezirk Hietzing und den Alfred-Grünwald-Park im 6. Bezirk Mariahilf.
- Max-Fleischer-Gasse (Oberlaa, Per-Albin-Hansson-Siedlung Ost), 1968 benannt nach dem Schriftsteller Max Fleischer (1880–1941), einem kaum bekannten Übersetzer, Lyriker und Essayisten; er kam in einem Konzentrationslager ums Leben.
- Max-Mauermann-Gasse (Simmering), 1955 benannt nach dem Ingenieur Max Mauermann (1868–1929), Laborleiter der Bleckmann Stahlwerke in Mürzzuschlag. Er entwickelte dort im Jahre 1912 den ersten nichtrostenden Stahl in Österreich; in der Folge stieg er zum Direktor der Stahlwerke Bleckmann auf.
- Medeagasse (Oberlaa), 1958 benannt nach einer Figur aus Franz Grillparzers Dramentrilogie Das goldene Vlies, die 1821 im k.k. Hofburgtheater uraufgeführt wurde. Medea (griech. Μήδεια, Medeia) ist eine Frauengestalt der griechischen Mythologie und Titelfigur der 431 v. Chr. verfassten Tragödie Medea des griechischen Dichters Euripides. Diese Tragödie sowie die Argonautensage dienten Grillparzer als Vorlage. Siehe auch die Herogasse, Libussagasse und Sapphogasse in Favoriten sowie die Grillparzerstraße im 1. Bezirk Innere Stadt.
- Migerkastraße (Inzersdorf-Stadt), 1932 benannt nach dem Beamten Franz Migerka (1828–1915), Zentralgewerbeinspektor im Range eines Ministerialrates (1883–1897). Er beschäftigte sich mit Angelegenheiten der Volksbildung und der Frauenbewegung und initiierte bei der Wiener Weltausstellung 1873 die „Ausstellung über Frauen-Arbeit“. Er war treibende Kraft bei der Idee zur Gründung eines Museums für technische Entwicklungen und Erfindungen, aus der schließlich das Technische Museum hervorging. 1968 wurde ein Teil der Straße als Georg-Wilhelm-Pabst-Gasse abgetrennt.
- Moritz-Seeler-Gasse (Oberlaa, Per-Albin-Hansson-Siedlung Ost), 1969 benannt nach dem deutschen Filmproduzenten und Schriftsteller Moriz Seeler (sic!, 1896–1943); als Lyriker veröffentlichte er einige Gedichtbände. 1922 gründete er in Berlin das Avantgarde-Theater Junge Bühne. 1929 war er Mitgründer des Filmstudios 1929 und trat als Produzent einiger Filme auf.
- Moselgasse (Oberlaa), 1974 benannt nach dem Komponisten und Musikschriftsteller Ignaz Franz von Mosel (1772–1844), im Hauptberuf Beamter im k.k. Obersthofmeisteramt und dann in der Hofbibliothek, ab 1829 deren Direktor. Daneben organisierte und dirigierte er Musikaufführungen, komponierte einige Vokalwerke und verfasste musikwissenschaftliche Bücher, so etwa die erste wissenschaftliche Arbeit über das Requiem von Mozart.
- Mühlstraße (Oberlaa), benannt (Datum unbekannt) nach der Dachlermühle in Oberlaa, einer ehemaligen Mühle, die heute als Veranstaltungsort dient.
- Muhrengasse (Favoriten), 1875 benannt nach dem historischen Flurnamen In den Muhren, der bereits 1690 erwähnt wurde. Muhre ist eine alte Schreibweise für die Schlamm- und Gesteinsablagerung Mure; ob sich der Flurname darauf bezieht, ist jedoch unklar.
- Munchgasse (Inzersdorf-Stadt, Siedlung „Wienerfeld Ost“), 1955 benannt nach dem norwegischen Maler und Grafiker Edvard Munch (1863–1944); er gilt als Bahnbrecher für die expressionistische Richtung in der Malerei der Moderne. Am bekanntesten sind die Werke Munchs aus den 1890er Jahren, vor allem sein Bild Der Schrei.
- Munchplatz (Inzersdorf-Stadt), 1955 benannt nach dem norwegischen Maler Edvard Munch; siehe Munchgasse.
- Mundygasse (Favoriten), 1932 benannt nach dem Mediziner Jaromír Mundy (1822–1894); unter dem Eindruck des verheerenden Ringtheaterbrandes 1881 gründete er mit Unterstützung seiner Freunde Johann Nepomuk Graf Wilczek und Eduard Graf Lamezan-Salins die Wiener Freiwillige Rettungsgesellschaft. Es war dies die erste gut organisierte Rettungsorganisation in Österreich, deren Modell danach weltweit kopiert wurde und die später in der Berufsrettung Wien aufging. Der Mundypark ist ebenfalls nach Jaromír Mundy benannt. Siehe auch die Wilczekgasse in Favoriten und die Lamezanstraße im 23. Bezirk, Liesing.
- Munthegasse (Inzersdorf-Stadt, Siedlung „Wienerfeld Ost“), benannt 1955 nach dem norwegischen Maler und Illustrator Gerhard Munthe (1849–1929); er begann als Maler im Stil des Naturalismus, wandte sich aber ab den 1890er-Jahren der englischen Bewegung Arts and Crafts Movement zu und schuf hier vor allem Illustrationen und kunstgewerbliche Arbeiten.
- Murbangasse (Oberlaa), 1992 benannt nach der Geschäftsfrau und Lokalpolitikerin Maria Murban (1899–1984), Inhaberin eines Lebensmittelgeschäftes. Ab 1934 schloss sie sich den Revolutionären Sozialisten an und betätigte sich im Widerstand gegen den Austrofaschismus und das NS-Regime. Nach 1945 war sie Mitglied des Favoritner Parteivorstandes der SPÖ und 1946–1950 Bezirksrätin in Favoriten.
- Muriel-Gardiner-Buttinger-Platz (Inzersdorf-Stadt), 1989 benannt nach der US-amerikanischen Psychoanalytikerin Muriel Gardiner Buttinger (1901–1985). 1926 kam sie nach Wien, um sich einer Psychoanalyse bei Sigmund Freud zu unterziehen. Dieser lehnte sie aber als Patientin ab, worauf sie selbst Medizin studierte, um Psychoanalytikerin werden zu können. 1934 schloss sie sich gemeinsam mit ihrem Mann, dem Österreicher Joseph Buttinger, den Revolutionären Sozialisten an und wirkte im politischen Widerstand gegen den Austrofaschismus. 1939 emigrierte sie in die USA, wo sie als Psychoanalytikerin arbeitete und einige Bücher schrieb.

## N
- Naderstraße (Simmering), 1955 benannt nach dem Gewerkschafter Franz Nader (1865–1947); er war Mitbegründer der Bauarbeitergewerkschaft, die 1891 in Wien ihren ersten Kongress abhielt. 1891–1926 war er Redakteur der Österreichischen Bauarbeiterzeitung, 1896–1919 war er als Vertreter der Bauarbeiter Mitglied der Gewerkschaftskommission.
- Neilreichgasse (Favoriten, Inzersdorf-Stadt), 1875[2] benannt nach dem Botaniker August Neilreich (1803–1871), der sich vor allem mit der Flora im Raum Wien und Niederösterreich beschäftigte. Drei Pflanzen sind nach ihm benannt: der Ostalpen-Meier (Asperula neilreichii), die Mödlinger Feder-Nelke (Dianthus plumarius subsp. neilreichii) und die Neilreich-Hauswurz (Jovibarba hirta var. neilreichii). Ein Teil der Gasse hieß davor Brunnwegstraße, ein anderer Teil bis 1955 Franzensgasse.
- Neuburgergasse (Favoriten, Inzersdorf-Stadt), 1969 benannt nach dem Arzt und Medizinhistoriker Max Neuburger (1868–1955); er regte 1914 die Schaffung des Instituts für Geschichte der Medizin an und leitete dieses bis 1939. Bereits ab 1906 hatte Neuburger medizinische Gegenstände, Bücher und Bilder gesammelt; diese Sammlung befindet sich heute im Josephinum. Die Gasse war davor ein Teil der Columbusgasse.
- Neugrabenstraße (Oberlaa), benannt (Datum unbekannt) nach dem historischen Flurnamen Neugraben.
- Neusetzgasse (Favoriten), 1874 benannt nach der Weingartenried In der Neusetz; der Name bezieht sich auf neue Weinkulturen, die nach dem Ende der Türkenkriege 1683 angelegt wurden.
- Nielrosenweg (Oberlaa, Siedlung „Süd-Ost“), benannt 1965 nach der Rosensorte Maréchal Niel, eine Teehybride, die 1862 in Montauban (Frankreich) von Henri Pradel und seinem Sohn Giraud Pradel gezüchtet wurde.[32]

## O

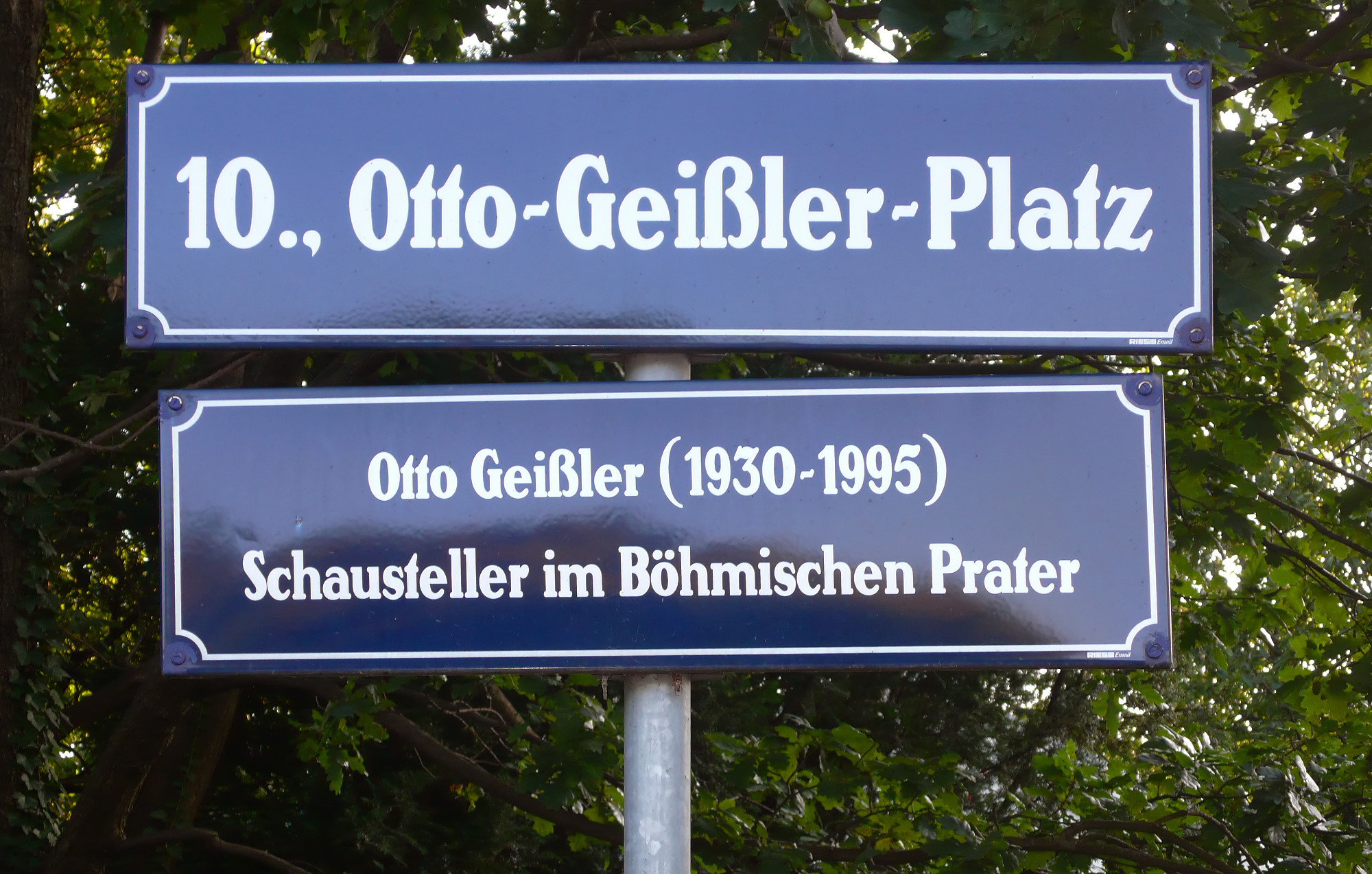
Otto-Geißler-Platz

- Obere Grenzgasse (Oberlaa), benannt (Datum unbekannt) nach ihrem Verlauf an der ab 1938 bestehenden Bezirksgrenze des damaligen 23. Bezirks von Groß-Wien (Schwechat) zum damaligen 25. Bezirk (Mödling). Die Gasse ist seit 1954 die Stadtgrenze zwischen Wien (10. Bezirk) und Niederösterreich.
- Ober-Laaer Platz (Oberlaa), 1954 benannt nach der einstmals selbstständigen Gemeinde Oberlaa, die ursprünglich mit dem flussabwärts liegenden Unterlaa eine Einheit unter dem Namen Laa bildete. Beide Orte wurden 1938 zu Groß-Wien eingemeindet; seit 1954 sind sie Teil des 10. Bezirks. Der Platz hieß vorher Hauptplatz.
- Oberlaaer Straße (Oberlaa), 1954 benannt; auch Ober-Laaer Straße, siehe Ober-Laaer Platz. Die Straße hieß davor Hauptstraße, ein Abschnitt war Teil der Inzersdorfer Straße.
- Olaus-Petri-Gasse (Oberlaa, Per-Albin-Hansson-Siedlung West), 1951 benannt nach dem schwedischen Theologen und Reformator Olaus Petri (auch Olav Petterson, 1493–1552); der Schüler Martin Luthers wirkte als Prediger, als Autor theologischer Schriften sowie als Übersetzer des Neuen Testaments ins Schwedische (1526), womit er die schwedische Schriftsprache begründete. Petri gilt als wichtigster Motor der Reformation im Schweden der 1520er Jahre.
- Oppenheimgasse (Oberlaa, „Südostsiedlung“), 1929 benannt nach dem Astronomen Samuel Oppenheim (1857–1928), Mitarbeiter an der Universitätssternwarte Wien (1881–1887) und an der Kuffner-Sternwarte (1888–1896), Professor für Astronomie an der Universität Wien (ab 1911). Er forschte vor allem über Himmelsmechanik, insbesondere über Bewegungen der Kometen, die Gravitation, das Phänomen der Präzession sowie die Kinematik und Statistik der Sterne. Die Gasse hieß 1938–1945 Hauckgasse.
- Oppenheimweg (Oberlaa, „Südostsiedlung“), 1960 benannt nach dem Astronomen Samuel Oppenheim; siehe Oppenheimgasse.
- Ordengasse (Favoriten), 1864 benannt nach dem Orden der Johanniter (heute: Malteserorden), der Grundbesitz in dieser Gegend hatte. Siehe auch die nahe gelegene Johannitergasse.[1]
- Otto-Geißler-Platz (Oberlaa), 1997 benannt nach dem Schausteller Otto Geißler (1930–1995), bis 1945 Werkelmann im Wurstelprater, dann Schausteller im Böhmischen Prater. Ab den 1960er-Jahren baute er eine Privatsammlung von mechanischen Musikautomaten auf. Geißler war Initiator und Obmann des Kulturverbandes Böhmischer Prater mit Sitz im dortigen Tivoli Center („Club Monte Laa“), der seit 1982 internationale Drehorgel-Treffen abhält.[33] Sein Sohn Wolfgang Geißler führt seit 1987 das Heurigenlokal Zum Werkelmann im Böhmischen Prater.[34]
- Ottokar-Fischer-Gasse (Inzersdorf-Stadt), 2016 benannt nach dem Zauberkünstler Ottokar Fischer (1873–1940); er leitete ab 1898 das Kratky-Baschik-Theater in Wien. Später widmete er sich der Geschichte und Erforschung der Zauberkunst, insbesondere dem Werk von Johann Nepomuk Hofzinser, und er war über lange Zeit Präsident des Magischen Klubs Wien.
- Otto-Probst-Platz (Inzersdorf-Stadt), 1989 benannt nach dem Politiker Otto Probst (1911–1978), Bezirksobmann der SPÖ Favoriten (1945–1977), Obmann der SPÖ Wien (1970–1974), Abgeordneter zum Nationalrat (1945–1978), Minister für Verkehr und Elektrizitätswirtschaft (1963–1966), Dritter Nationalratspräsident (1970–1978). Als Minister spielte Probst eine unglückliche Rolle in der Affäre um eine Schiffstaufe in Fußach in Vorarlberg.
- Otto-Probst-Straße (Inzersdorf-Stadt), 1987 benannt nach dem Politiker Otto Probst; siehe Otto-Probst-Platz.
- Otto-Willmann-Gasse (Inzersdorf-Stadt), 1974 benannt nach dem deutschen Philosophen und Pädagogen Otto Willmann (1839–1920); er war vermutlich der bedeutendste Pädagoge des alten Österreich. Wilmann bemühte sich um eine philosophische Begründung der Pädagogik. Sein Gesamtwerk hat enzyklopädische Ausmaße und behandelt Themen auch weit abseits der Pädagogik.

## P

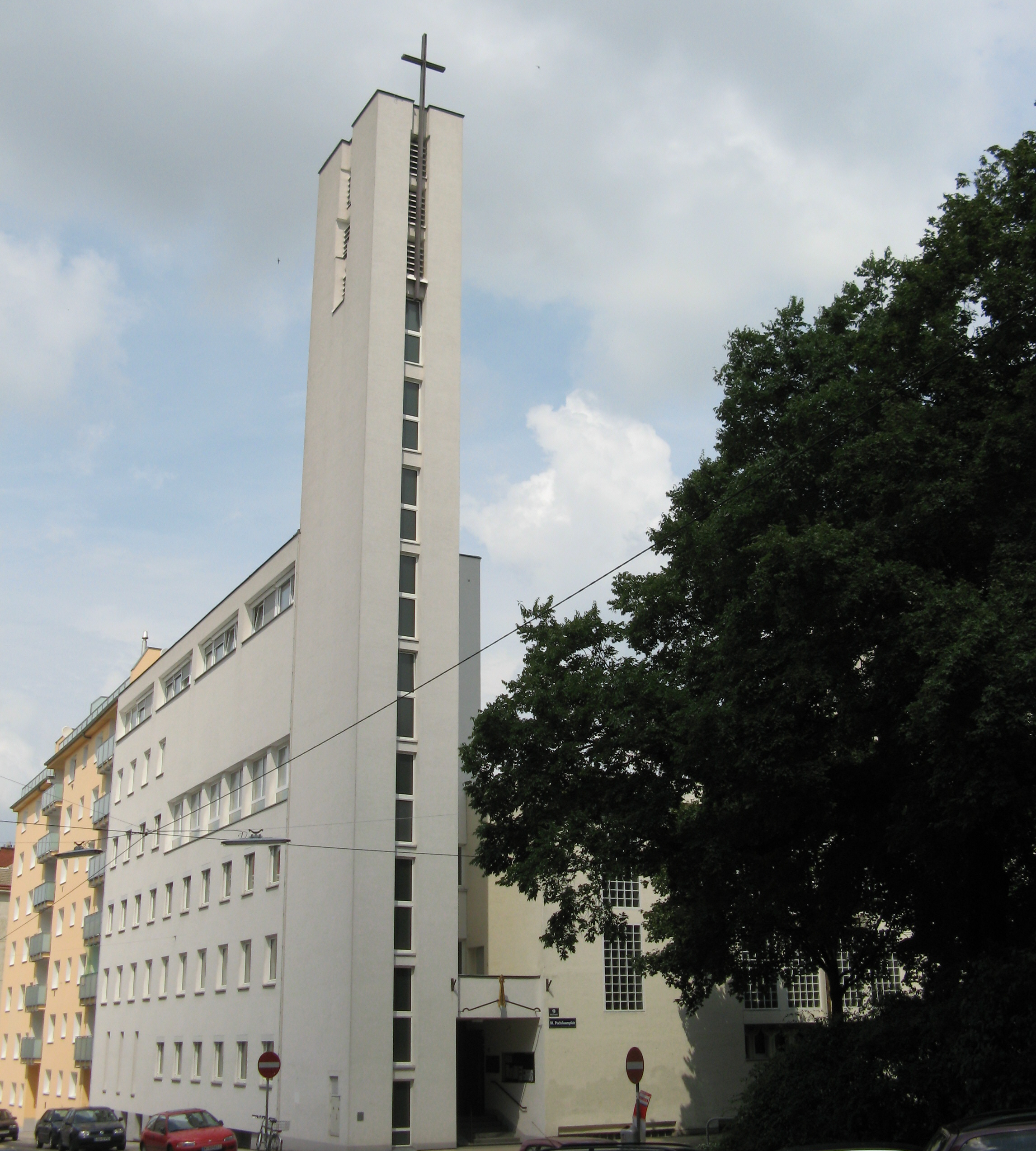
Pfarrkirche zur Heiligen Familie, Puchsbaumplatz 9

- Palisagasse (Oberlaa, Siedlung „Südost“), 1929 benannt nach dem Astronomen Johann Palisa (1848–1925), Leiter der österreichischen Marine-Sternwarte Pola (1872–1880), Astronom an der Universitätssternwarte Wien (ab 1880). Er wurde vor allem durch die Entdeckung von 123 Asteroiden (Kleinplaneten) bekannt sowie durch die Herausgabe von Sternatlanten. Nach ihm ist auch ein Mondkrater benannt.[35]
- Paltramplatz (Inzersdorf-Stadt), 1895 benannt nach der Wiener Bürgerfamilie Paltram. Prominentester Vertreter war der Beamte Paltram vor dem Freithof (um 1220–um 1287); er wird 1267 und 1276 als Kammergraf erwähnt, 1269 als Stadtrichter und 1271–1274 als Amtmann; seine Stellung dürfte der eines Bürgermeisters ähnlich gewesen sein. Paltram besaß eine Burg in Laa (heute Unterlaa), die er 1272 dem Johanniterorden widmete. Das Geschlecht der Paltram erlosch 1574.
- Passinigasse (Oberlaa, „Wildenauersiedlung“), 1957 benannt nach dem Beamten und Maler Paul Robert Passini (1881–1956); der Hofrat schuf zahlreiche Ansichten von Wien, darunter viele aus Favoriten.
- Patrubangasse (Favoriten), 1899 benannt nach dem Notar Franz von Patruban (1849–1897), Obmann des Favoritner Ortsschulrates. Die Gasse hieß vorher Steinackergasse; 1927 wurde ein Teil der Gasse in die Wöhlergasse einbezogen.
- Per-Albin-Hansson-Straße (Oberlaa, Inzersdorf-Stadt), 1951 benannt nach dem schwedischen Ministerpräsidenten Per Albin Hansson, der 1932–1946 amtierte; er hatte 1945 entscheidenden Anteil an der Einleitung von Hilfsaktionen für die nach dem Zweiten Weltkrieg hungernde Wiener Bevölkerung. Die Per-Albin-Hansson-Siedlungen West, Nord und Ost sind ebenfalls nach ihm benannt. Siehe auch den Stockholmer Platz, auf dem eine Büste Hanssons steht. Straße in der Per-Albin-Hansson-Siedlung West und der Siedlung „Wienerfeld Ost“.
- Pernerstorfergasse (Favoriten), 1919 benannt nach dem Lehrer und Politiker Engelbert Pernerstorfer (1850–1918); auf seine Initiative entstand 1880 der Deutsche Schulverein. Neben Victor Adler wurde Pernerstorfer einer der Parteiführer der österreichischen Sozialdemokratie; er vertrat die deutschnationale Richtung der Arbeiterbewegung. Von 1901 bis 1918 war er Reichsratsabgeordneter, ab 1907 Vizepräsident des Abgeordnetenhauses. Der Gemeindebau Pernerstorferhof ist ebenfalls nach ihm benannt. Die Gasse hieß davor 1864–1919 Eugengasse.
- Pichelmayergasse (Inzersdorf-Stadt, Per-Albin-Hansson-Siedlung Nord), 1965 benannt nach dem Elektrotechniker Karl Pichelmayer (1868–1914), Elektromaschinenbauer bei Siemens & Halske in Leopoldau (ab 1891), Professor an der Technischen Hochschule (ab 1905). Seine Formel für Stromwendespannung in Stromwendermaschinen hat bis heute Gültigkeit.
- Pickgasse (Oberlaa), 1993 benannt nach dem Gewerkschafter und Politiker Karl Pick (1867–1938); er war die bedeutendste Gestalt der Gewerkschaftsbewegung der Angestellten in deren Frühzeit. Zu seinen Erfolgen gehörte die Durchsetzung des arbeitsfreien Sonntags, die Beschränkung der Ladenöffnungszeiten auf 19 und später 18 Uhr, die 48-Stunden-Woche und der Ausbau der Krankenvorsorge. Das in der Ersten Republik beschlossene Angestelltengesetz fußt auf seinen Grundlagen. Die Wohnhausanlage Karl-Pick-Hof im 2. Bezirk ist ebenfalls nach ihm benannt.
- Pirchangasse (Inzersdorf-Stadt, Wienerfeld West), 1959 benannt nach dem Bühnenbildner, Maler und Architekten Emil Pirchan (1884–1957), Professor an die Akademie der bildenden Künste Wien (ab 1936). Er übernahm die Leitung der Meisterschule für Bühnenbildnerei und arbeitete als Bühnenbildner am Burgtheater und der Staatsoper. Pirchan war einer der bedeutenden Gestalter der Angewandten Kunst des deutschen Sprachraumes im frühen 20. Jahrhundert. Seine Entwürfe für Theater, Oper und Film, seine zahlreichen Plakate, Illustrationen und Graphiken waren wegweisend.
- Planetengasse (Favoriten), 1866 benannt nach den Planeten, Himmelskörpern, die sich auf einer Umlaufbahn um die Sonne bewegen. Das Wort „Planet“ geht zurück auf Griechisch πλανήτης (planētēs), zu πλανάομαι (planáomai), das auf Deutsch „umherirren, umherschweifen“ bedeutet. Die Benennung steht im Zusammenhang mit der Benennung der Keplergasse (siehe diese), da der Astronom Johannes Kepler die Bewegungsgesetze der Planeten entdeckte.
- Platz der Kulturen (Favoriten), 2022 benannt.
- Poestiongasse (Rothneusiedl), 1953 benannt nach dem Skandinavisten Josef Calasanz Poestion (1853–1922); er war anerkannter Fachmann für alle skandinavischen Sprachen und beschäftigte sich intensiv mit Island. Er übersetzte sowohl aus dem altisländischen Schrifttum wie auch moderne Autoren, z. B. Henrik Ibsen. Die heutige Kuhngasse im 19. Bezirk Döbling hieß 1938–1949 ebenfalls Poestiongasse.
- Popovweg (Oberlaa, „Heimkehrersiedlung“), 1960 benannt nach dem russischen Physiker Alexander Stepanowitsch Popow (1859–1906), Professor für Physik am Petersburger Elektrotechnischen Institut (ab 1901). Er entwickelte die Grundlagen der Funktechnik und führte erste Experimente durch. Als Folge des Ost-West-Konflikts wird er im Westen weitgehend ignoriert, als Erfinder der drahtlosen Telegrafie wird Guglielmo Marconi betrachtet; siehe Marconiweg.
- Puchsbaumgasse (Favoriten), 1872 benannt nach dem Dombaumeister Hans Puchsbaum (1390–1454); in den 1440er-Jahren wurde er Leiter der Dombauhütte von Sankt Stephan, unter seiner Leitung wurde das Langhaus eingewölbt. Er entwarf um 1450 auch die Pläne für den Nordturm. Seine Unterlagen sind die größte erhaltene Sammlung von Zeichnungen eines mittelalterlichen Baumeisters; sie befinden sich heute im Wien Museum. Der Puchsbaumpark ist ebenfalls nach ihm benannt.
- Puchsbaumplatz (Favoriten), 1875 benannt nach dem Dombaumeister Hans Puchsbaum; siehe Puchsbaumgasse.

## Q
- Quaringasse (Favoriten, Inzersdorf-Stadt), 1911 benannt nach dem Arzt Joseph von Quarin (1733–1814), Leibarzt des Herrscherhauses, Professor an der Universität Wien (ab 1754), sechsmal deren Rektor. Er wurde 1784 mit der Leitung der Oberdirektion des Allgemeinen Krankenhauses betraut und baute dieses aus. Weiters errichtete Quarin das Wiener Findelhaus und engagierte sich für die Verbesserung der Hygiene und Volksgesundheit. Die Wohnhausanlage Quarinhof in dieser Gasse ist ebenfalls nach ihm benannt.
- Quellenplatz (Favoriten), 1874 benannt nach dem im selben Jahr errichteten Wasserhebewerk Am Laaer Berg der 1. Wiener Hochquellenwasserleitung. Gemeinsam mit dem bereits bestehenden Wasserreservoir am Wienerberg sicherte es die Versorgung Favoritens mit Trinkwasser. Das Hebewerk befindet sich in der Quellenstraße 24. Der Platz bildet die Kreuzung zwischen Laxenburger Straße und Quellenstraße (Straßenbahnlinien 6 und 67).
- Quellenstraße (Favoriten, Inzersdorf-Stadt), 1874 benannt nach dem Wasserhebewerk Am Laaer Berg; siehe Quellenplatz. Die Straße hieß ab 1864 Quellengasse.[1] Siehe auch Kretaviertel.

## R

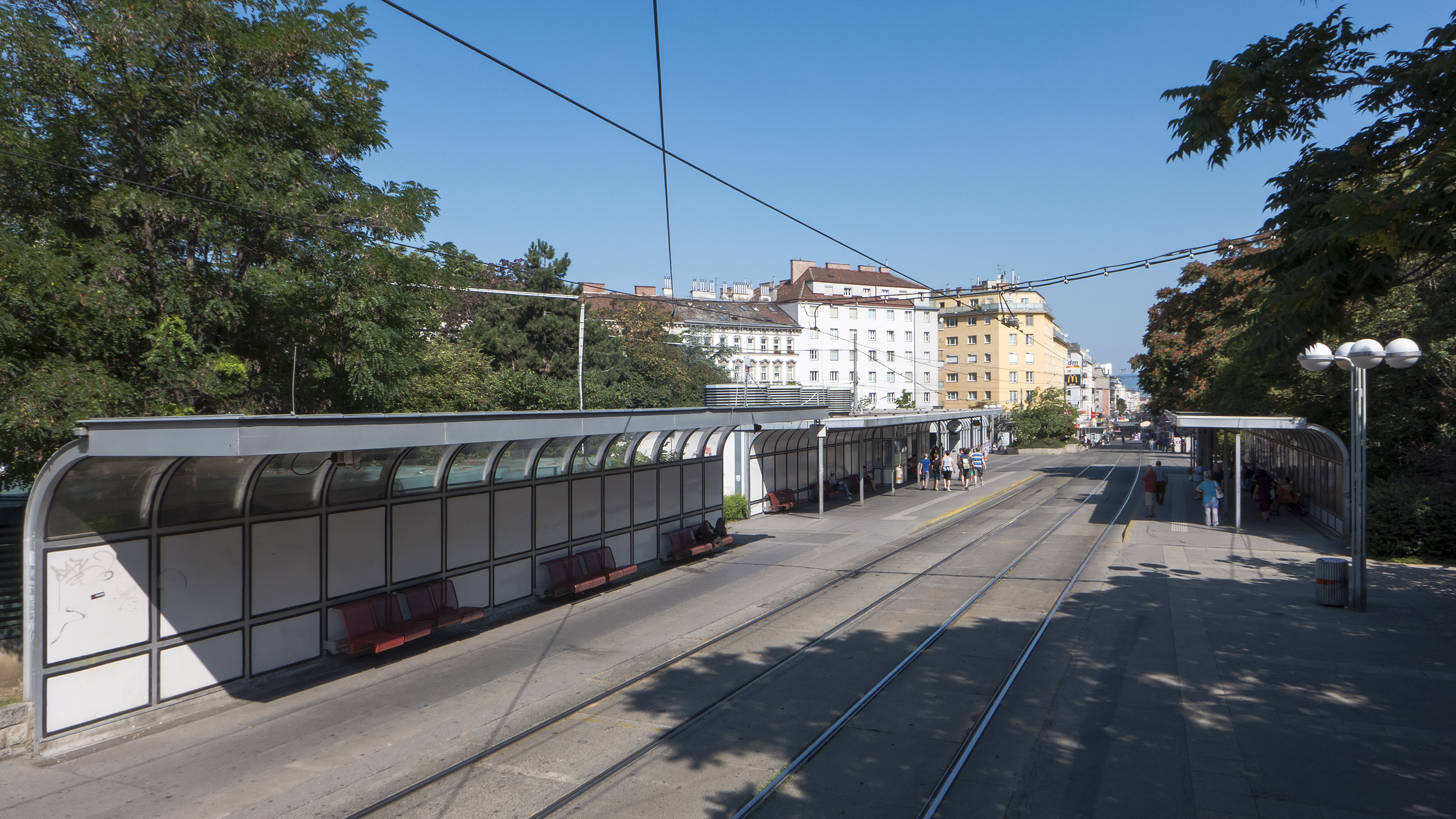
Reumannplatz mit den 2017 stillgelegten Straßenbahngleisen

- Raaber-Bahn-Gasse (Favoriten), 1862 benannt nach der ab 1840 erbauten Wien-Raaber Bahn (heute: Ostbahn), deren ehemaliger Kopfbahnhof unmittelbar östlich der Gasse gelegen war. (Raab ist der deutsche Name der westungarischen Stadt Győr.) Der – mehrmals neu gebaute – Bahnhof hieß bis 1870 Raaber Bahnhof, 1870–1918 Staatsbahnhof, 1918–1955 Ostbahnhof und 1955–2010 Südbahnhof; 2010 wurde er großteils abgetragen (siehe: Wien Hauptbahnhof). Die Gasse hieß vorher An der Eisenbahn. Raaberbahn ist heute der Markenname der Raab-Oedenburg-Ebenfurter Eisenbahn, die Wien nicht berührt.
- Rädda-Barnen-Platz (Inzersdorf-Stadt, Per-Albin-Hansson-Siedlung West), 1950 benannt nach dem schwedischen Kinderhilfswerk Rädda Barnen (übersetzt: Rettet die Kinder), das nach dem Ersten Weltkrieg und nach dem Zweiten Weltkrieg Hilfe für Wiener Kinder organisierte. Neben der Verteilung von Sachspenden ermöglichte das Hilfswerk auch Erholungsaufenthalte österreichischer Kinder in Schweden.
- Radnitzkygasse (Oberlaa), 1958 benannt nach dem Stempelschneider und Medailleur Karl Radnitzky (1818–1901), Graveuradjunkt am Hauptmünzamt (ab 1849), Lehrer an der Akademie der bildenden Künste (ab 1850), Professor an der Schule für Kleinplastik, Ornamentik und Medailleurkunst (ab 1853). Radnitzky hatte entscheidenden Anteil an der Wiederbelebung der österreichischen Medaillenkunst im 19. Jahrhundert.[36]
- Ramsaygasse (Oberlaa), 1932 benannt nach dem englischen Chemiker William Ramsay (1852–1916); er entdeckte die Gase Argon, Helium, Neon, Krypton und Xenon. Ramsay erhielt 1904 den Nobelpreis für Chemie für seine Forschungen auf dem Gebiet der Edelgase. Der Mondkrater Ramsay ist ebenfalls nach ihm benannt.
- Randhartingergasse (Favoriten), 1896[20] benannt nach dem Sänger, Komponisten und Hofkapellmeister Benedict Randhartinger (1802–1893); durch seine Tätigkeit als Tenor und k. k. Hofkapellmeister erlangte er in der damaligen Gesellschaft hohes Ansehen. Als Komponist orientierte er sich am musikalischen Zeitgeist und wurde dadurch sehr beliebt. Viele seiner 2.000 Werke sind bis heute ungedruckt. Gasse im Kretaviertel.
- Ranzonigasse (Rothneusiedl, Oberlaa), 1963 benannt nach dem Maler Hans Ranzoni der Ältere (1868–1956); sein Werk umfasst überwiegend Genre-, Architektur- und Landschaftsbilder. Er war Mitglied des Hagenbundes (1900–1907) und des Künstlerhauses, 1919–1921 und 1929–1937 dessen Präsident. Im „Ständestaat“, 1934–1938, gehörte er dem Bundeskulturrat an, ab 1935 auch dem Kunstbeirat der Stadt Wien.
- Raxstraße (Inzersdorf-Stadt), 1932 benannt nach der 2.007 m hohen Rax, die gemeinsam mit dem Schneeberg zu den Wiener Hausbergen zählt. Die Rax-Schneeberg-Gruppe ist auch Einzugsgebiet der 1. Wiener Hochquellenwasserleitung; siehe Quellenplatz und Quellenstraße.
- Rechberggasse (Favoriten), 1911 benannt nach dem Diplomaten und Politiker Johann Bernhard von Rechberg (1806–1899); nach Tätigkeiten als österreichischer Gesandter in zahlreichen Ländern war er 1859–1864 Außenminister von Kaiser Franz Joseph I. und 1859–1861 auch Ministerpräsident des damals noch einheitlichen Kaisertums Österreich. Im Gegensatz zu seinen Amtsvorgängern versuchte er in der Deutschen Frage eine einvernehmliche Lösung mit Preußen zu finden und stellte sich gegen die Großdeutsche Lösung, die von Anton von Schmerling befürwortet wurde.
- Reichenbachgasse (Inzersdorf-Stadt), 1911 benannt nach dem deutschen Industriellen, Chemiker, Naturforscher, und Philosophen Karl von Reichenbach (1788–1869); er entdeckte 1830 das Paraffin und 1832 das Kreosot, ein antiseptisches Phenolgemisch. Diese Entdeckungen brachten ihm bald ein beachtliches Vermögen ein und führten 1839 zu seiner Adelung als Freiherr. 1835 erwarb Reichenbach das Schloss Cobenzl bei Wien; wegen seiner dort durchgeführten Experimente erhielt er von den Wienern den Beinamen „Zauberer vom Cobenzl“.
- Reifentalgasse (Inzersdorf-Stadt), 1964 benannt nach dem historischen Riednamen Reifental.
- Reifentalweg (Inzersdorf-Stadt, Kleingartenanlage „Weichselgarten“), nicht amtliche Bezeichnung; siehe Reifentalgasse.
- Reisingergasse (Favoriten), 1909 benannt nach dem Weinhändler Kasimir Reisinger (1824–1893), Gemeinderat in Favoriten (1881–1887); er gründete die erste Kinderbewahranstalt im 10. Bezirk. Der Name war zuvor seit 1896[20] für die damals erst geplante heutige Hofherrgasse (siehe dort) beim östlichen Ende der Gudrunstraße in Verwendung. Die heutige Reisingergasse hieß ursprünglich Staatsbahngasse. Bei Czeike wurden Hofherrgasse und heutige Reisingergasse irrtümlich in eine Gassengeschichte zusammengefasst.[37]
- Remystraße (Oberlaa), 1956 benannt nach dem Architekten Ludwig Gabriel von Remy (1776–1851); er befasste sich vor allem mit Festdekorationen, Triumphbögen und dergleichen. Remy wurde 1813 Direktor der Hofbaukanzlei und Ehrenmitglied der Akademie der bildenden Künste Wien. Besonderes Aufsehen erregte er mit seinem Glashaus im Burggarten, das 1823–1826 in einer damals neuartigen Eisenkonstruktion errichtet wurde. Die Straße hieß vorher Grünstraße.
- Reumannplatz (Favoriten), 1925 benannt nach dem Politiker Jakob Reumann (1853–1925), dem ersten sozialdemokratischen Bürgermeister von Wien (1919–1923). Er war wesentlich verantwortlich für die sozialreformerische Gemeindepolitik im „Roten Wien“. Die Reformen betrafen vor allem den städtischen Wohnbau, das Gesundheits- und Fürsorgesystem sowie das Bildungs- und Freizeitangebot. Der Gemeindebau Reumannhof ist ebenfalls nach Jakob Reumann benannt. Der Platz hieß zuvor 1872–1925 Bürgerplatz; der Name wurde bereits 1864 festgelegt. Am Reumannplatz befinden sich das städtische Amalienbad, die U-Bahn-Station Reumannplatz, bis 2. September 2017 südliche Endstation der U1, und der Eissalon Tichy; siehe Kurt-Tichy-Gasse.
- Ricarda-Huch-Weg (Favoriten), 1974 benannt nach der deutschen Dichterin, Philosophin und Historikerin Ricarda Huch (1864–1947). Ihr literarisches Werk ist äußerst umfangreich; sie begann mit Gedichten, schrieb dann jedoch zunehmend Romane und vor allem historische Werke, die zwischen Geschichtswissenschaft und Literatur angesiedelt sind. Ihre historischen Romane sind meist psychologisch-biographisch. Ricarda Huch lebte 1897–1898 in Wien.
- Rickard-Lindström-Gasse (Inzersdorf-Stadt, Per-Albin-Hansson-Siedlung West), 1951 benannt nach dem schwedischen Politiker und Journalisten Rickard Lindström (1894–1950), sozialdemokratischer Reichstags-Abgeordneter (1933–1950).
- Rieplstraße (Favoriten), 1904 benannt nach dem Bergbaufachmann und Eisenbahnpionier Franz Xaver Riepl (1790–1857); er führte 1824 unter Erzherzog Johann am Erzberg den Tagbau in Etagen ein. 1829 entwickelte er erste Pläne für die 1837 eröffnete Kaiser Ferdinands-Nordbahn, 1836 erstellte er ein erstes Konzept für ein österreichisches Eisenbahnnetz. Die Straße war viele Jahrzehnte lang eine von der Sonnwendgasse ausgehende Sackgasse ins Areal des Frachtenbahnhofs Wien Süd; in den 2010er Jahren wurde die umliegende Gegend Teil des Quartiers Belvedere. Seither ist die Gombrichgasse die Verlängerung der Rieplstraße zur Gerhard-Bronner-Straße.[38]
- Ringofenweg (Inzersdorf-Stadt), 1993 benannt nach den Ringöfen (Ziegelbrennöfen) in den Wienerberger Ziegelwerken. Der Ringofen revolutionierte die Ziegelindustrie des 19. Jahrhunderts. Der kontinuierliche Brand lieferte zum ersten Mal eine gleichbleibende Qualität der Ziegel; außerdem brannten die Ringöfen erstmals ununterbrochen Tag und Nacht, was eine vorher nie gekannte Steigerung der Ziegelproduktion ermöglichte.
- Rissaweggasse (Favoriten), 1911 benannt nach dem Gastwirt und Politiker Josef Rissaweg (1844–1911); von 1890 bis 1891 war Rissaweg Bezirksvorsteher von Favoriten, gleichzeitig auch 1890–1911 Gemeinderat sowie 1895–1911 Stadtrat. Im Historikerbericht Straßennamen Wiens seit 1860 als „Politische Erinnerungsorte“ aus dem Jahr 2013 ist die Straße Gruppe B (Diskussionsbedarf) zugeordnet[7]
- Rosiwalgasse (Rothneusiedl), 1953 benannt nach dem Geologen August Rosiwal (1860–1923), Leiter des Geologischen Instituts an der Universität Wien (ab 1918); er machte sich vor allem um eine sehr detailgenaue geologische Kartierung Österreichs verdient.
- Rotdornallee (Inzersdorf-Stadt), 1929 benannt nach der Bepflanzung der Allee mit Rotdorn, einem rot blühenden Strauch aus der Gattung der Weißdorne.
- Rotenhofgasse (Favoriten, Inzersdorf-Stadt), 1875 benannt nach einem Jagdschlösschen Kaiser Karl VI., das „Roter Hof“ bzw. „Röthelhaus“ genannt wurde. Ein Teil der Gasse hieß bis 1894 Redtenbachergasse.
- Rothneusiedler Gasse (Oberlaa), benannt (Datum unbekannt) nach der ehemals selbstständigen Gemeinde Rothneusiedl, die 1938 eingemeindet wurde. Der Ort entstand vermutlich, als zahlreiche neue Siedler nach der Völkerwanderung in das Favoritner Waldgebiet kamen. Die erste urkundliche Erwähnung erfolgte im Jahre 1301 als Newsidel. Die Silbe „Roth“ im Ortsnamen stammt möglicherweise von dem stellenweise roten Erdboden.
- Roubiczekgasse (Oberlaa), 1970 benannt nach der und Psychoanalytiker und Psychoanalytikerin Lili Roubiczek-Peller (1898–1966); sie war Pionierin der Montessoripädagogik in Österreich und entwickelte ein eigenständiges Wiener Modell. 1922 entstand in der Troststraße in Wien-Favoriten das erste Haus der Kinder nach den Prinzipien der Montessori-Pädagogik.
- Rudolf-Friemel-Gasse (Oberlaa), 2004 benannt nach dem Widerstandskämpfer Rudolf Friemel (1907–1944); Mitglied der Sozialistischen Arbeiterjugend, ab 1926 der Sozialdemokratischen Arbeiterpartei (SDAP) sowie des Republikanischen Schutzbundes. Während der NS-Zeit gehörte er dem konspirativen Lagerwiderstand im KZ Auschwitz an; er wurde dort 1944 getötet. Gasse im neu angelegten Siedlungs- und Wohngebiet Monte Laa.
- Rudolf-Kalab-Gasse (Oberlaa), 2006 benannt nach dem Lithografen Rudolf Kalab (1933–2000).
- Rudolfshügelgasse (Inzersdorf-Stadt), 1961 benannt nach einer 1859 errichteten Gaststätte, deren Name sich auf die umliegende Gegend übertrug. Hier waren um 1900 vor allem Fuhrwerksunternehmen, landwirtschaftliche Großbetriebe und Fabriken zu finden, weiters die Freiwillige Feuerwehr Rudolfshügel (Neilreichgasse 88) und 1901–1930 der älteste Fußballklub Favoritens, der F.C. Rudolfshügel.[39]
- Rudolf-Skodak-Gasse (Oberlaa), 1992 benannt nach Rudolf Skodak (1905–1986), Bezirksrat in Favoriten (1954–1971, ÖVP), Bezirksvorsteherstellvertreter (1964–1971).
- Rustenfeldgasse (Oberlaa), benannt (Datum unbekannt) nach dem historischen Flurnamen Rustenfeld.

## S

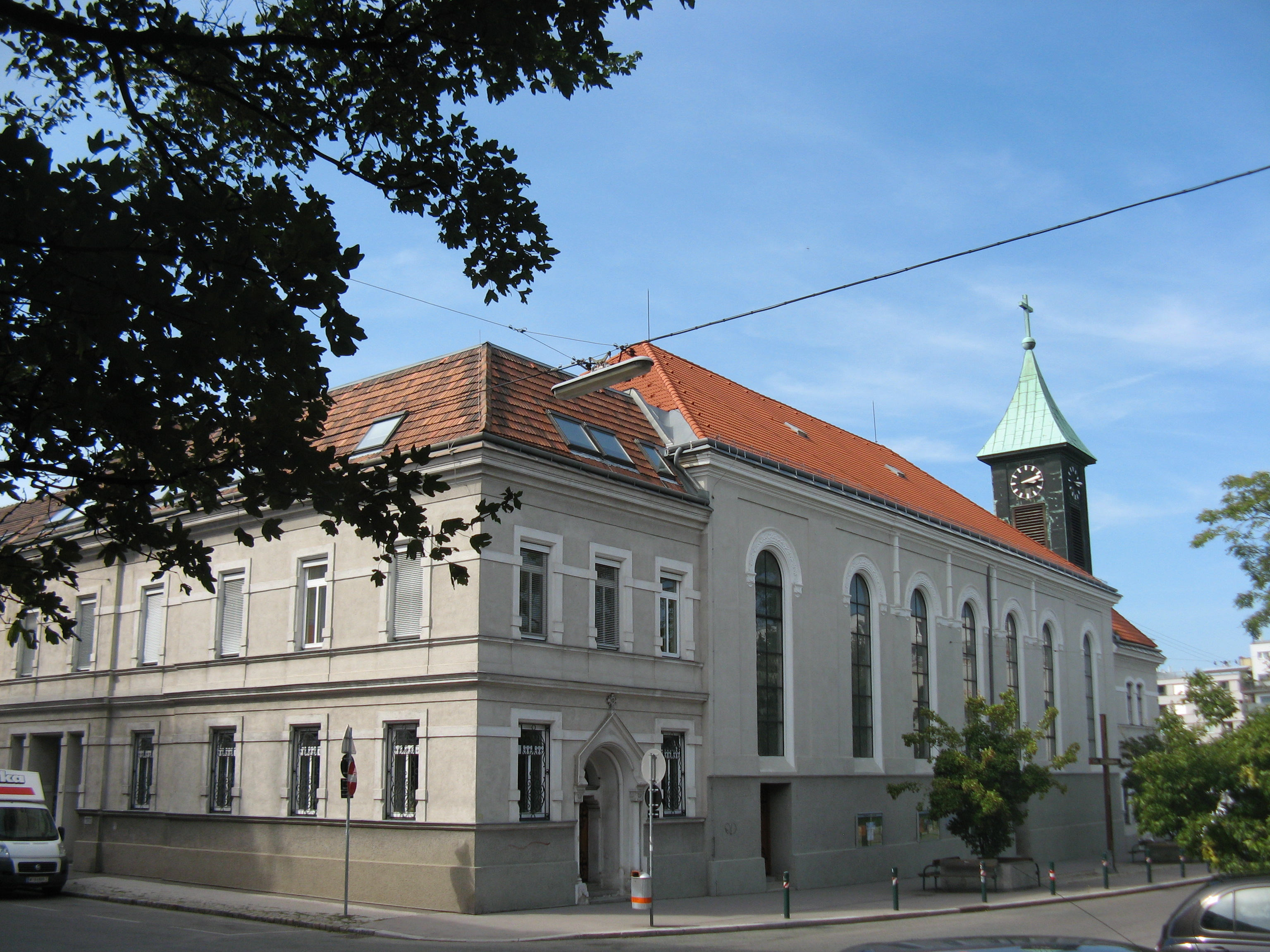
Apostelkirche am Salvatorianerplatz

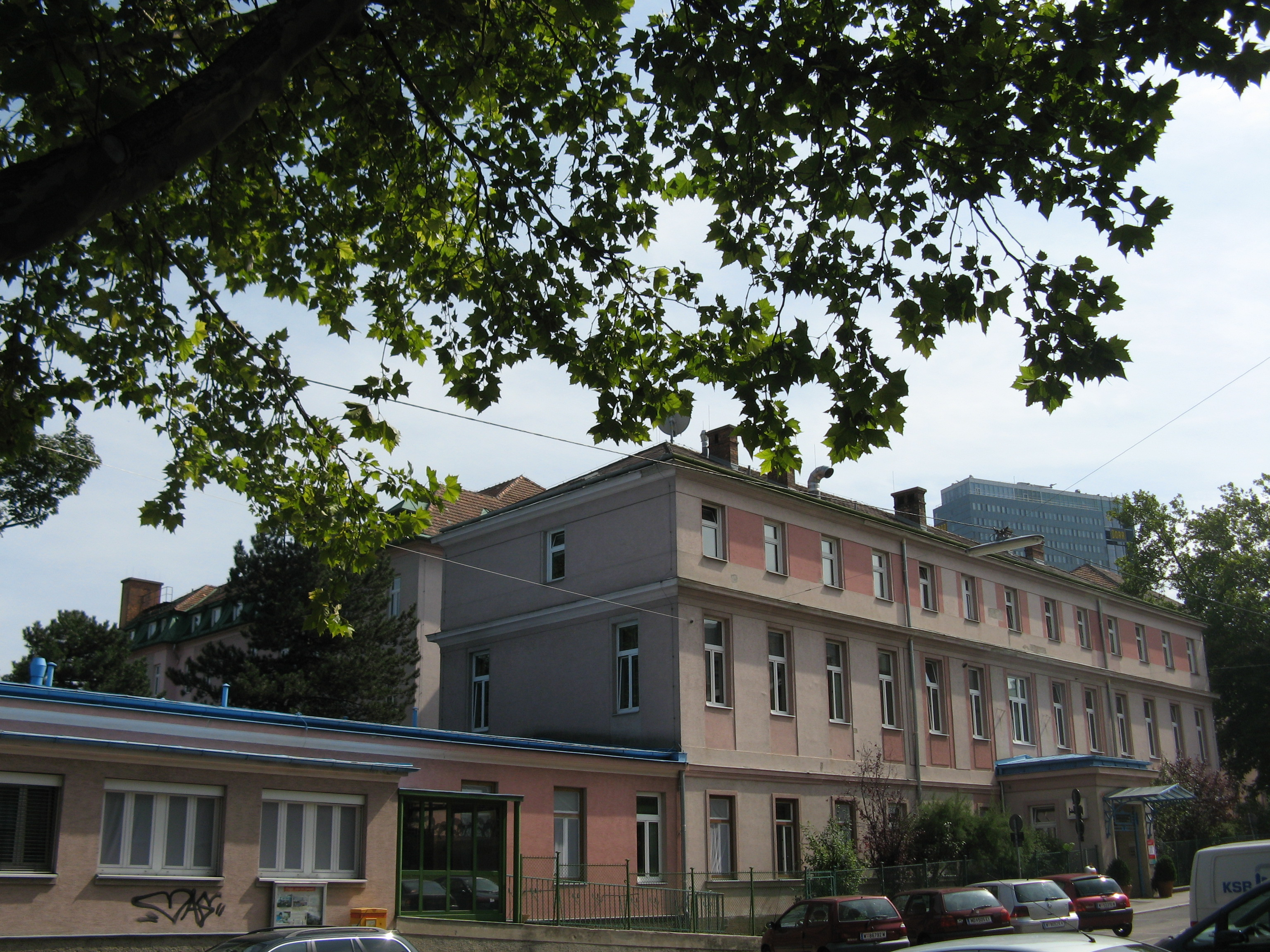
Preyer’sches Kinderspital in der Schrankenberggasse

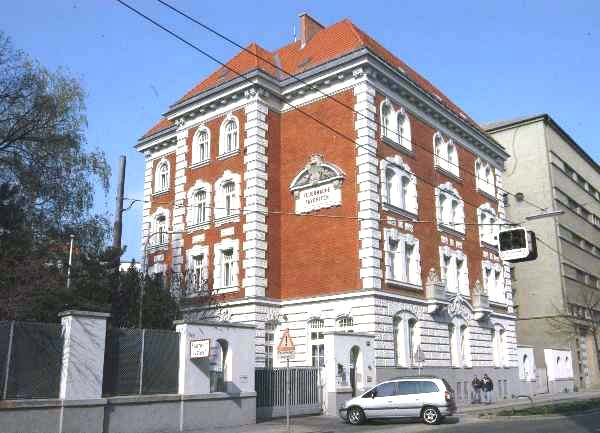
Hauptfeuerwache des Bezirks, Sonnwendgasse

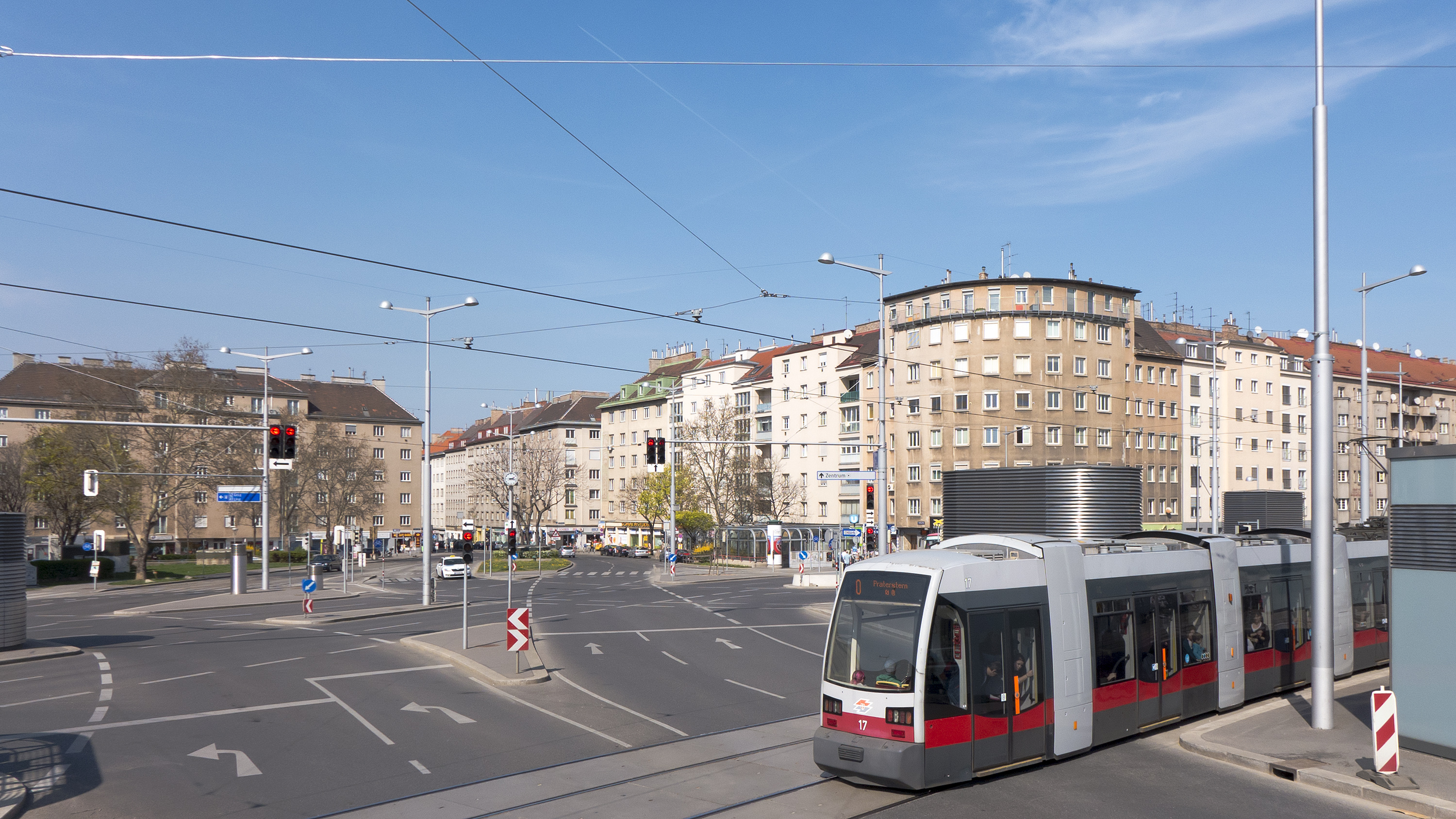
Der Südtiroler Platz

- Sahulkastraße (Inzersdorf-Stadt), 1932 benannt nach dem Elektrotechniker Johann Sahulka (1857–1927), Professor an der Technischen Hochschule (1903–1922), 1913–1914 deren Rektor. Er machte zahlreiche richtungweisende Arbeiten über elektrische Maschinen sowie über die Maß-, Nachrichten- und Lichttechnik. Sahulka entdeckte 1894 die Gleichrichterwirkung des Quecksilberdampflichtbogens, die in Quecksilberleuchtstoffröhren angewendet wird.
- Saligergasse (Inzersdorf-Stadt), 1965 benannt nach dem Techniker Rudolf Saliger (1873–1958), Professor an der Technischen Hochschule (1910–1933), 1924–1925 deren Rektor. Er gilt als Pionier des Eisenbetonbaus. Saliger war als Statiker unter anderem bei der Errichtung des Dianabads, des Wiener Stadions, des Hochhauses in der Herrengasse, der Reichsbrücke sowie der Filmstudios am Rosenhügel beteiligt. Im Historikerbericht Straßennamen Wiens seit 1860 als „Politische Erinnerungsorte“ aus dem Jahr 2013 ist die Straße Gruppe B (Diskussionsbedarf) zugeordnet[7]
- Salvatorianerplatz (Inzersdorf-Stadt), 1901 benannt nach der Salvatorianerkirche zu den heiligen Aposteln. Die Kirche wurde 1901 als Notkirche errichtet; 1907 machte man Zubauten, und das Provisorium wurde allmählich zu einer Dauereinrichtung. 1937 erfolgte die Erhebung zur Pfarrkirche, was mit Errichtung eines kleinen Glockenturms verbunden war. Das Kircheninnere wurde 1972 umgestaltet.
- Sanzingasse (Inzersdorf-Stadt), 1942 benannt nach dem Eisenbahntechniker Rudolf Sanzin (1874–1922), Professor an der Technischen Hochschule (ab 1919), Vorstand des Departments für Lokomotivbau im Eisenbahnministerium (ab 1920). Später wurde er Leiter der Abteilung für die Konstruktion von Elektrolokomotiven im damaligen Elektrisierungsamt.
- Sapphogasse (Oberlaa), 1958 benannt nach Sappho, der Hauptfigur in Franz Grillparzers gleichnamigem Drama. Siehe auch die Herogasse, Libussagasse und Medeagasse in Favoriten sowie die Grillparzerstraße im 1. Bezirk Innere Stadt. 1951–1953 wurde an der Gasse für aus Böhmen und Mähren vertriebene Altösterreicher eine Siedlung der Heimatvertriebenen, auch Seliger-Siedlung genannt, errichtet.[40]
- Saßmanngasse (Oberlaa), 1958 benannt nach dem Schriftsteller, Journalisten und Drehbuchautor Hanns Sassmann (1882–1944); er war zunächst schriftstellerisch tätig, sein Spezialgebiet waren historische Stoffe. Ab 1933 kamen Drehbuchentwürfe hinzu; er beteiligte sich überwiegend an leichtgewichtigen, musikalischen und süßlichen Filmstoffen mit alt-österreichischem k. u. k.-Flair. Im Historikerbericht Straßennamen Wiens seit 1860 als „Politische Erinnerungsorte“ aus dem Jahr 2013 ist die Straße Gruppe A (intensiver Diskussionsbedarf) zugeordnet[7]
- Schautagasse (Oberlaa), 1929 benannt nach dem Gynäkologen Friedrich Schauta (1849–1919); er erkannte und nutzte die bahnbrechenden Fortschritte auf den Gebieten der Radiologie, Bakteriologie, Histologie und Serologie. Seine Hauptleistung war die Einführung einer Operation bei Gebärmutterhalskrebs (Kollumkarzinom), bei der Gebärmutter und Eierstöcke von der Scheide aus entfernt werden (Schauta-Stoeckel-Operation).
- Scheugasse (Favoriten), 1919 benannt nach dem Musiker und Gewerkschafter Josef Franz Georg Scheu (1841–1904); 1878 gründete er den Arbeiter-Sängerbund Wien und wurde zugleich dessen Leiter. Weithin bekannt machte ihn 1868 das „Lied der Arbeit“, die Hymne der österreichischen Sozialdemokratie. Der Josef-Scheu-Hof im 11. Bezirk, Simmering, ist auch nach ihm benannt, ebenso der Scheu-Park im 5. Bezirk, Margareten. Die Gasse hieß davor Goethegasse.
- Scheunenstraße (Oberlaa, Unterlaa), benannt (Datum unbekannt) nach Scheunen, die sich einst hier befunden hatten.
- Schleiergasse (Favoriten), 1864 benannt. Der Benennungsgrund ist unbekannt.[1]
- Schönygasse (Oberlaa), 1981 benannt nach dem Lehrer Heinrich Schöny (1881–1965), Oberlehrer in Meidling, der sich auch als Chorleiter und Komponist betätigte. Die Gasse war vorher ein Teil der Heimkehrergasse.
- Schrankenberggasse (Favoriten), um 1874/75 benannt nach dem historischen Flurnamen Schrankenberg.
- Schröttergasse (Favoriten), 1876 benannt nach dem Chemiker und Mineralogen Anton Schrötter von Kristelli (1802–1875); auf dem Gebiet der Mineralogie untersuchte er unter anderem Asphalt, Bernstein, Idrialin, Ozokerit und Dopplerit. Ab 1845 beschäftigte er sich intensiv mit Phosphor. Schrötter wandelte weißen Phosphor durch Erhitzen in roten um. Sein Verfahren revolutionierte die Streichholzindustrie, wo roter Phosphor schon bald als Bestandteil der Reibflächen genutzt wurde. An ihn erinnern auch das Schrötterhorn in der Ortlergruppe sowie das Schrötter-Joch und Kap Schrötter auf der Hohenlohe-Insel (Franz-Josef-Land).
- Schwarzerweg (Oberlaa, Kleingartenanlage „Wilhelmshöhe“); nicht amtliche Bezeichnung.
- Schwarzgrubergasse (Oberlaa), 1956 benannt nach dem Alpinisten Rudolf Schwarzgruber (1900–1943). In den Jahren 1934 bis 1942 war er als Erster Vizepräsident des Österreichischen Alpenklubs tätig. Als ausgezeichneter Bergsteiger bewährte er sich besonders im kombinierten Fels-Eis-Gelände, was dazu führte, dass er an der Österreichischen Kaukasus-Expedition im Jahr 1936 teilnahm. Die Gasse hieß vorher Blindengasse. Im Historikerbericht Straßennamen Wiens seit 1860 als „Politische Erinnerungsorte“ aus dem Jahr 2013 ist die Straße Gruppe B (Diskussionsbedarf) zugeordnet[7]
- Sedlacekweg (Inzersdorf-Stadt), 1989 benannt nach dem Gewerkschafter Josef Sedlacek (1905–1983), Obmann des Betriebsrats der Wienerberger AG; während der NS-Zeit war er im Widerstand tätig.
- Segnerstraße (Oberlaa, Unterlaa), 1956 benannt nach dem deutschen Mathematiker, Physiker und Arzt Johann Andreas von Segner (1704–1777); er entwickelte ein Wasserrad, das als Segnersches Wasserrad zum Vorläufer der Turbinentechnik wurde. Das Rad nutzt dabei als Reaktionswasserrad die potentielle Energie, es gilt als Vorläufer der Pelton-Turbine. Die Straße hieß zuvor Simmeringer Straße.
- Selma-Lagerlöf-Gasse (Inzersdorf-Stadt, Per-Albin-Hansson-Siedlung West), 1951 benannt nach der schwedischen Schriftstellerin Selma Lagerlöf (1858–1940). Sie ist eine der bekanntesten Schriftstellerinnen des Landes und gehört zu den schwedischen Autoren, deren Werke zur Weltliteratur zählen. 1909 erhielt sie als erste Frau den Nobelpreis für Literatur.
- Senefeldergasse (Favoriten), 1871 benannt nach dem Erfinder der Lithografie Alois Senefelder (1771–1834); er entdeckte, dass Solnhofener Plattenkalk, ein ausgesprochen feinkörniger Kalkstein, sich gut als Grundlage für ein Druckverfahren eignete. 1818 verfasste er ein komplettes Lehrbuch zur Steindruckerey. Sein erstes lithografisches Meisterwerk waren die nach Albrecht Dürers Originalzeichnungen kopierten Randzeichnungen im Gebetbuch Kaiser Maximilians.
- Senfgasse (Oberlaa), 1957 benannt nach der Pflanze Senf; der Weiße Senf (Sinapis alba L.) ist eine wichtige Nutzpflanze und liefert als Gewürzpflanze einen der Grundstoffe des Senfgewürzes. Senf ist eines der nur fünf deutschen Wörter mit der Endung nf (die weiteren sind fünf, Genf, Hanf und Sernf).
- Servaesgasse (Inzersdorf-Stadt, Siedlung „Wienerfeld-West“), 1959 benannt nach dem deutschen Journalisten, Kritiker und Schriftsteller Franz Servaes (1862–1947); er kam 1899 nach Wien, wo er als Kunstkritiker tätig wurde. Bei der Neuen Freien Presse war er 1900 Berichterstatter bei der Weltausstellung in Paris. 1910 erwarb er mit seiner Frau ein Haus mit Garten in Weidlingau.
- Sibeliusstraße (Inzersdorf-Stadt), 1959 benannt nach dem finnischen Komponisten Jean Sibelius (1865–1957); er komponierte u. a. Sinfonische Dichtungen, Orchestersuiten, sieben Sinfonien, ein Violinkonzert, Kammermusik, Chorwerke und eine Oper. Sibelius gilt als einer der bedeutendsten Komponisten Finnlands und ist einer der wenigen, die über die Grenzen ihrer Heimat hinaus berühmt wurden.
- Siccardsburggasse (Favoriten, Inzersdorf-Stadt), 1875[2] benannt nach dem Architekten August Sicard von Sicardsburg (1813–1868); er baute zusammen mit Eduard van der Nüll (1812–1868) das Gebäude der Wiener Staatsoper (1861–1869). Sicard und van der Nüll gewannen zusammen den Architekturwettbewerb um den bedeutenden Opernbau, den ersten Monumentalbau der neuen Wiener Ringstraße. Ein Teil der Gasse hieß bis 1894 Heinrichgasse. Siehe auch Van-der-Nüll-Gasse.
- Sickingengasse (Inzersdorf-Stadt), 1930 benannt nach dem fränkischen Ritter Franz von Sickingen (1481–1523). Als Unterstützer von Anhängern der Reformation stritt er für die Säkularisation der kirchlichen Güter und führte seine Standesgenossen im Ritterkrieg 1522/23 an. Obwohl Sickingen mit seinen Bemühungen, dem Ritterwesen zu neuer Blüte zu verhelfen, scheiterte, wurde ihm von manchen voller Respekt der Titel „Letzter Ritter“ zuerkannt.
- Sindelargasse (Oberlaa, „Heimkehrersiedlung“), 1960 benannt nach dem Fußballer Matthias Sindelar (1903–1939); er war tschechischer Abstammung, zog aber noch als Kind mit seiner Familie nach Wien und wuchs im Arbeiterbezirk Favoriten auf. Der Mittelstürmer war Kapitän des legendären Wunderteams und wurde mehrfach als bester Fußballer Österreichs des 20. Jahrhunderts ausgezeichnet. Er gilt bis heute als großes Idol des österreichischen Fußballs. Ein Teil der Gasse wurde 1981 als Victor-Gruen-Gasse abgetrennt.
- Sindinggasse (Inzersdorf-Stadt), 1955 benannt nach dem norwegischen Komponisten Christian Sinding (1856–1941); unter seinen zahlreichen Kompositionen, die heute kaum noch gespielt werden, befinden sich vier Sinfonien, drei Violinkonzerte, ein Klavierkonzert, Kammermusik und die Oper Der heilige Berg von 1914.
- Sissy-Löwinger-Weg (Favoriten, Sonnwendviertel), 2016 benannt nach der Schauspielerin, Regisseurin und Theaterleiterin Cäcilia „Sissy“ Löwinger (1940–2011); sie entstammte der Schauspielerdynastie Löwinger, und war die Tochter der Volksschauspieler Liesl und Paul Löwinger. Neben ihrer Tätigkeit als Schauspielerin war sie auch als Regisseurin und Bühnenautorin engagiert. Ab 1988 leitete sie die Löwinger-Bühne.
- Soesergasse (Inzersdorf-Stadt, Siedlung „Wienerfeld West“), 1959 benannt nach dem Bürgerschullehrer und Sänger Ferdinand Soeser (1872–1937), Mitglied des Wiener Schubertbundes (ab 1897), 1921–1936 dessen Vorstand. Bedeutung erlangt er auch als Schubert-Sänger und durch sein Soeser-Quartett (1891–1907).[41]
- Sonnleithnergasse (Favoriten), 1890 benannt nach dem Juristen Ignaz von Sonnleithner (1770–1831), Professor für Handels- und Wechselrecht an der Universität Wien (ab 1801). Mit der Ausarbeitung der Statuten der „Allgemeinen Versorgungsanstalt“ als Institut der Ersten österreichischen Spar-Casse schuf er 1825 die Basis einer frühen privaten Sozialversicherung.[42]
- Sonnwendgasse (Favoriten), 1864 benannt nach den Sonnwendfeiern, die traditionell am 21. Juni abgehalten werden. Während der Sommersonnenwende erreicht die Sonne im Lauf eines Sonnenjahres den größten nördlichen Abstand vom Himmelsäquator. In diesem Augenblick kehrt die Sonne ihre durch die Schiefe der Ekliptik bewirkte Deklinationsbewegung um und nähert sich wieder dem Himmelsäquator. Östlich der Gasse sind ab 2010 die Stadtteile Quartier Belvedere und Sonnwendviertel entstanden.[1]
- Spitzyweg (Oberlaa), 1998 benannt nach dem Orthopäden Hans Spitzy (1872–1956), Professor für orthopädische Chirurgie an der Universität Wien und gleichzeitig Leiter der Orthopädische Abteilung des Kaiser Franz-Joseph-Spitals. Im Jahre 1923 wurde er zum Ordinarius und zum Direktor des Wiener Orthopädischen Spitals ernannt. Die Hans-Spitzy-Gasse im 21. Bezirk Floridsdorf ist seit 1959 ebenfalls nach ihm benannt.
- Starkegasse (Inzersdorf-Stadt), 1942 benannt nach dem Feinmechaniker Gustav Starke (1832–1917); er war der Sohn des deutschen Mechanikers Christoph Starke (1794–1865), der in Wien eine Werkstätte für feinmechanische Geräte gegründet hatte. Gustav Starke erweiterte 1866 den Betrieb als Starke & Kammerer und baute mit großem Erfolg astronomische und physikalische Instrumente.
- Staudiglgasse (Favoriten), 1872[14] benannt nach dem Sänger Josef Staudigl (1807–1861); er war einer der bedeutendsten Bassisten seiner Zeit. Staudigl hatte große Erfolge auf der Opernbühne, war aber als Interpret von Liedern und als Oratoriensänger noch hervorragender. Er trat vor allem im Burgtheater und im Theater an der Wien auf und war mit mehreren Tourneen erfolgreich. 1856 musste er seine Karriere wegen psychischer Probleme beenden.
- Stefan-Fadinger-Platz (Inzersdorf-Stadt), 1938 benannt nach dem Bauern, Hutmacher und Bauernführer Stefan Fadinger († 1626); er war Oberhauptmann der aufständischen Bauern des Traun- und Hausruckviertels im oberösterreichischen Bauernkrieg von 1626. Durch sein Rednertalent, sein Charisma und seinen unerschütterlichen Eifer für den Protestantismus erlangte er binnen kürzester Zeit große Popularität. Der Platz hieß 1930–1935 Fadingerplatz und 1935–1938 Liebfrauenplatz. Zahlreiche Verkehrsflächen in Oberösterreich sind ebenfalls nach ihm benannt.
- Steineichengasse (Oberlaa), 1957 benannt nach der Baumart aus der Gattung der Eichen (Quercus) in der Familie der Buchengewächse (Fagaceae), die korrekt Traubeneiche heißt. Sie ist nach der Stieleiche die in Mitteleuropa am weitesten verbreitete Eichenart und für den Laaer Berg typisch. Die Gasse hieß früher Brunnengasse.
- Steinschötelgasse (Oberlaa), 1957 benannt nach einer am Laaer Berg vorkommenden Pflanzenart, die volkstümlich Steinschötel genannt wurde, aber botanisch nicht mehr identifizierbar ist. Die Gasse hieß vorher Siedlergasse.
- Stella-Kadmon-Weg (Oberlaa), 2003 benannt nach der Schauspielerin, Kabarettistin und Theaterleiterin Stella Kadmon (1902–1989); mit Chansons von Fritz Grünbaum debütierte sie in Wien als Chansonnière erfolgreich im Kabarett „Pavillon“ und ging mit ihrem Programm auf Tournee. Sie machte sich von 1926 bis 1931 einen Namen als Diseuse und Kabarettistin und trat in dieser Zeit in den Wiener Kabaretten Simpl, Pavillon und Hölle auf sowie in München, Köln und Berlin auf. 1948–1981 leitete sie das „Theater der Courage“, seit 1960 am Franz-Josefs-Kai.
- Steudelgasse (Favoriten), 1875 benannt nach dem Gastwirt und Politiker Johann Heinrich Steudel (1825–1891); durch Grundstücksspekulationen gelang es ihm, einen enormen Reichtum zu erwerben. Als weitblickend stellte sich sein Plan heraus, die vor dem Linienwall zu beachtlicher Größe angewachsene Siedlung, die großteils dem 4., aber teilweise auch dem 5. Wiener Gemeindebezirk angehörte, in einen eigenen 10. Gemeindebezirk umzuwandeln, was 1874 geschah. Steudel wurde der erste Bezirksvorsteher des neuen, Favoriten genannten Bezirkes und war in dieser Funktion von 1875 bis 1883 tätig. Entgegen den üblichen Gepflogenheiten erfolgte die Straßenbenennung bereits zu seinen Lebzeiten. Im Bereich des 2010 abgetragenen Südbahnhofs trug ein Verbindungstunnel zwischen Südbahn und Ostbahn den Namen Steudeltunnel; der Tunnel wurde im Zuge des Baues des neuen Hauptbahnhofs 2010 demoliert.
- Stinygasse (Inzersdorf-Stadt, Per-Albin-Hansson-Siedlung Nord), 1956 benannt nach dem Geologen Josef Stini (1880–1958); er gehört mit seinen grundlegenden geologischen Untersuchungen im Zusammenhang mit Talsperren- und Tunnelprojekten zu den Mitbegründern der Bau- oder „Ingenieurgeologie“. Er lieferte auch Arbeiten über die Auswahl und Beurteilung der Straßenbaugesteine. Im Historikerbericht Straßennamen Wiens seit 1860 als „Politische Erinnerungsorte“ aus dem Jahr 2013 ist die Straße Gruppe C (demokratiepolitisch relevante biographische Lücken) zugeordnet[7]
- Stockholmer Platz (Oberlaa), 1951 benannt nach der schwedischen Hauptstadt Stockholm;[43] sie ist mit 1,37 Millionen Einwohnern (Kernzone) beziehungsweise 2,1 Millionen Einwohnern (Groß-Stockholm) die größte Stadt in Skandinavien. Der Name leitet sich von „stock“ (Stock, Baumstamm) und „holm“ (kleine Insel) ab. Platz in der 1951 eröffneten Per-Albin-Hansson-Siedlung; siehe auch Göteborggasse, Lundgasse, Malmögasse, und Upsalagasse.
- Suchenwirtplatz (Inzersdorf-Stadt), 1875 benannt nach dem Wappendichter Peter Suchenwirt (* um 1320; † nach 1395); er begleitete 1377 den Herzog Albrecht III. von Österreich auf seinem Kriegszug nach Preußen. Unter seinen zahlreichen Dichtungen ist insbesondere die poetische Erzählung Von Herzog Albrechts Ritterschaft (Ritterzug) von Bedeutung.
- Südrandstraße (Inzersdorf), 1973 benannt nach dem Südrand der Kleingartenanlage „Blumental“, die 1953 gegründet wurde und 416 Parzellen umfasst.[44]
- Südtiroler Platz (Favoriten), an der Kreuzung des Wiedner Gürtels mit der Favoritenstraße, 1927 benannt nach dem Land Südtirol. Der Platz hieß vorher ab 1898 Favoritenplatz. Er ist seit 1962 S-Bahn-Station, seit 1978 U-Bahn-Station und seit 2013 Vorplatz des Wiener Hauptbahnhofs. Der Platz befindet sich großteils im 4. Bezirk. Nach Süden, in den 10. Bezirk, zweigen Laxenburger Straße und Sonnwendgasse ab.
- Susi-Nicoletti-Weg (Oberlaa), 2016 benannt nach der Schauspielerin Susi Nicoletti (eigentlich Susanne Emilie Luise Adele Habersack, 1918–2005); sie wurde 1940 Ensemblemitglied des Burgtheaters. Ab 1946 spielte sie auch bei den Salzburger Festspielen, ab 1992 am Theater in der Josefstadt. Sie war der Inbegriff des „süßen Wiener Mädels“ mit Temperament und frechem Witz. Von 1954 bis 1989 war sie ordentliche Professorin am Wiener Max Reinhardt Seminar.

## T

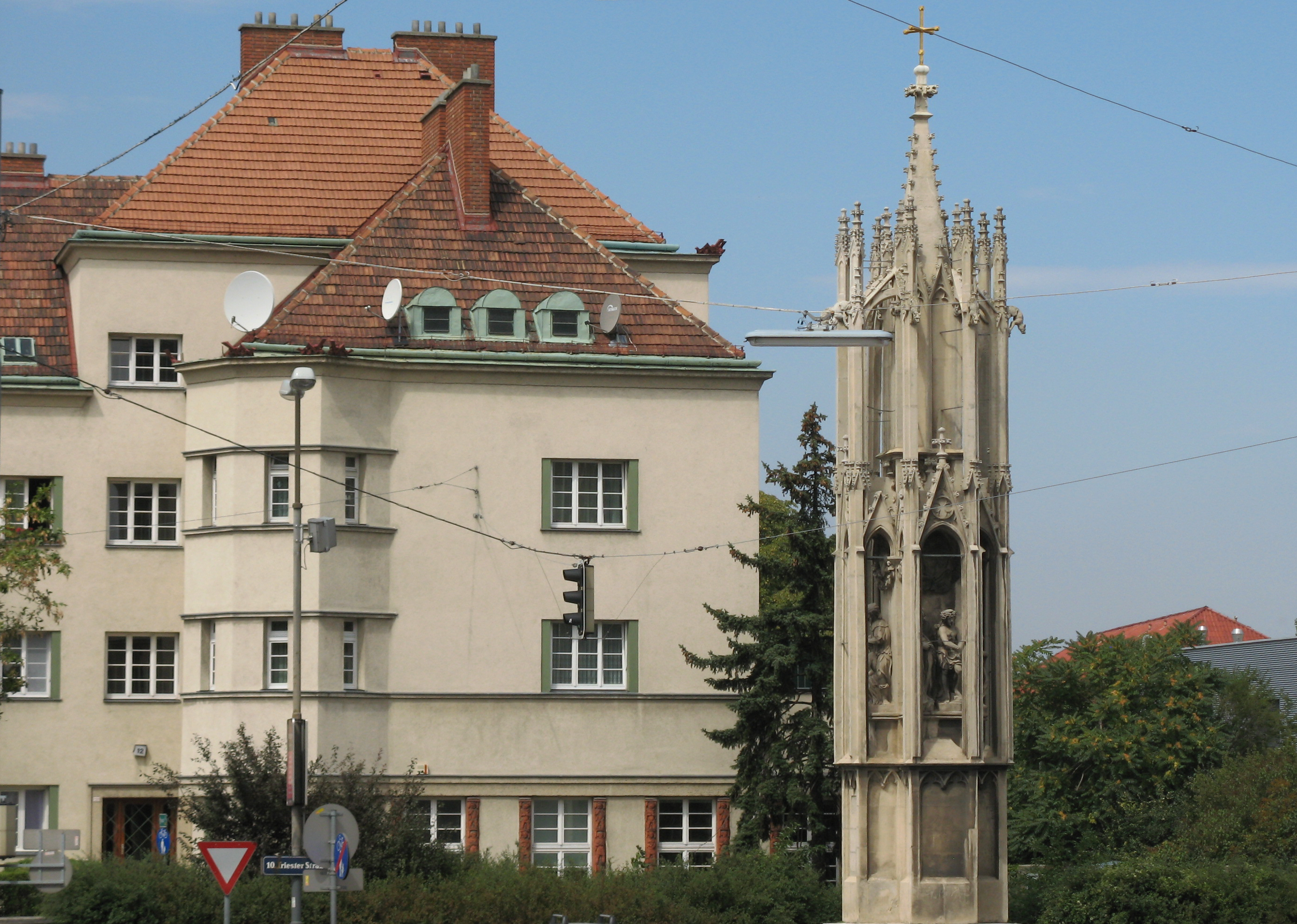
Spinnerin am Kreuz und George-Washington-Hof, Triester Straße

- Tegnérgasse (Inzersdorf-Stadt, Oberlaa, Per-Albin-Hansson-Siedlung West), 1951 benannt nach dem schwedischen Lyriker und lutherischen Bischof Esaias Tegnér; seine Frithiofs saga zählt zu den repräsentativen Leistungen der schwedischen Romantik und gilt als sein Hauptwerk. Dem Beispiel Adam Oehlenschlägers folgte er mit der Wahl seiner Themen aus den altnordischen Sagenstoffen; siehe auch die Oehlenschlägergasse im 12. Bezirk Meidling.
- Teichgasse (Oberlaa), Benennungsdatum unbekannt; der Weg führt zum ehemaligen Rothneusiedler Teich.
- Tesarekplatz (Inzersdorf-Stadt), 1989 benannt nach dem Beamten und Pädagogen Anton Tesarek (1896–1977); er gründete 1925 die sozialdemokratische Jugendorganisation Rote Falken. Ab 1945 leitete er das Jugendamt der Stadt Wien und arbeitete führend beim Wiederaufbau der Kinderfreunde mit, deren stellvertretender Bundesobmann er von 1947 bis 1964 war.
- Tessingasse (Inzersdorf-Stadt, Oberlaa, Per-Albin-Hansson-Siedlung West), 1951 benannt nach dem schwedischen Architekten Nicodemus Tessin der Ältere (1615–1681) und seinem Sohn Nicodemus Tessin der Jüngere (1654–1728). Tessin der Ältere war einer der wichtigsten Architekten in Schweden während der zweiten Hälfte des 17. Jahrhunderts. Er war königlicher Architekt (ab 1646), Stockholmer Stadtarchitekt (ab 1661) und Hofarchitekt (ab 1676). Tessin der Jüngere war Hofarchitekt (ab 1676), Stockholmer Stadtarchitekt (1682–1715) und königlicher Rat (ab 1712).
- Theodor-Sickel-Gasse (Oberlaa), 1932 benannt nach dem Historiker Theodor von Sickel (1826–1908); er stellte in der zweiten Hälfte des 19. Jahrhunderts die Diplomatik (Urkundenlehre) auf neue Grundlagen. In erster Linie widmete er sich der Ausarbeitung der diplomatischen Methode des Schrift- und Diktatvergleichs bei den frühmittelalterlichen Urkunden. 1867 wurde er Ordinarius, von 1869 bis 1891 war er Direktor des Instituts für Österreichische Geschichtsforschung.
- Theodor-Steiskal-Gasse (Inzersdorf-Stadt), 1974 benannt nach dem Pädagogen Theodor Steiskal (1876–1945); er wirkte ab 1919 in der Schulreformabteilung des damaligen österreichischen Unterrichtsamts. Er beschäftigte sich vor allem mit experimentellen Schulversuchen nach den Prinzipien von Ernst Meumann und Johann Heinrich Pestalozzi. 1934 wurde er wegen seiner sozialistischen Gesinnung zwangspensioniert.[45]
- Thomas-Münzer-Gasse (Inzersdorf-Stadt, Siedlung „Am Wasserturm“), 1930 benannt nach dem deutschen Theologen und Revolutionär Thomas Müntzer (1490–1525). Im Gegensatz zu Luther stand er für die gewaltsame Befreiung der Bauern und betätigte sich in Mühlhausen/Thüringen als Agitator und Förderer der Aufstände. Er versuchte, seine Vorstellungen einer gerechten Gesellschaftsordnung umzusetzen: Privilegien wurden aufgehoben, Klöster aufgelöst, Räume für Obdachlose geschaffen, eine Armenspeisung eingerichtet. Seine Bestrebungen, verschiedene Thüringer Bauernhaufen zu vereinigen, scheiterten jedoch. Im Mai 1525 wurde er gefangen genommen, gefoltert und schließlich hingerichtet.
- Trambauerstraße (Favoriten, Inzersdorf-Stadt), 1911 benannt nach dem Seifensieder Theodor Trambauer (1830–1903), Gemeinderat (1890–1895).
- Triester Straße (Favoriten, Inzersdorf-Stadt), 1883 benannt nach der Stadt Triest, in die die Fernstraße seit dem Mittelalter führt. Diese Reichsstraße war vorher vorwiegend als Neustädter Poststraße bekannt gewesen, die besonders unter Kaiser Karl VI. Anfang des 18. Jahrhunderts ausgebaut worden war. Die Triester Straße ist eine der wichtigsten Straßenverbindungen Wiens nach Süden; sie ist Teil der ehemaligen Bundesstraße B17.
- Troststraße (Favoriten, Inzersdorf-Stadt), 1894 benannt nach dem Fleischhauer Michael Martin Trost (1831–1893), Gemeinderat (1875–1883), Vorsitzender des Favoritner Ortsschulrates. Die Straße hieß vorher Marxergasse und Schaumburgerstraße. Seit 2017 auch U-Bahn-Station Troststraße.
- Tyrnauer Gasse (Favoriten), 1914 benannt nach der slowakischen Stadt Tyrnau, in der früher eine deutschsprachige Minderheit mit ca. 3.000 Mitgliedern lebte. Der slowakische Name ist der des Flusses Trnava (heute Trnávka), der so viel wie durch das Dornendickicht fließend (tŕnie = Dornenbusch) bedeutet.

## U

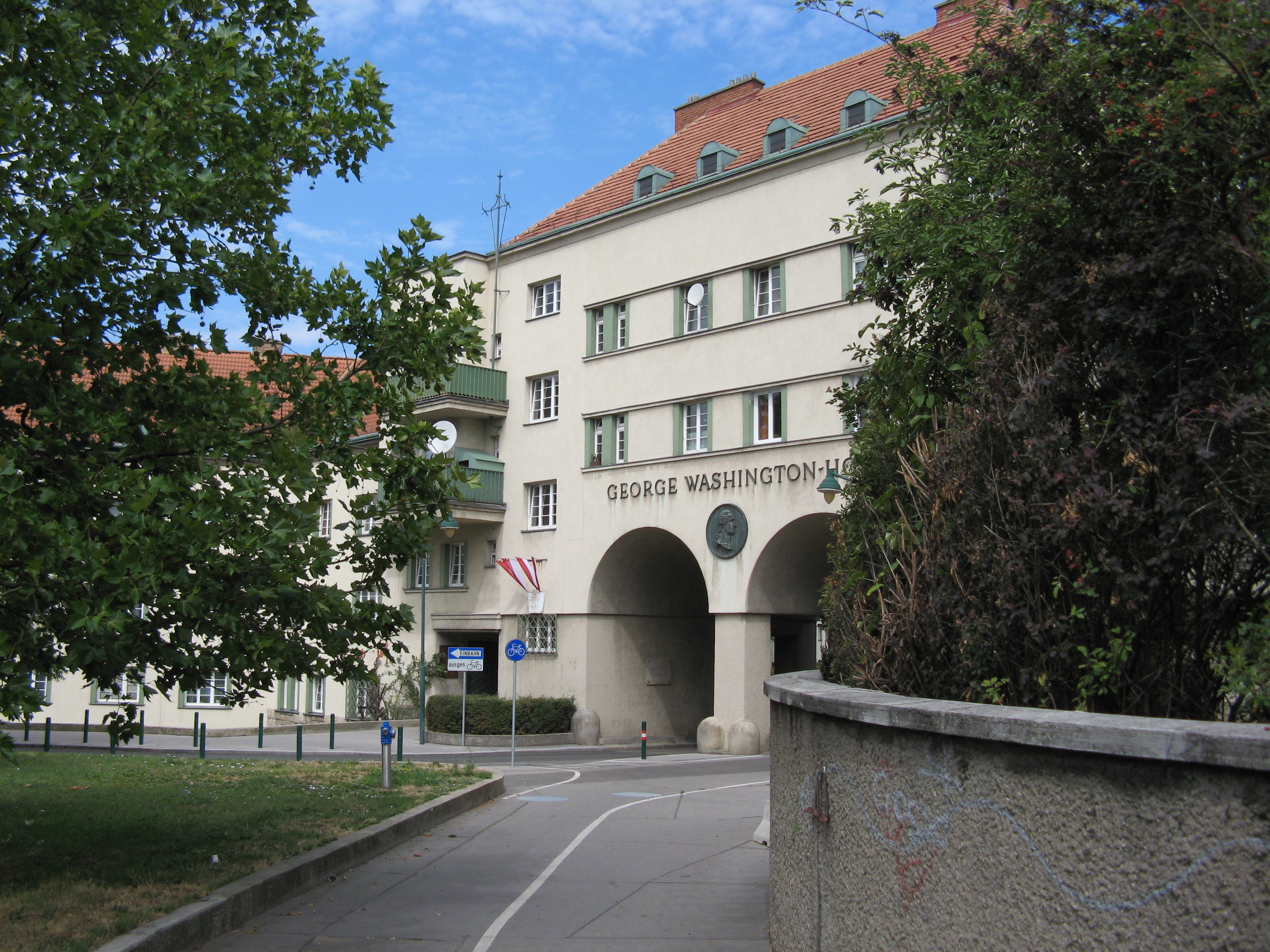
George-Washington-Hof, Untermeidlinger Straße

- Uetzgasse (Simmering), 1920 benannt nach Karoline Uetz († 1910); sie betätigte sich in Simmering als Wohltäterin und hinterließ eine Stiftung für Waisenknaben in Höhe von 60.000 Gulden.
- Uhlandgasse (Favoriten), 1864[22] benannt nach dem deutschen Dichter, Literaturwissenschaftler, Juristen und Politiker Ludwig Uhland (1787–1862); er schrieb vor allem Balladen, sein bekanntestes Werk ist Des Sängers Fluch (1814). Uhland betätigt sich auch politisch; er war 1819–1826 Mitglied des württembergischen Landtags und 1848 Abgeordneter der Nationalversammlung in der Frankfurter Paulskirche.
- Uhligstraße (Oberlaa), 1956 benannt nach dem Geologen und Paläontologen Viktor Uhlig (1857–1911), Ordinarius für Geologie an der Universität Wien (1900–1911), Mitbegründer (1907) und erster Präsident der Geologischen Gesellschaft in Wien. Sein Interesse galt neben den Ostalpen besonders der Geologie und Paläontologie der Karpaten. Die Straße hieß vorher Goethestraße.
- Undsetgasse (Inzersdorf-Stadt, Siedlung „Wienerfeld Ost“), 1955 benannt nach der norwegischen Schriftstellerin Sigrid Undset (1882–1949). Ihre Werke befassen sich mit dem Konflikt zwischen norwegischer Tradition, der europäischen Krise ihrer Zeit, dem römischen Katholizismus und der weiblichen Emanzipationsbewegung. Vor allem für ihre kraftvollen Schilderungen des nordischen Lebens im Mittelalter erhielt sie 1928 den Nobelpreis für Literatur.
- Untere Bahnlände (Oberlaa), 1993 benannt nach ihrem Verlauf entlang der Donauländebahn. Um für die Erzzufuhr vom Erzberg zu den Hochöfen der Innerberger Hauptgewerkschaft in Klein Schwechat zu sorgen und auch zur Bedienung diverser Industriebetriebe (insbesondere der Brauerei Dreher), wurde 1872 im Anschluss an die Verbindungsbahn (von der Kaiserin-Elisabeth-Bahn zur Südbahn) die Donauländebahn zwischen Hetzendorf und Kaiserebersdorf bzw. Albern eröffnet, die über die Winterhafenbrücke zur Donauuferbahn am Handelskai führt. Siehe auch Bahnlände.
- Untere Kaistraße (Oberlaa), 1993 benannt nach ihrer Lage entlang des linken Ufers des Liesingbachs. Als Kai (im 17. Jahrhundert aus niederländisch kaai von französisch quai entlehnt) bezeichnet man einen durch Mauern befestigten Uferdamm. Siehe auch Kaistraße.
- Unterlaaer Platz (Unterlaa), 1987 benannt nach der Ortschaft Unterlaa, die im Südosten Favoritens an der Liesing liegt. Ursprünglich bildete der Ort mit dem flussaufwärts liegenden Oberlaa eine Einheit unter dem Namen Laa. Im Jahre 1873 wurden größere unbewohnte Teile des Ortes an das Wiener Stadtgebiet angeschlossen. Nach dem „Anschluss“ Österreichs an das Deutsche Reich wurde Wien zu Groß-Wien vergrößert. Dies hatte die Eingemeindung Unterlaas zur Folge; es befand sich bis 1954 im damaligen 23. Bezirk, Schwechat, und gelangte dann zum 10. Bezirk.
- Unter-Laaer Straße (Oberlaa, Unterlaa), benannt (Datum unbekannt) nach der Ortschaft Unterlaa; siehe Unterlaaer Platz.
- Unter-Meidlinger Straße (Inzersdorf-Stadt), 1905 benannt nach der ehemals selbstständigen Gemeinde Untermeidling, seit 1892 Teil des 12. Bezirks, Meidling. Da Meidling Anfang des 19. Jahrhunderts recht groß geworden war, wurde der Ort 1806 in Obermeidling und Untermeidling geteilt. (Damit war nicht die Höhenlage gemeint, sondern die Lage der Ortsteile am Wienfluss: Richtung Oberlauf = Westen, Unterlauf = Osten.) Der Großteil der Straße befindet sich, westlich anschließend, im 12. Bezirk.
- Upsalagasse (Oberlaa), 1951 benannt nach der schwedischen Stadt Uppsala. Die Stadt ist an der Bevölkerung gemessen nach Stockholm, Göteborg und Malmö die viertgrößte Stadt des Landes; sie ist eine traditionelle und bekannte Universitätsstadt. Die Schreibung des Stadtnamens wurde um 1903 von Upsala auf Uppsala geändert. Siehe auch Göteborggasse, Lundgasse, Malmögasse und Stockholmer Platz.
- Urselbrunnengasse (Oberlaa, Favoriten, Simmering), 1964 benannt nach dem historischen Flurnamen Urselbrunnen; die umliegenden Äcker gehörten dem Kloster St. Ursula, das 1960 vom 1. in den 23. Bezirk übersiedelte und dort seinen Konvent und Schulen betreibt.
- Ute-Bock-Weg (Inzersdorf-Stadt), 2021 benannt nach der Erzieherin, Flüchtlingshelferin und Menschenrechtsaktivistin Ute Bock (1942–2018). Sie wurde durch ihren Einsatz für Asylwerber und Flüchtlinge bekannt, die sie mit dem Verein Flüchtlingsprojekt Ute Bock mit Wohnraum, Kleidung, Kursen und der Vermittlung von juristischer und medizinischer Hilfe unterstützte.

## V
- Vally-Weigl-Gasse (Favoriten, Sonnwendviertel), 2009 benannt nach der Komponistin und Musiktherapeutin Vally Weigl (1894–1982); die wenig bekannte Künstlerin pflegte in ihren Kompositionen einen kammermusikalisch-polyphonen, an der Musikästhetik des ausgehenden 19. Jahrhunderts orientierten Stil. Neben dem Komponieren widmete sie sich ab den 1950er Jahren verstärkt der Musiktherapie.
- Van-der-Nüll-Gasse (Favoriten, Inzersdorf-Stadt), 1875[2] benannt nach dem Architekten Eduard van der Nüll (1812–1868); gemeinsam mit seinem Partner August Sicard von Sicardsburg erbaute er die Wiener Staatsoper, die im Stil der Frührenaissance 1861–1869 als erstes öffentliches Gebäude der Wiener Ringstraße errichtet wurde. Nach einer Pressekampagne gegen ihn erhängt sich van der Nüll, Sicardsburg starb zehn Wochen später; siehe auch Siccardsburggasse. Ein Teil der Gasse hieß bis 1894 Wienerfeldgasse.
- Vettersgasse (Simmering), 1955 benannt nach dem Geologen Hermann Vetters (1880–1941); ab 1918 arbeitete er an der Geologischen Bundesanstalt, deren Chefgeologe er wurde. Er gehörte zu den Gründungsmitgliedern der Geologischen Gesellschaft in Wien, deren Präsident er 1934–1935 war. Seine besondere Leistung liegt in der Erstellung einer geologischen Karte von Österreich und in der Auffindung von Öllagerstätten im Lande. Im Historikerbericht Straßennamen Wiens seit 1860 als „Politische Erinnerungsorte“ aus dem Jahr 2013 ist die Straße Gruppe C (demokratiepolitisch relevante biographische Lücken) zugeordnet[7]
- Victor-Gruen-Gasse (Oberlaa), 1981 benannt nach dem Stadtplaner und Architekten Victor Gruen (vorher Victor David Grünbaum, 1903–1980); er sorgte durch die Planung der ersten modernen Einkaufszentren am Rand von Städten in den USA international für Aufsehen und war der Erfinder der „Shopping Mall“. In Wien gilt er als geistiger Vater der ersten großen Fußgängerzone, die 1974 trotz heftiger Kritik in der Kärntner Straße eingerichtet wurde. Die Gasse war vorher ein Teil der Sindelargasse.
- Viktor-Adler-Platz (Favoriten), 1919 benannt nach dem Arzt und Politiker Viktor Adler (1852–1918); er war Führer der österreichischen Sozialdemokratie, Haupt der Arbeiterbewegung und Mitbegründer der Ersten Republik. Er gründete 1889 die Arbeiter-Zeitung, vereinigte auf dem Hainfelder Parteitag 1888–1889 die sozialdemokratischen Gruppen und war maßgeblich an der Abfassung des Brünner Programms 1899 beteiligt. Als Abgeordneter (ab 1905) setzte er sich entschieden für das allgemeine Männerwahlrecht ein. Der Victor-Adler-Hof in Favoriten ist ebenfalls nach ihm benannt. Der Platz hieß davor bis 1919 Eugenplatz und 1938–1945 Horst-Wessel-Platz.
- Vitalygasse (Favoriten, Quartier-Belvedere), 2011 benannt nach dem Schneidermeister Karl Vitaly (1912–2003); er war von 1947 an Inhaber des 1873 als Maßschneiderei gegründeten Modehauses Tlapa an der Favoritenstraße. Das Haus hatte eine Verkaufsfläche von 6.000 m².[46] Das Unternehmen wurde Ende Jänner 2016 geschlossen.[47]
- Vivaldigasse (Inzersdorf-Stadt), 1972 benannt nach dem italienischen Komponisten und Violinisten Antonio Vivaldi (1678–1741); er war einer der wichtigsten Komponisten des Barock, sein wohl bekanntestes Werk sind Die vier Jahreszeiten (1725). Vivaldi starb 1741 in Wien. Der einstmals bekannteste Musiker Europas blieb in Wien von der Musikwelt unbeachtet und wurde in einem einfachen Grab auf dem Spitaller Gottsacker vor dem Kärntnertor beigesetzt, an dessen Stelle sich heute das Hauptgebäude der Technischen Universität Wien befindet.
- Vogentalgasse (Simmering), 1955 benannt nach dem historischen Riednamen Vogental.
- Volkmargasse (Oberlaa), 1956 benannt in falscher Schreibweise nach dem Chemiker, Physiker und Druckereifachmann Ottomar von Volkmer (1839–1901); er war ab 1885 Vizedirektor der k.k. Hof- und Staatsdruckerei, von 1892 bis zu seinem Tod deren Direktor. Er stellte den Betrieb von Dampf- auf Elektroantrieb um und trennte administrativ den Verlag vom Verschleiß. Die Gasse hieß zuvor Haydngasse.
- Vollnhoferplatz (Oberlaa), 2006 benannt nach dem Geistlichen Josef Vollnhofer (1927–2003); er wurde 1951 zum Priester geweiht und wechselte nach einigen Jahren als Kaplan 1958 in die Militärseelsorge. 1973 schied er als Superior aus dem aktiven Militärdienst aus und wirkte bis 2001 als Pfarrer der Antonskirche. Von 1982 bis 1992 war er außerdem Dechant des Dekanats Favoriten.[48]
- Vondrakplatz (Rothneusiedl), 1996 benannt nach dem Rechtsanwalt Franz Vondrak (1902–1959); auf seine Initiative wurde 1953–1954 die Filialkirche in Rothneusiedl errichtet. Die kleine Kirche war vom Architekten Oskar Dechant entworfen worden.[49]

## W

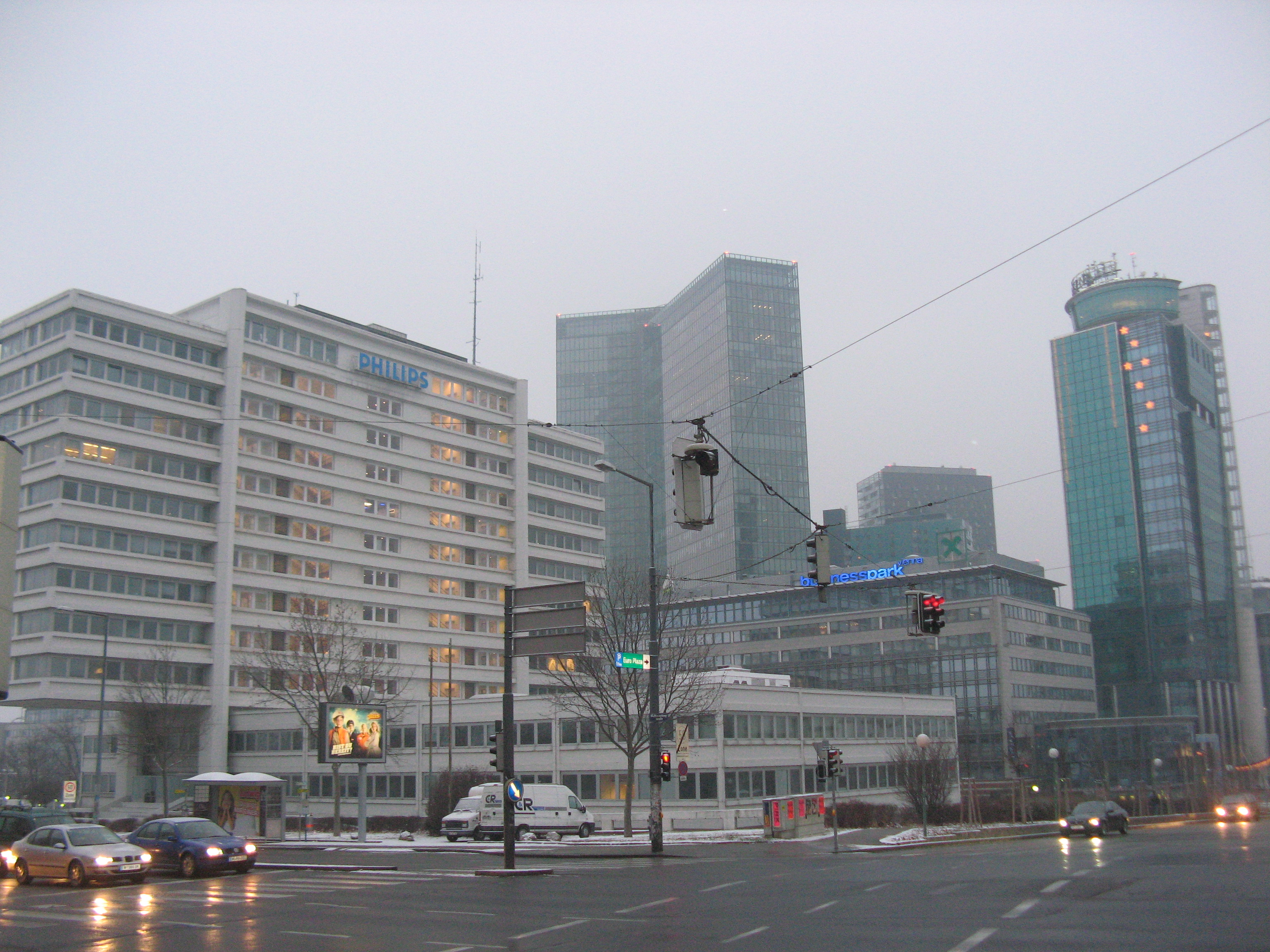
Wienerbergstraße Ecke Triester Straße

- Waldgasse (Favoriten), 1864 zur Erinnerung daran benannt, dass der Laaer Wald einst bis in diese Gegend reichte.[1]
- Waltenhofengasse (Favoriten), 1942 benannt nach dem Physiker und Elektrotechniker Adalbert von Waltenhofen (1828–1914); er erfand 1874 das nach ihm benannte Waltenhofen'sche Pendel, einen Vorläufer der heutigen Wirbelstrombremse. 1883 bis 1899 war er erster Professor am Institut für Elektrotechnik der Technischen Hochschule Wien, später dessen Vorstand.
- Walter-Lindenbaum-Gasse (Oberlaa), 1968 benannt nach dem Lyriker und Journalisten Walter Lindenbaum (1907–1945); er schrieb vor allem in der Arbeiter-Zeitung, in Das Kleine Blatt und dem Arbeiter-Sonntag. Nach dem „Anschluss“ Österreichs an das Dritte Reich wurde er von der Israelitischen Kultusgemeinde Wien angestellt und fungierte als Blitzdichter, Geburtstagsfeierer und Vermittler von Geschenkesendungen in Konzentrationslager. 1945 wurde er im KZ Buchenwald ermordet.
- Watzlawickweg (Favoriten, Sonnwendviertel), 2016 benannt nach dem österreichisch-amerikanischen Kommunikationswissenschaftler, Psychotherapeuten, Soziologen, Philosophen und Autor Paul Watzlawick (1921–2007). Seine Arbeiten hatten Einfluss auf die Familientherapie und die allgemeine Psychotherapie. Im deutschsprachigen Raum wurde er vor allem durch seine populärwissenschaftlichen Veröffentlichungen zur Kommunikationstheorie und über den radikalen Konstruktivismus einem größeren Publikum bekannt.
- Weichselbaumgasse (Oberlaa, Siedlung „Südost“), 1929 benannt nach dem Pathologen und Bakteriologen Anton Weichselbaum (1845–1920), Professor für Pathologische Anatomie an der Universität Wien (1893–1916), 1912/13 deren Rektor. Er gehörte zu den Ersten, die die Bedeutung der Bakteriologie für die Pathologische Anatomie erkannten. 1887 entdeckte er den Erreger der vor allem bei Säuglingen und Kleinkindern auftretenden Meningokokkenmeningitis.
- Weidelstraße (Oberlaa), 1956 benannt nach dem Chemiker Hugo Weidel (1849–1899), Professor an der Hochschule für Bodenkultur (ab 1886) und an der Universität Wien (ab 1891). Er befasste sich hauptsächlich mit Untersuchungen über Oxidation und Abbau von Alkaloiden, die Nikotin- und Berberinsäure, phenolischen Benzolderivaten und tierischem Teer. Die Weidelsche Reaktion ist nach ihm benannt. Die Straße hieß vorher Schillerstraße bzw. Anton-Schwarz-Gasse.
- Weigandhof (Inzersdorf-Stadt), 1930 benannt nach dem deutschen Beamten Friedrich Weigandt († um 1525), Kurmainzer Rentamtmann aus Miltenberg. Er war gemeinsam mit Wendel Hipler Anführer im Deutschen Bauernkrieg von 1525. Kurze Stichstraße zur gleichnamigen städtischen Wohnhausanlage Weigandhof, ausgehend von der Weitmosergasse; siehe diese.
- Weitmosergasse (Inzersdorf-Stadt), 1930 benannt nach dem Gewerken Erasmus Weitmoser († um 1526); er war einer der Anführer der aufständischen Gasteiner Knappen im Deutschen Bauernkrieg von 1525. Er musste allerdings fliehen und hinterließ 10.000 Gulden Schulden, die er in den Aufstand investiert hatte.[50] Siehe auch Weigandhof.
- Weizengasse (Oberlaa), 1963 benannt nach dem Getreide Weizen, das hier früher angebaut wurde. Etymologisch leitet sich Weizen vom „Weiß“ des Produkts dieses Getreides, dem weißen Mehl,[51] und der hellen Farbe der Weizenfrucht[52] ab.
- Weldengasse (Favoriten), 1864 benannt nach Feldzeugmeister Ludwig von Welden (1782–1853); seit 1836 Feldmarschallleutnant, erhielt er 1838 das Divisionskommando in Graz, 1843 das Generalkommando in Tirol. 1849 erhielt er nach Windischgrätz’ Niederlagen mit dem Rang des Feldzeugmeisters das Oberkommando der k.k. Armee in Ungarn und wurde 1849–1851 Zivil- und Militärstatthalter von Wien.[1] Im Historikerbericht Straßennamen Wiens seit 1860 als „Politische Erinnerungsorte“ aus dem Jahr 2013 ist die Straße Gruppe A (intensiver Diskussionsbedarf) zugeordnet[7]
- Wendstattgasse (Oberlaa, Per-Albin-Hansson-Siedlung Ost), 1968 benannt nach dem mittelalterlichen Begriff Wendstatt; dieser bezeichnete im 15. Jahrhundert eine breitere Wegstelle (Umkehrplatz) in den Weinbergen, bei der man die Wagen beladen und mit ihnen wenden konnte.
- Wiedner Gürtel (Favoriten), 1882 benannt nach der bis 1850 selbstständigen Gemeinde Wieden, die erstmals um das Jahr 1211 als Widem urkundlich erwähnt wurde. Wieden leitet sich vom Widum (immobiles Vermögen der Pfarrpfründe) von Sankt Stephan ab. In der Tat stand Wieden von 1137 bis 1723 zu großen Teilen im Besitz des Domstifts zu St. Stephan. 1850 wurde der Ort eingemeindet und namensgebender Stadtteil des neuen 4. Wiener Gemeindebezirkes Wieden. Der Wiedner Gürtel bildet die nördliche Begrenzung des entstehenden Stadtteils Quartier Belvedere. Die Straße hieß vorher im Bereich des Südbahnhofs Vordere Südbahnstraße.
- Wielandgasse (Favoriten), 1864 benannt nach dem deutschen Dichter, Übersetzer und Herausgeber Christoph Martin Wieland (1733–1813); er war einer der bedeutendsten Schriftsteller der Aufklärung im deutschen Sprachgebiet und der Älteste des klassischen Viergestirns von Weimar, zu dem er neben Johann Gottfried Herder, Johann Wolfgang Goethe und Friedrich Schiller gezählt wurde. Neben seinen eigenen Dichtungen übersetzte er Werke von Shakespeare und gab die Zeitschrift Der Teutsche Merkur heraus.[1]
- Wielandplatz (Favoriten), 1864[22] benannt nach dem deutschen Dichter, Übersetzer und Herausgeber Christoph Martin Wieland (1733–1813); siehe Wielandgasse.
- Wienerbergerplatz (Inzersdorf-Stadt), 2018 benannt nach dem Unternehmen Wienerberger, mit 197 Werken in 30 Ländern der größte Ziegelproduzent der Welt. Die Firma wurde 1819 von Alois Miesbach gegründet und 1857 von Heinrich von Drasche-Wartinberg übernommen. Die Gesellschaft profitierte vom Bauboom der Gründerzeit. Die meisten Ringstraßen-Bauten wurden mit Wienerberger-Ziegeln gebaut, ebenso das Arsenal und die Semmeringbahn. Siehe auch die Miesbachgasse in Wien-Leopoldstadt und die Draschestraße in Liesing.
- Wienerbergstraße (Inzersdorf-Stadt), 1894 benannt nach dem 236 m hohen Wienerberg. Die B 225 führt wie einst ein Feldweg von Meidling auf dem Bergrücken zur Spinnerin am Kreuz in Favoriten. Bis zum Anfang des 20. Jahrhunderts war sie, ausgenommen die Wienerberger Ziegelfabrik, unverbaut. Die Straße hieß vorher im 10. Bezirk Gerichtsweg.
- Wienerfeldgasse (Inzersdorf-Stadt), 1909 benannt nach dem historischen Flurnamen Wienerfeld.
- Wieselburger Gasse (Favoriten), 1914 benannt nach der ungarischen Stadt Moson, einer Teilstadt von Mosonmagyaróvár im nordwestungarischen Komitat Győr-Moson-Sopron. In Moson – deutsch: Wieselburg – lebte eine bedeutende deutschsprachige Minderheit. Der Name hat keinen Bezug zur heutigen österreichischen Stadt Wieselburg.
- Wiesenthalgasse (Oberlaa), 1981 benannt nach der Tänzerin, Choreografin und Tanzpädagogin Grete Wiesenthal (1885–1970); ab 1926 inszenierte sie Ballette an der Wiener Staatsoper. Von 1930 bis 1959 war sie choreografische Mitarbeiterin der Salzburger Festspiele. 1934 bis 1952 lehrte sie an der Tanzabteilung der Akademie für Musik und darstellende Kunst in Wien. Die Gasse war vorher Teil der Langsulzgasse.
- Wilczekgasse (Favoriten), 1932 benannt nach dem Polarforscher und Kunstmäzen Johann Nepomuk Graf Wilczek (1837–1922); er war der wichtigste Förderer der Österreichisch-Ungarischen Nordpolexpedition von Julius Payer und Carl Weyprecht (1872–1874). Er war gemeinnützig tätig, ließ in Wien gemeinsam mit Theodor Billroth das Rudolfinerhaus errichten und war Mitbegründer der Wiener Freiwilligen Rettungsgesellschaft. (Siehe auch die Mundygasse in Favoriten und die Lamezanstraße im 23. Bezirk Liesing.) Von 1874 bis 1906 ließ Wilczek die monumentale Burg Kreuzenstein bei Wien als Museum für seine umfangreichen Kunstsammlungen errichten.
- Wilhelm-Pinka-Platz (Oberlaa), 1993 benannt nach Wilhelm Pinka (1909–1988); er war Bürgermeister von Oberlaa, Unterlaa und Rothneusiedl vor deren Eingemeindung 1938 und Präsident des Wiener und des Österreichischen Siedlerverbandes.
- Windtenstraße (Inzersdorf-Stadt), 1932 benannt nach Wenzel von Windten († um 1431), angeblich Besitzer der Herrschaft Inzersdorf, der jedoch historisch nicht zweifelsfrei nachweisbar ist. Allerdings werden in Inzersdorf 1382–1455 die Herren von Winden als Herrschaftsbesitzer urkundlich erwähnt. Die Straße hieß davor Bergstraße.
- Wirerstraße (Favoriten), 1911 benannt nach dem Mediziner Franz Wirer von Rettenbach (1771–1844), Hofarzt am Wiener Hof und Leibarzt von Kaiser Franz I. sowie Lehrer an der Wiener Medizinischen Schule und Rektor der Universität Wien (1836–1837). Wirer nutzte die Heilwirkung der Sole und begründete durch den Aufbau des ersten österreichischen Solekurbades den Weltruf von Bad Ischl. 2012 wurde die Straße nach Süden bis zum Ricarda-Huch-Weg verlängert.
- Wöhlergasse (Favoriten), 1929 benannt nach dem deutschen Chemiker Friedrich Wöhler (1800–1882); er gilt als Pionier der organischen Chemie wegen seiner Synthese von Oxalsäure durch Hydrolyse von Dicyan 1824[53] und von Harnstoff aus Ammoniumcyanat im Jahre 1828. Diese Synthesen eröffneten das Feld der Biochemie, da zum ersten Mal Stoffe, die bisher nur von lebenden Organismen bekannt waren, aus „unbelebter“ Materie künstlich erzeugt werden konnten. 1827 entwickelte er eine Reduktionsmethode zur Herstellung von reinem Aluminium; mit dem gleichen Verfahren gelang ihm 1828 die Isolierung von Beryllium und Yttrium sowie 1856 die Darstellung von kristallinem Silicium. Die Gasse war zuvor Teil der nördlicher liegenden Patrubangasse, von der sie durch zwei Häuserblöcke getrennt ist.

## Z

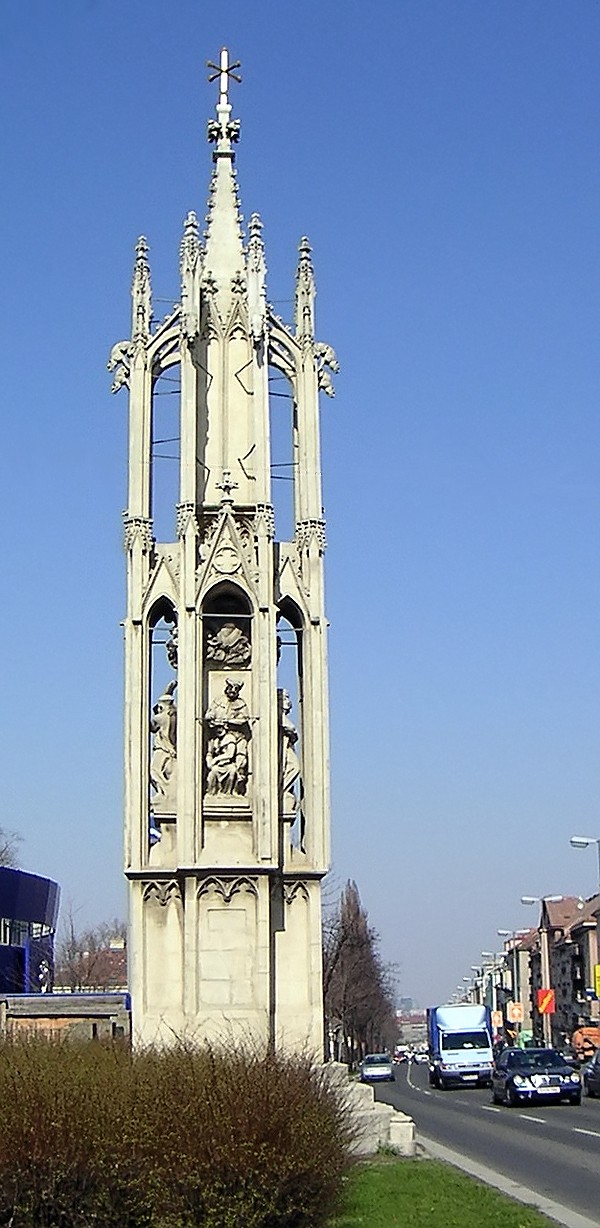
Spinnerin am Kreuz

- Zelda-Kaplan-Weg (Inzersdorf-Stadt), 2016 benannt nach der US-Amerikanerin Zelda Kaplan (geb. Zelda Berkowitz, 1916–2012); sie arbeitete zeitweise als Tanzlehrerin, war Bestandteil der New Yorker Party-Szene und besuchte oft Modeschauen. Sie reiste mehrmals nach Afrika und war Gründerin der World Culture Society, deren einziges Mitglied sie war.[54] Warum eine Wiener Straße nach ihr benannt wurde, ist nicht bekannt.
- Zohmanngasse (Inzersdorf-Stadt), 1913 benannt nach dem Schuhmachermeister Gregor Zohmann (1825–1905), Bezirksrat und Waisenrat in Favoriten. Er erwarb sich als Obmann des Favoritner Armeninstituts Verdienste um die Bedürftigen und erhielt dafür die „Große goldene Salvatormedaille“.
- Zülowgasse (Oberlaa), 1968 benannt nach dem Maler und Grafiker Franz von Zülow (1883–1963). Das Hauptgewicht seines Schaffens liegt auf der Druckgrafik, deren technische Möglichkeiten er experimentell erweiterte. Der von ihm erfundene Papierschnittdruck wurde 1907 patentiert. Er betätigte sich auf den verschiedensten Gebieten der angewandten Künste und schuf Bilderbücher, Kalenderblätter, Graphikzyklen, aber auch Wandmalereien und -teppiche, entwarf Tapeten und Stoffmuster, dekorierte Hausrat, bemalte Möbel und Einrichtungsgegenstände.
- Zur Spinnerin (Inzersdorf-Stadt), 1897 benannt nach der benachbarten gotischen Gedenksäule Spinnerin am Kreuz. Die Säule markierte die äußerste Grenze der Wiener Stadtgerichtsbarkeit. Der große, reich gegliederte Tabernakelpfeiler wurde 1375 erbaut und in der Folge mehrmals zerstört und wieder renoviert. Für das Jahr 1709 ist erstmals der Name Creutz-Spinnerin bzw. Spinnerin-Creutz belegt.
- Zwölfpfenniggasse (Oberlaa), 1968 benannt; um 1528 waren zwölf Pfennige die geltenden Geldbuße pro Stück Vieh für die unerlaubte Benutzung der Weide.

## Historische Straßennamen
- Altmüttergasse: siehe Karmarschgasse
- Am Ziegelofen: siehe Bitterlichstraße
- An der Eisenbahn: siehe Raaber-Bahn-Gasse
- Anton-Schwarz-Gasse: siehe Weidelstraße
- Bachstraße: siehe Liesingbachstraße
- Bahnstraße: siehe Kästenbaumgasse
- Beethovengasse: siehe Ampferergasse
- Bergstraße: siehe Windtenstraße
- Berlagasse: siehe Hebbelgasse
- Berthagasse: siehe Gudrunstraße
- Blindengasse: siehe Schwarzgrubergasse
- Brunnengasse: siehe Steineichengasse
- Brunnwegstraße: siehe Neilreichgasse
- Bürgerplatz:[1] siehe Reumannplatz
- Canongasse: siehe Columbusgasse
- Croatengasse: siehe Gudrunstraße
- Dorfgasse: siehe Grundäckergasse
- Eugengasse:[1] siehe Pernerstorfergasse
- Eugenplatz: siehe Viktor-Adler-Platz
- Fadingerplatz: siehe Stefan-Fadinger-Platz
- Favoritenplatz: siehe Südtiroler Platz
- Feldgasse: siehe Männertreugasse bzw. Hämmerlegasse
- Franz-Josefs-Gasse: siehe Hardtmuthgasse
- Geiselberggasse: siehe Hofherrgasse
- Geißelberger Weg: siehe Gudrunstraße
- Gerichtsweg: siehe Wienerbergstraße
- Gerstlergasse: siehe Herzgasse
- Ghegagasse: siehe Fernkorngasse
- Ghegaplatz: in den 1950er Jahren mit dem dritten Südbahnhof verbaut, wäre heute an der Kreuzung Wiedner Gürtel / Arsenalstraße
- Goethegasse:[1] siehe Scheugasse
- Goethestraße:[1] siehe Uhligstraße
- Grenzgasse:[1] siehe Grenzackerstraße
- Grünstraße: siehe Remystraße
- Hauptplatz: siehe Ober-Laaer Platz
- Hauptstraße: siehe Klederinger Straße bzw. Oberlaaer Straße
- Haydngasse: siehe Volkmargasse
- Heinrichgasse: siehe Siccardsburggasse
- Himberger Straße: siehe Favoritenstraße
- Hintere Südbahnstraße: verlief exakt in der Lage der Bahnsteiggleise des Hauptbahnhofs
- Inzersdorfer Straße: siehe Oberlaaer Straße
- Kaiserallee: siehe Favoritenstraße
- Kaiserweg: siehe Favoritenstraße
- Kühberggasse: siehe Inzersdorfer Straße
- Laaer Straße: siehe Laaer-Berg-Straße
- Langsulzgasse: siehe Wiesenthalgasse
- Liebfrauenplatz: siehe Stefan-Fadinger-Platz
- Liesingbachstraße: siehe Hintere Liesingbachstraße
- Marktplatz: siehe Erlachplatz
- Marxergasse: siehe Troststraße
- Neugasse: siehe Biererlgasse
- Neustädter Poststraße: siehe Triester Straße
- Patrubangasse: siehe Friedrich-Knauer-Gasse bzw. Wöhlergasse
- Plankengasse: siehe Berlepschgasse
- Quarinplatz ehemaliger Platz zwischen Quaringasse, Franz-Schuh-Gasse, Zur Spinnerin und Braunspergengasse
- Quellengasse: siehe Quellenstraße
- Randgasse: siehe Amarantgasse
- Redtenbachergasse: siehe Rotenhofgasse
- Reisingergasse: siehe Hofherrgasse
- Richardgasse: siehe Leebgasse
- Rittingergasse: siehe Davidgasse
- Rudolfsgasse: siehe Hardtmuthgasse
- Schaumburgerstraße: siehe Troststraße
- Schillerstraße: siehe Weidelstraße
- Schlesingerstraße: siehe An der Hölle
- Schubertstraße: siehe Hasenöhrlstraße
- Seyfriedstraße: nach dem Biedermeierkomponisten Ignaz von Seyfried; im Stadtplan 1912 eingetragene, um 1950 aufgelassene Verbindung zwischen dem Ende der Rieplstraße und der Sonnwendgasse[55]
- Siedlergasse: siehe Steinschötelgasse
- Simmeringer Gasse: siehe Mannschildgasse
- Simmeringer Straße: siehe Gudrunstraße bzw. Segnerstraße
- Sindelargasse: siehe Victor-Gruen-Gasse
- Slanarplatz: nach Hans Slanar, Kartograph, u. a. Bearbeiter des Kozenn-Schulatlasses („Slanar-Atlas“); als nunmehr private Fläche 2012 aufgelassen
- Sportweg: siehe Langsulzgasse
- Staatsbahngasse: siehe Reisingergasse
- Steinackergasse: siehe Patrubangasse
- Südostbahnstraße bzw. -gasse: 1930er bis 1950er Jahre; früher beim Ghegaplatz; bei der heutigen Verkehrsfläche Am Belvedere[56]
- Thavonatgasse:[20] siehe Kempelengasse
- Tolbuchinstraße: siehe Laxenburger Straße
- Vereinsgasse: siehe Heimkehrergasse
- Vordere Südbahnstraße: siehe Wiedner Gürtel
- Vösendorfweg: siehe Hintere Liesingbachstraße
- Wiedner Gürtel: siehe Margaretengürtel
- Wiener Straße: siehe Laaer-Berg-Straße
- Wienerfeldgasse: siehe Van-der-Nüll-Gasse

1938–1945
- Egerländerplatz siehe Friedplatz
- Hauckgasse: siehe Oppenheimgasse
- Horst-Wessel-Platz: siehe Viktor-Adler-Platz
- Lachnerstraße: siehe Ferdinand-Löwe-Straße